# مخطوطة كازاناتنس

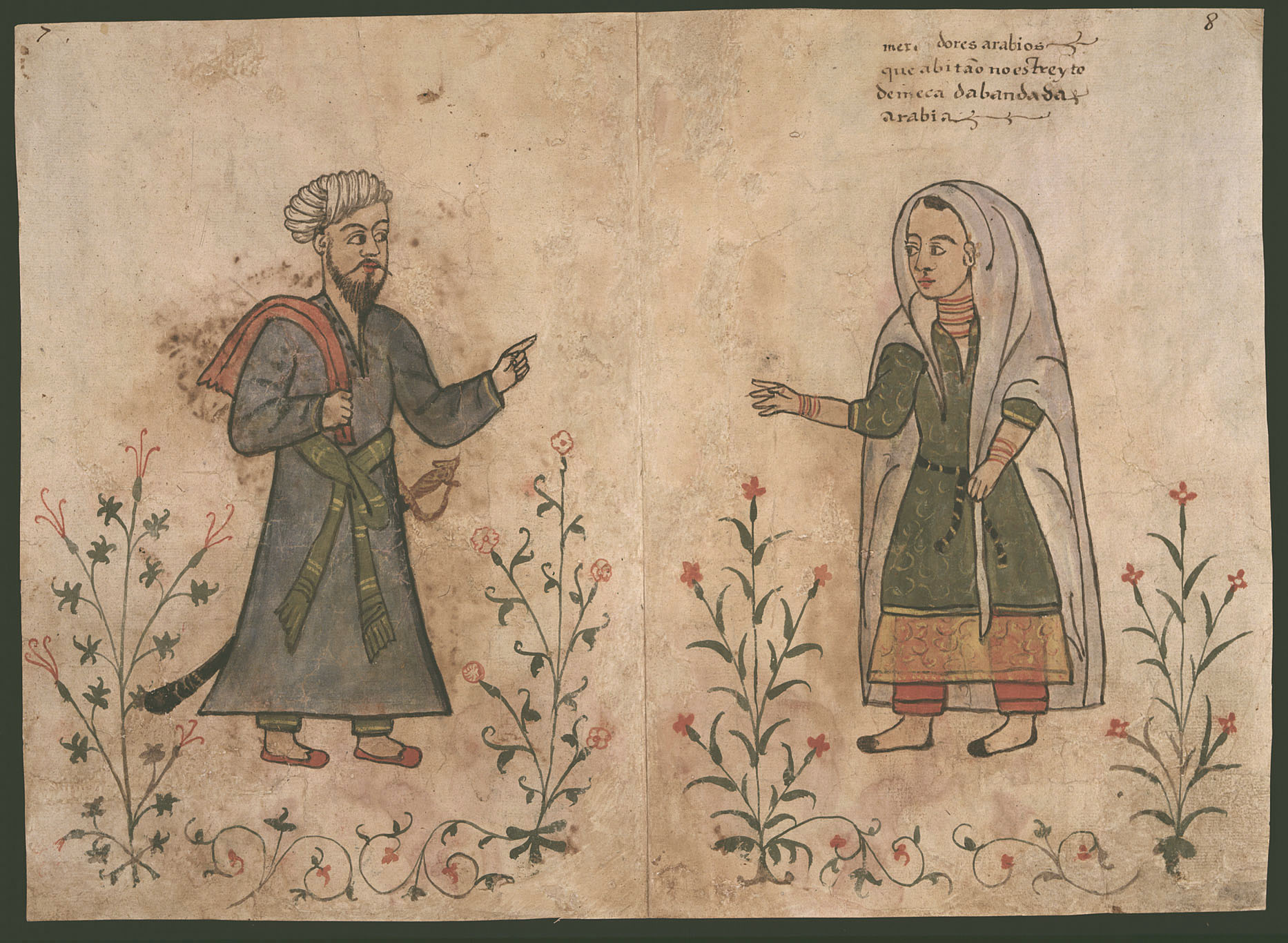
تُجار عَرب من الحجاز، مخطوطة كازاناتنس.

مَخطوطة كازاناتنس، عبارة عن مجموعة من الرسوم التوضيحية البرتغالية تعود إلى القرن السادس عشر، تُصور الشعوب والثقافات التي كان البرتغاليون على اتصال دائم بهم حول المُحيطين الهندي والهادئ. يتم الاحتفاظ بها الآن في مكتبة كازاناتنسي في روما.

## المحتويات والأصل
نتتكون المخطوطة من ستة وسبعين رسمًا توضيحيًا بالألوان المائية، أحدها إضافة لاحقة. يأتي مُعظمها مع وصف قصير، ويتضمن رسومًا توضيحية لأشخاص من شرق إفريقيا والجزيرة العربية وبلاد فارس وأفغانستان والهند وسيلان وماليزيا والصين وجزر الملوك، بالإضافة إلى بعض الأفكار عن الحيوانات والنباتات وتقاليد مُعينة، مثل الهندوسية، ديانة غير معروفة سابقًا في أوروبا. لم يتم تحديد منشئ هذه المخطوطة والعديد من الفرضيات غير حاسمة. تُقدم العديد من نقوشها معلومات عن تاريخ كتابتها، اغلبها تُشير إلى حصار ديو عام 1538، ولكن عدم وجود أي ذكر لليابانيين، الذين اتصل بهم البرتغاليون في 1541-1543. لذلك فمن المُمكن أن يكون قد تم كتابتها حوالي عام 1540.
كان أول مالك مُسجل لها هو «جواو دا كوستا» من كلية سانت بول في جوا، الذي أرسلها في عام 1627 إلى لشبونة، وفقًا للمعلومات الواردة في المخطوطة. وبمجرد وصوله إلى أوروبا، حصل عليه الكاردينال «جيرولامو كازاناتا»، الذي تركه عند وفاته عام 1700 جنبًا إلى جنب مع مجموعته الخاصة إلى دومينيكانية لإنشاء مكتبة جديدة، حيث يتم الاحتفاظ بها الآن. تم لفت انتباه الجمهور للمخطوطة لأول مرة من قبل العالم «جورج شورهامر»، الذي نشر عدة صور في المجلة التاريخية البرتغالية «جارسيا دا هورتا» في الخمسينيات من القرن الماضي.

## المعرض
توفر مَخطوطة كازاناتنس نظرة ثاقبة نادرة للغاية لثقافة الشعوب في آسيا وإفريقيا خلال القرن السادس عشر، وهي ذات قيمة خاصة لدراسة أنواع الأسلحة والملابس الشعبية لذلك العصر.

### الحَبشة

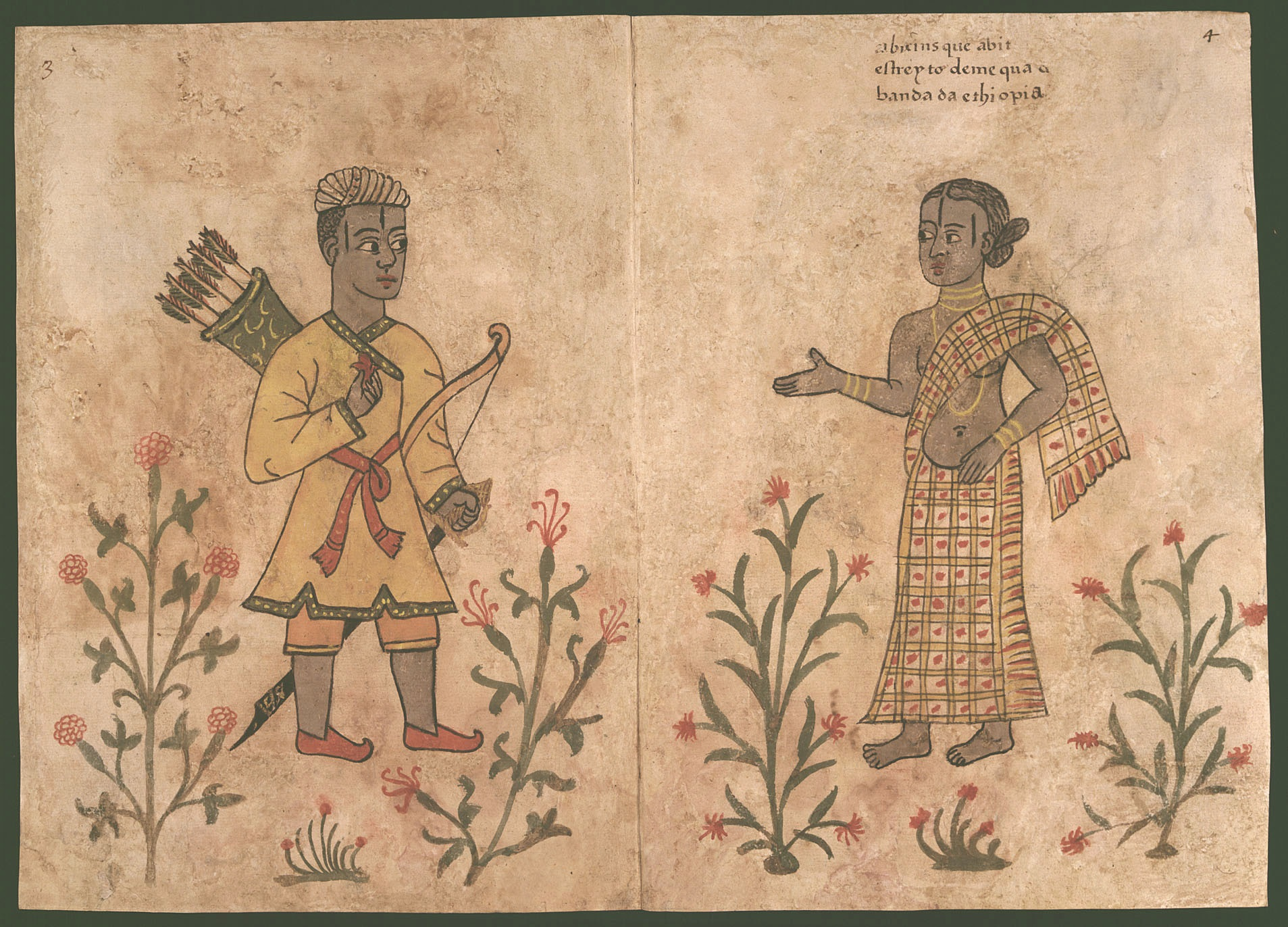
محارب حبشي مع زوجته

### النوبة

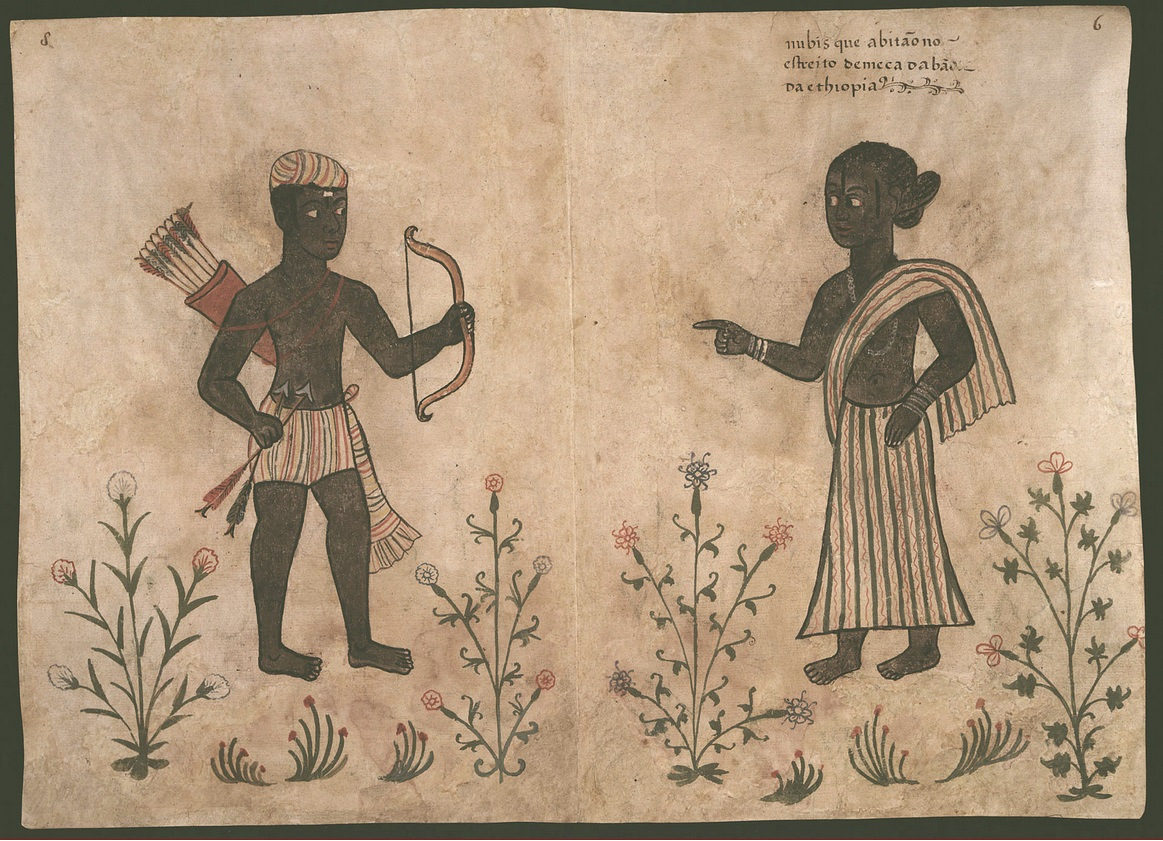
نوبيون

### رأس الرجاء الصالح

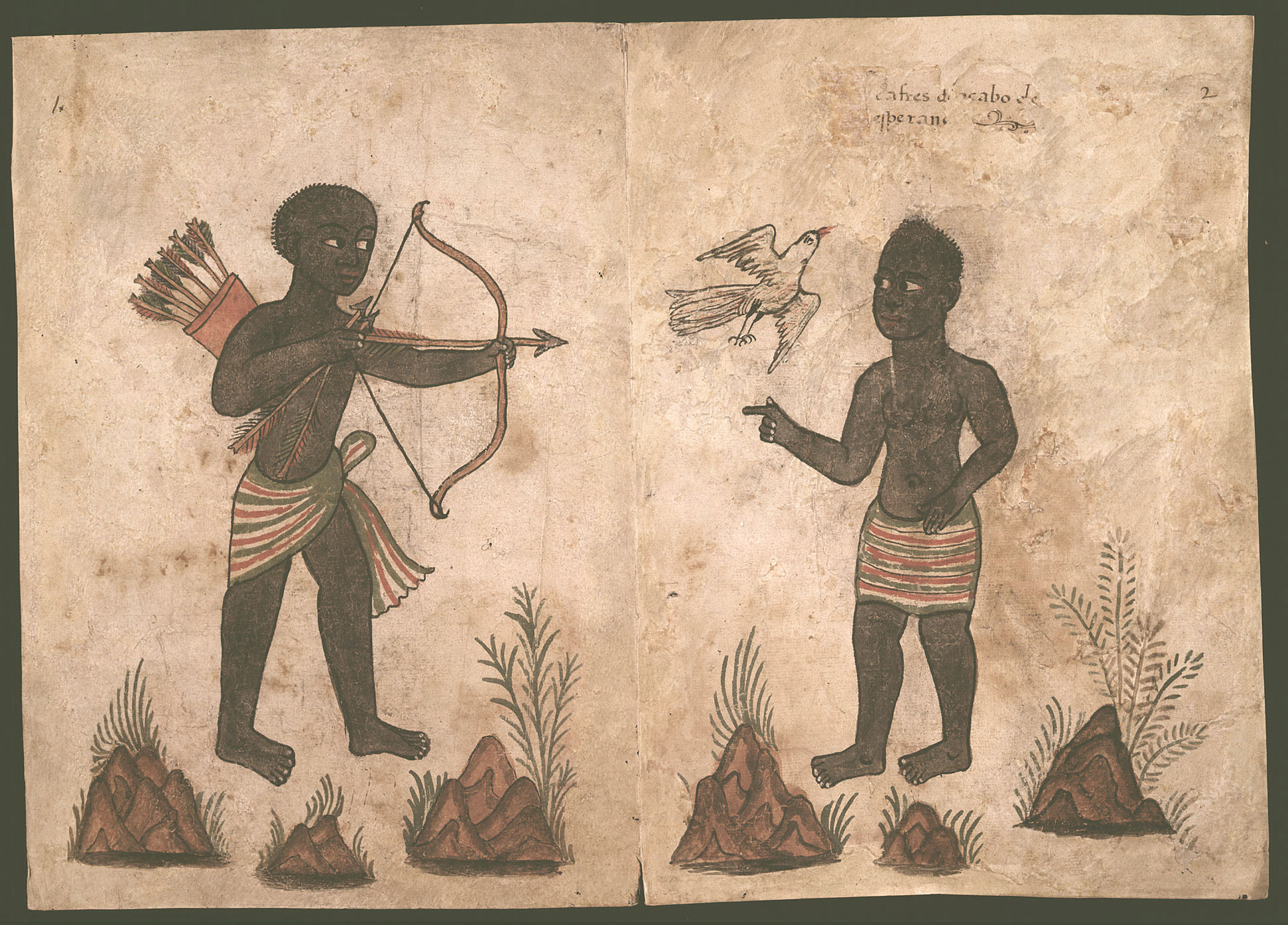
سُكان رأس الرجاء الصالح.

### شٌبه الجزيرة العربية

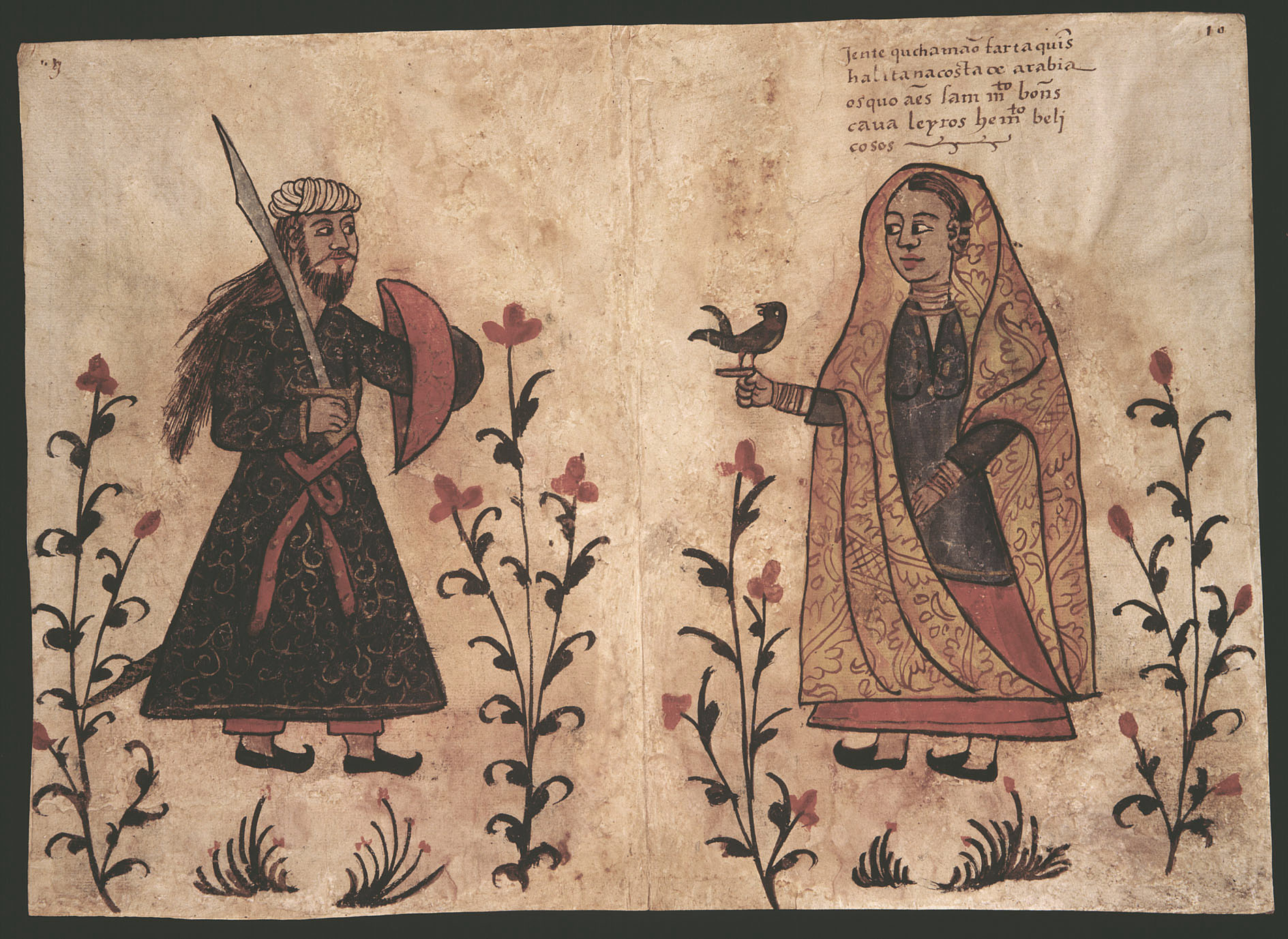
سُكان مملكة فرتخ الواقعة في الساحل العربي الشرقي وسقطرى، أطلق عليهم البرتغاليون اسم "فرطاج".
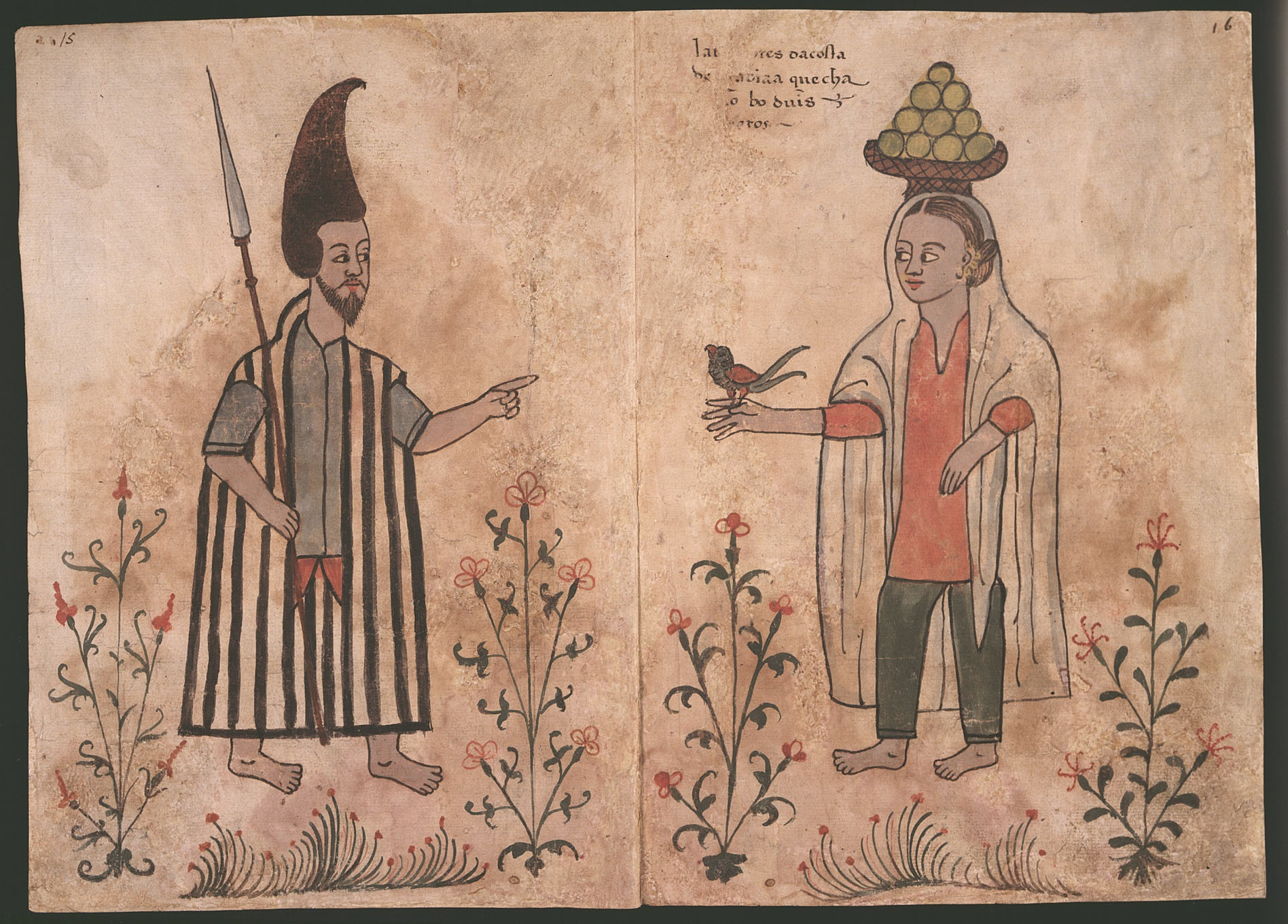
مُزارعون من جنوب شرق شُبه الجزيرة العربية، ربما من اليمن، أطلق عليهم البرتغاليون اسم "بَدو".
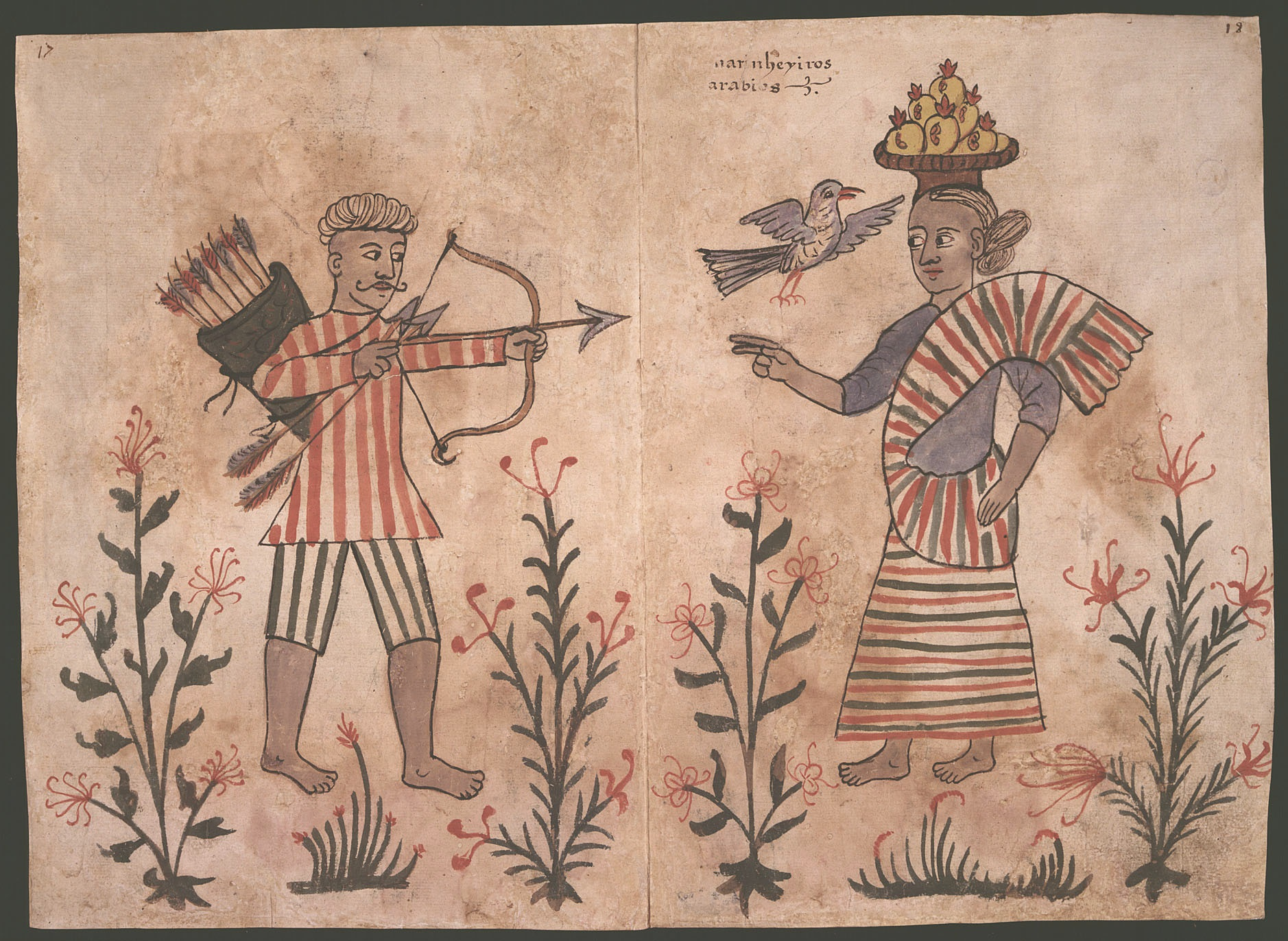
"بحارة" من الجزيرة العربية، ربما صيادين.
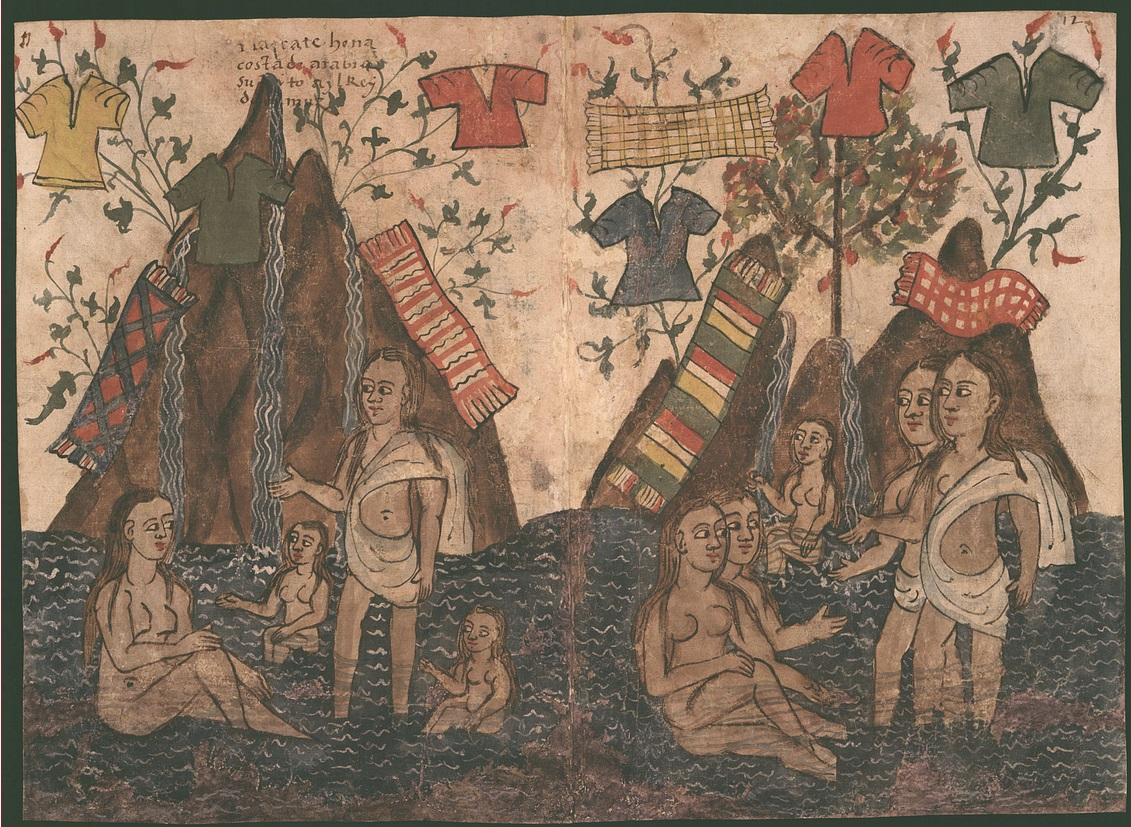
مشهد أستحمام لنساء من مدينة مَسقط.
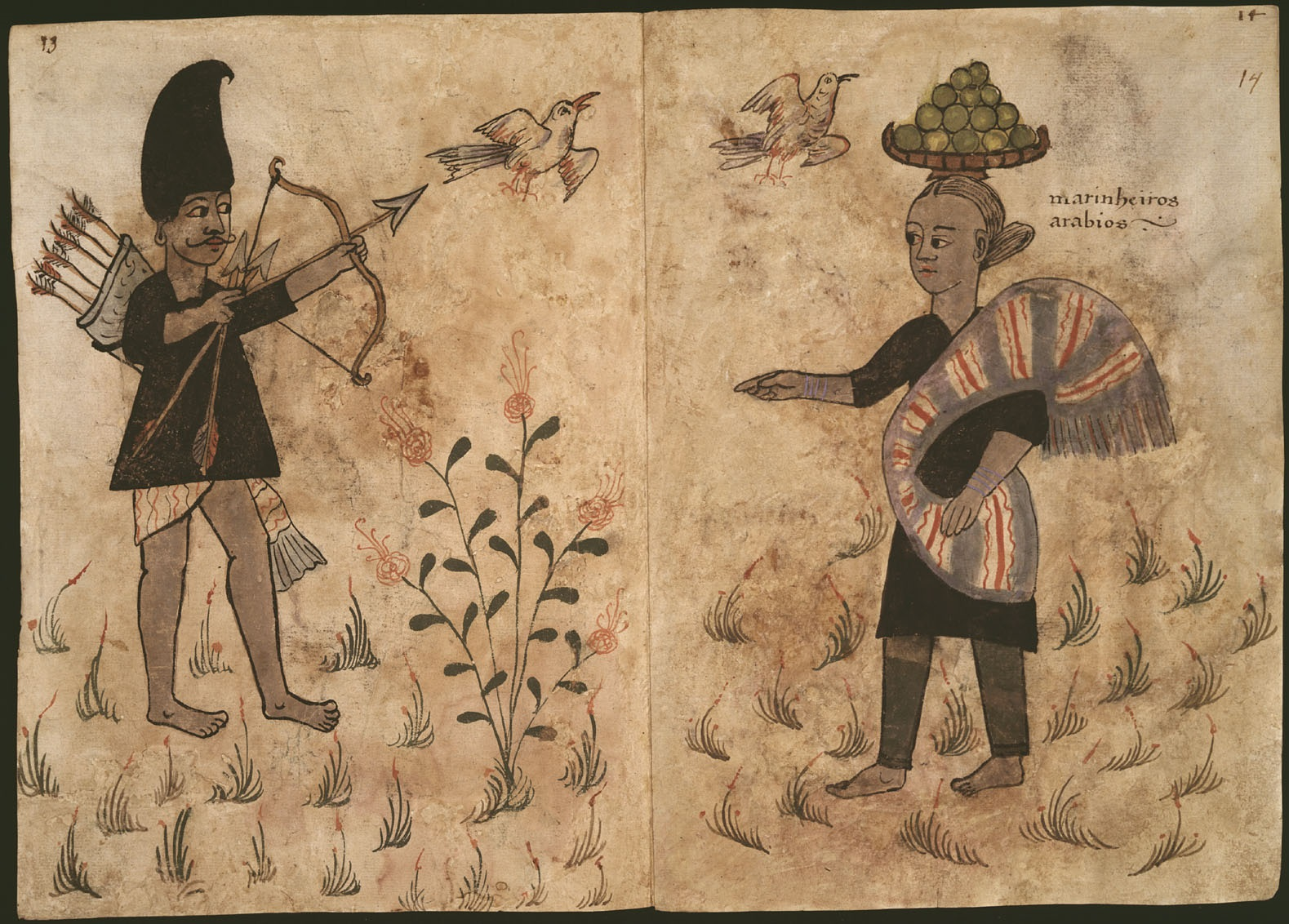
بحارة من الجزيرة العربية. (مُكررة)

### بلادُ الرافدين

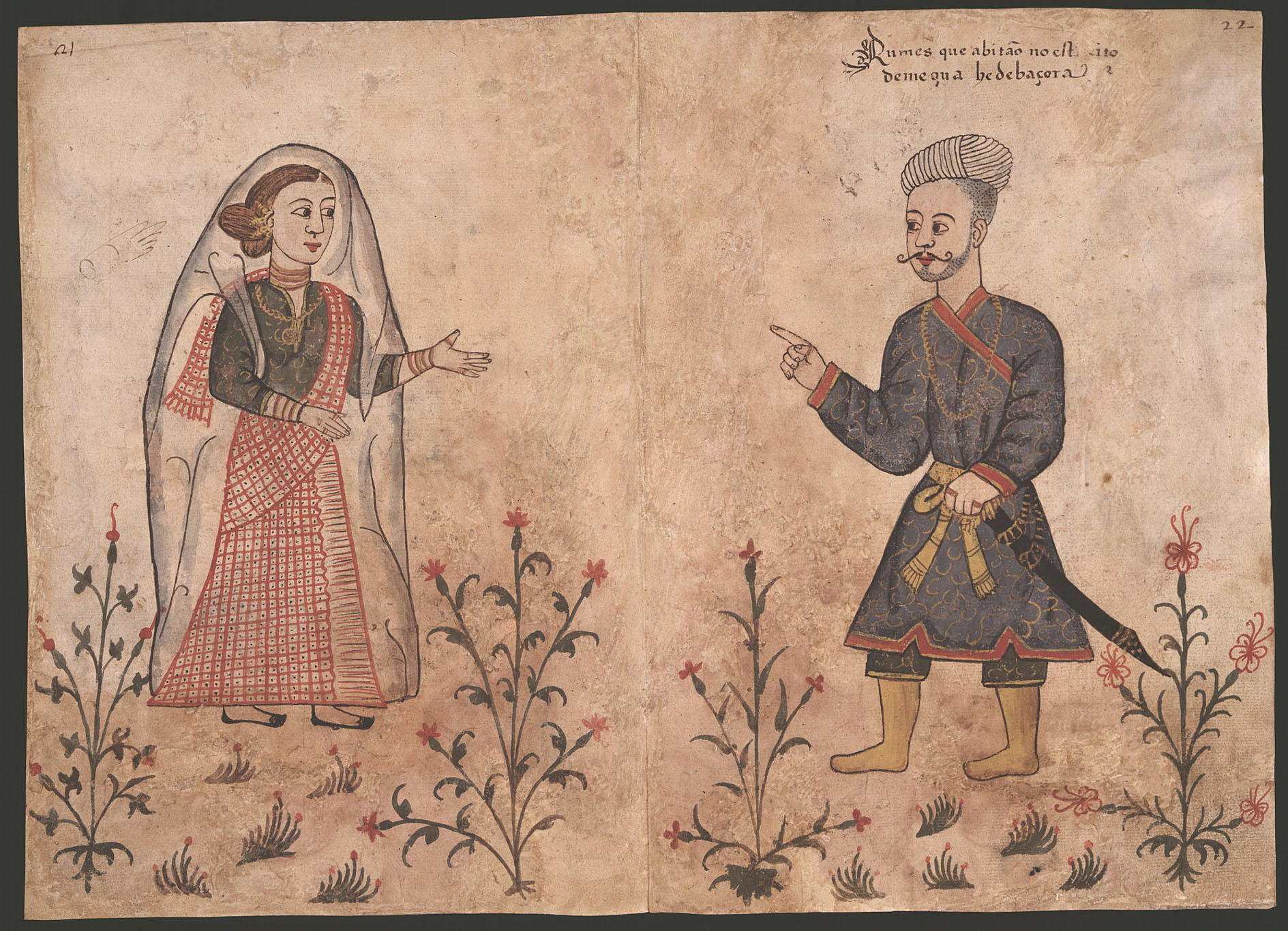
"الروم" (الأتراك) الذين سكنوا البحر الأحمر ومدينة البصرة.
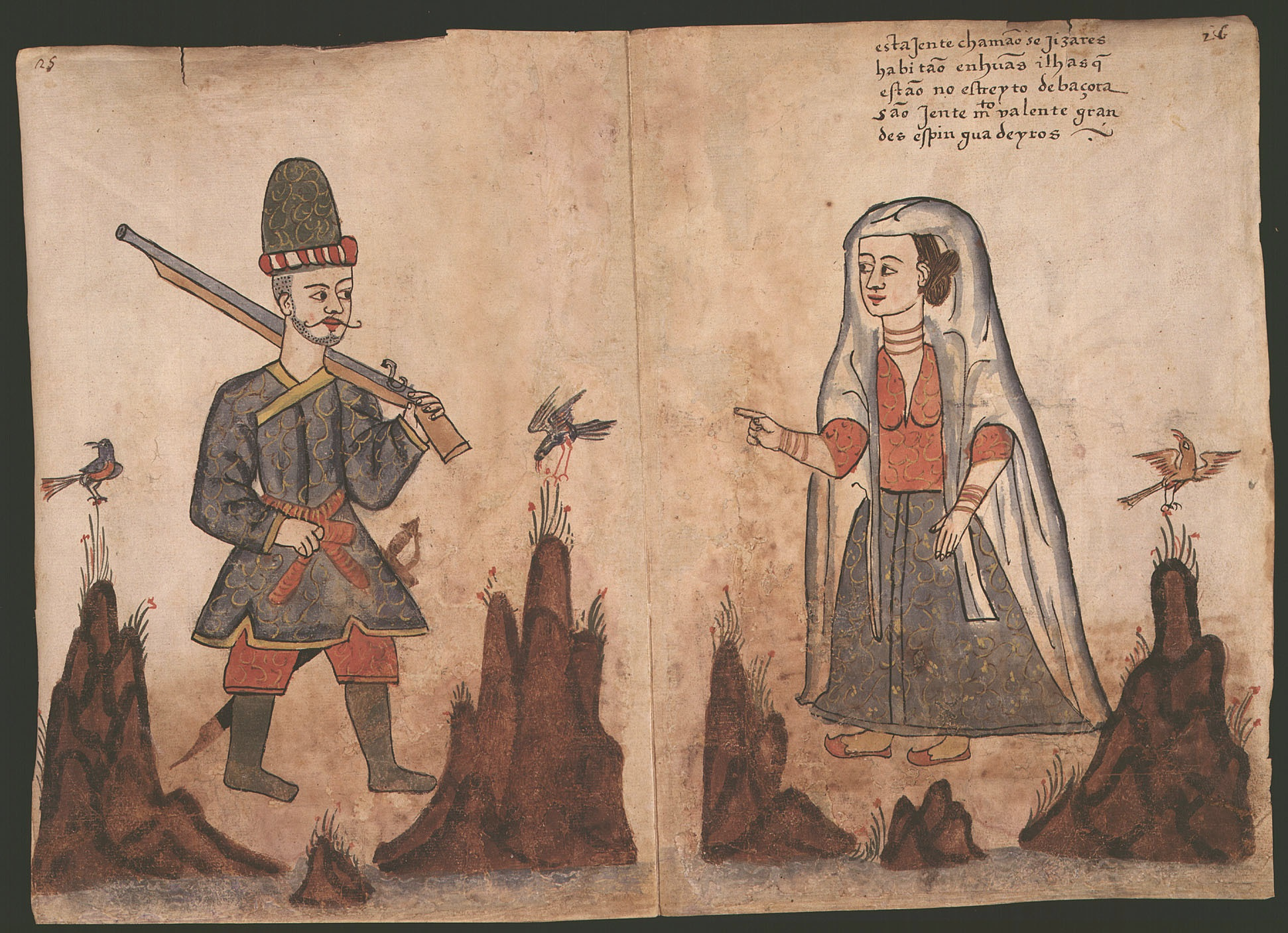
عرب الأهوار.

### جزيرة هرمز

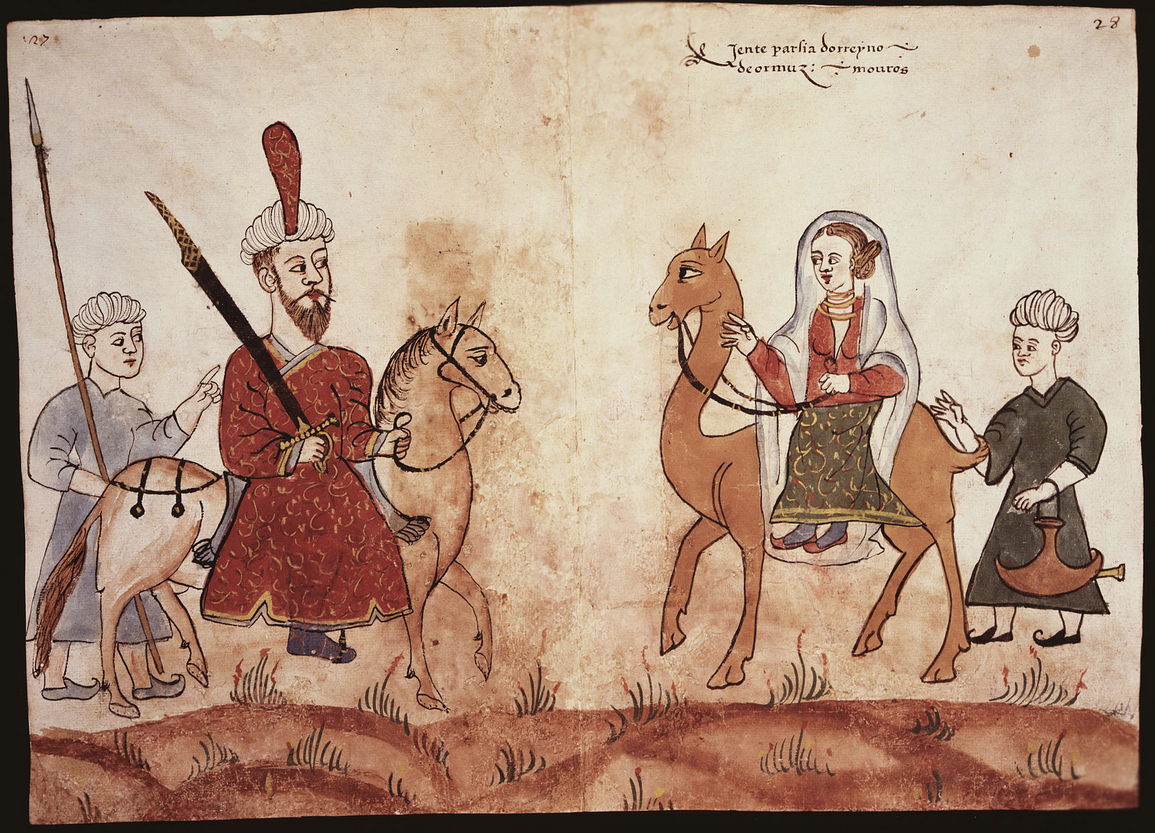
زوجان فارسيان من جزيرة هرمز.
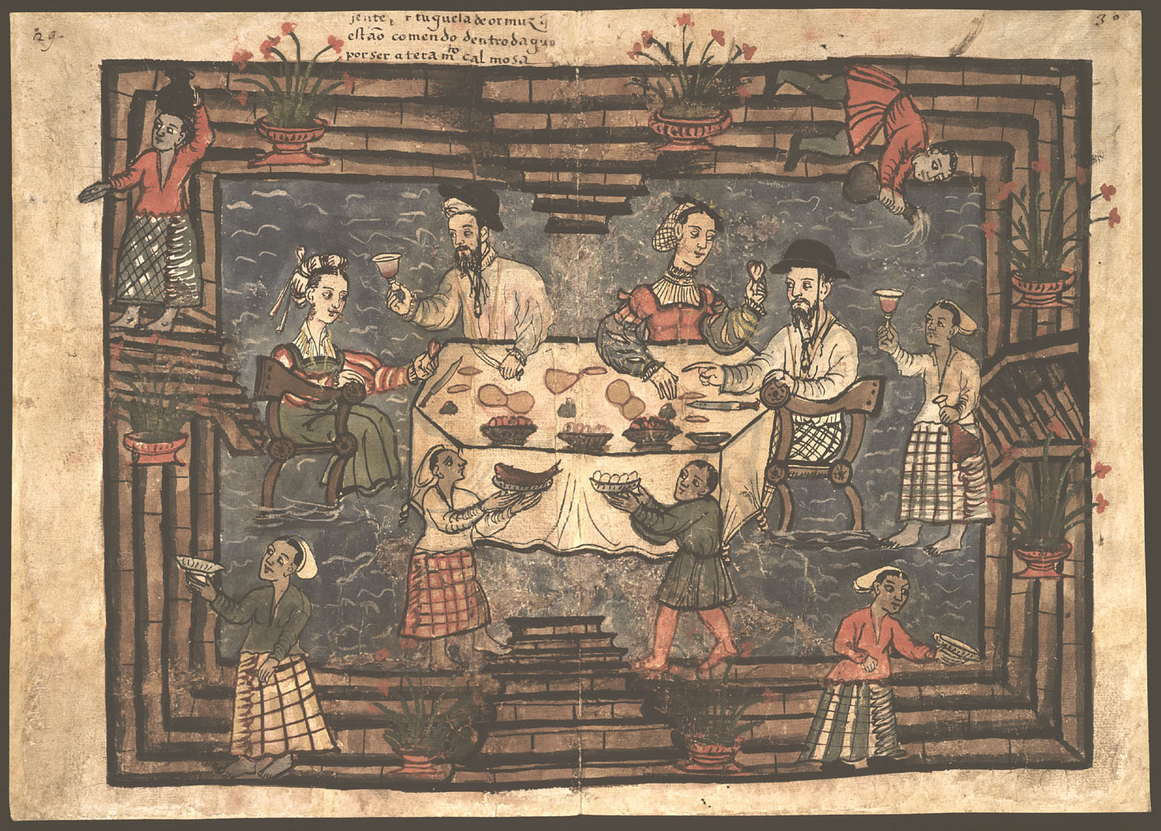
عشاء للبرتغاليين في جزيرة هرمز. كان المناخ حارًا لدرجة أن الناس كانوا يغمرون منازلهُم بالمياه عن قصد.

### بلاد فارسوأفغانستان

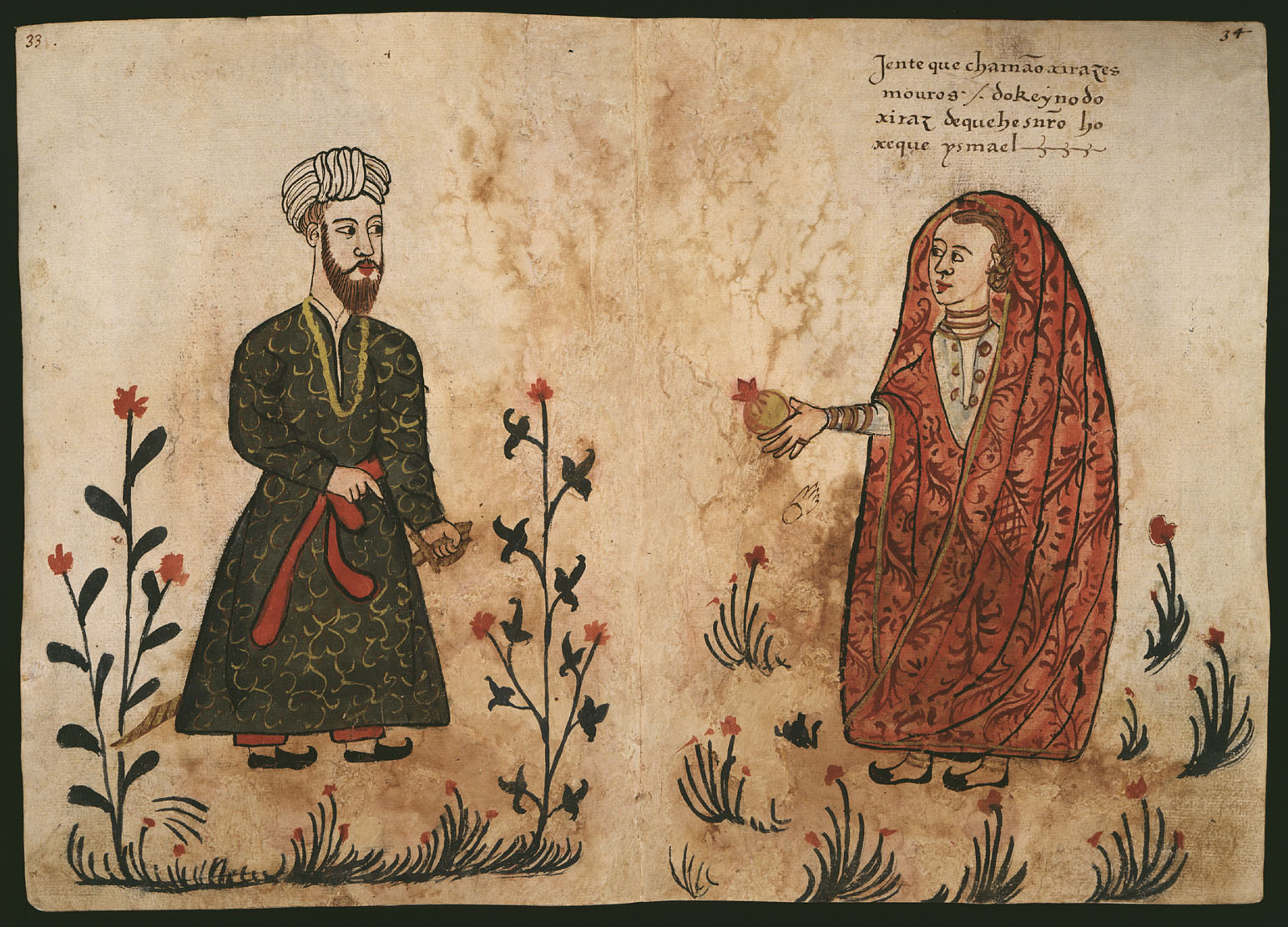
زوجان من شيراز.
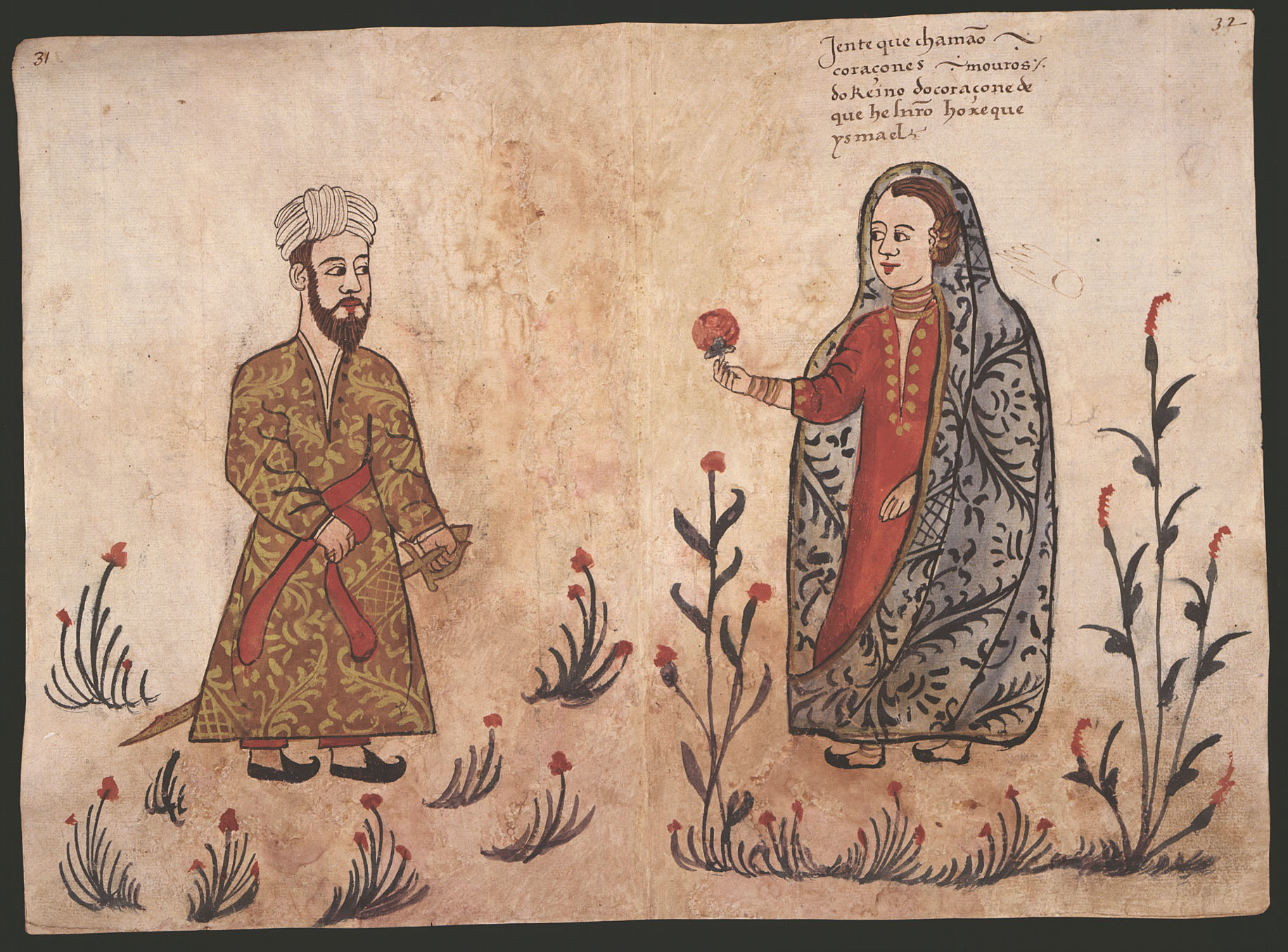
زوجان من خُراسان.
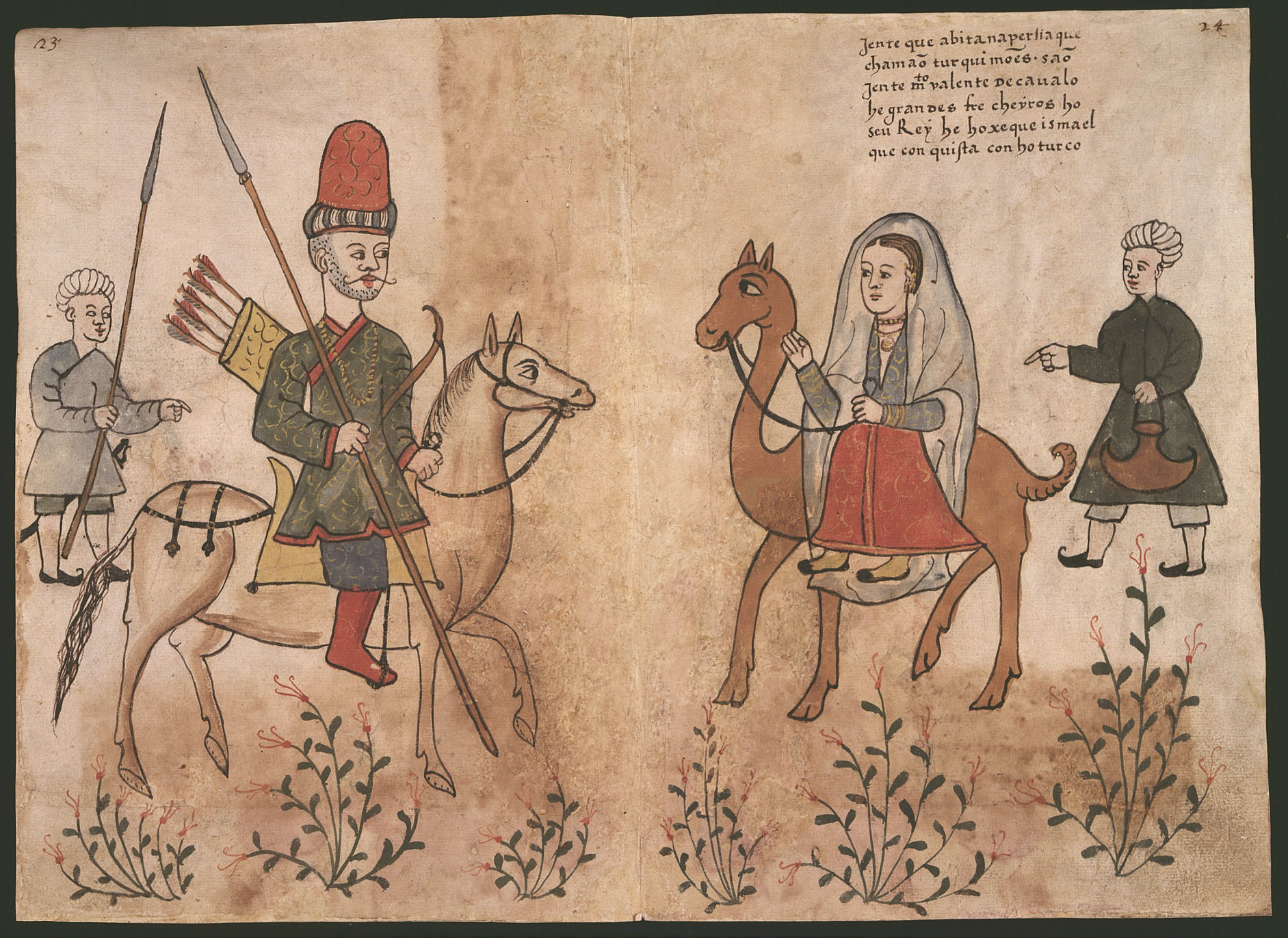
تُركمان من بلاد فارس.

### بلوشستان

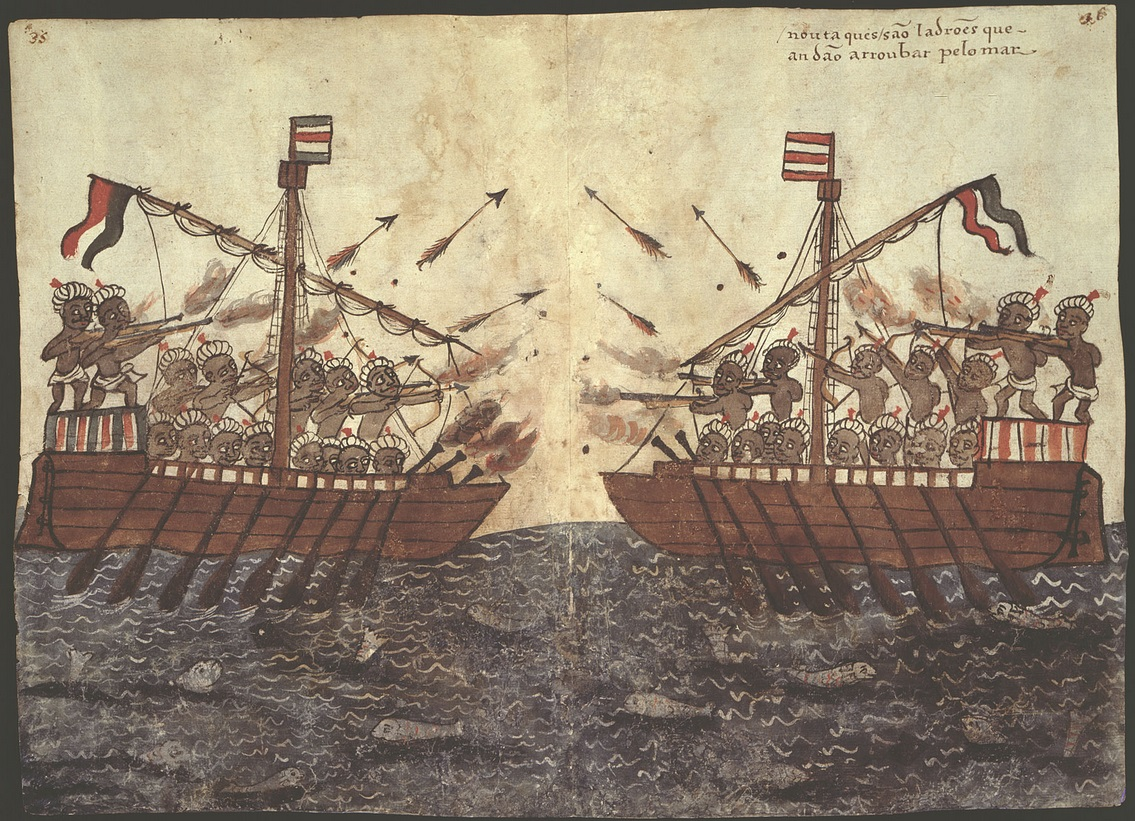
صيادون من البلوش كانوا يُهاجمون السُفن التجارية.

### السِّنْد

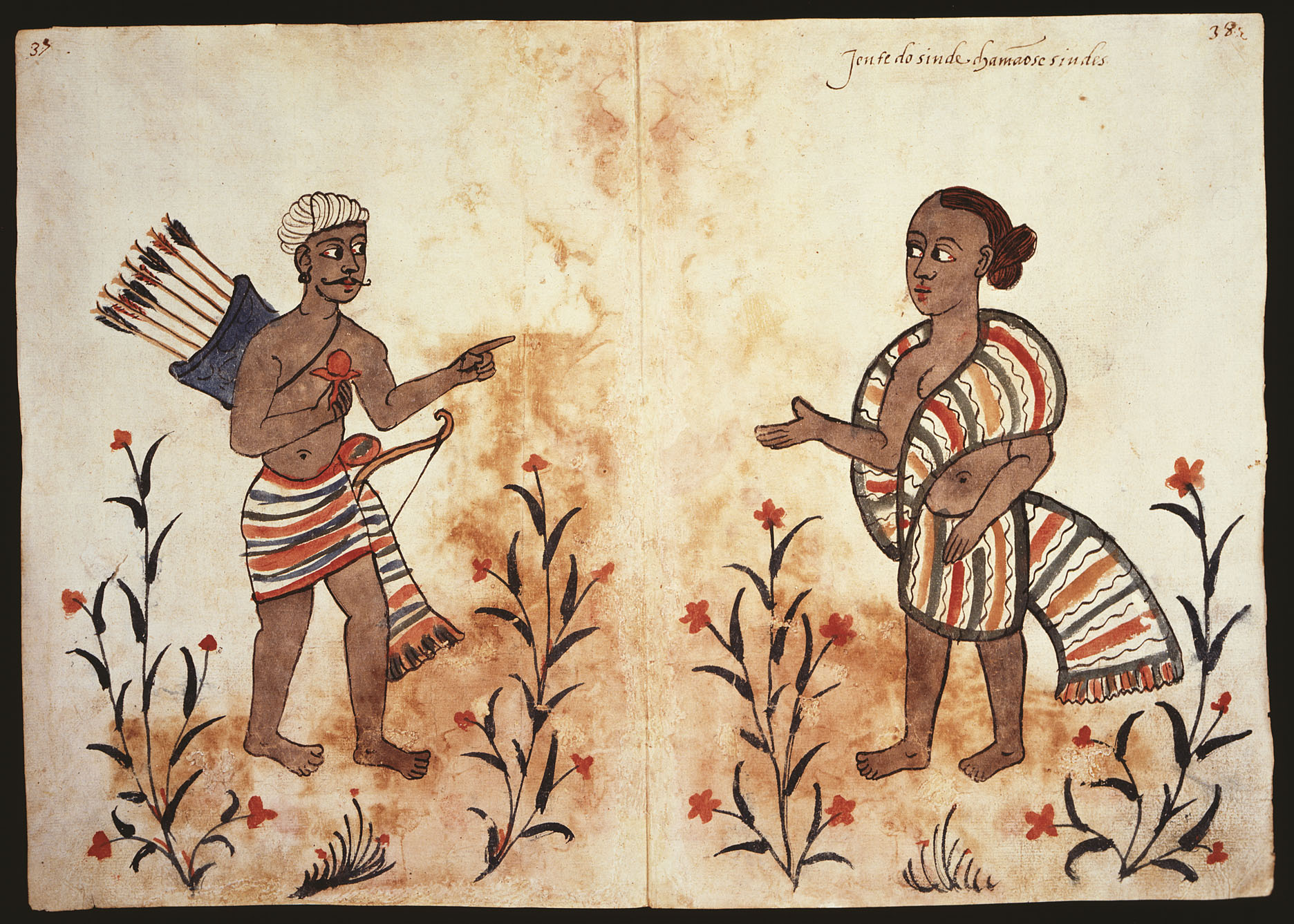
سنديون

### گجرات

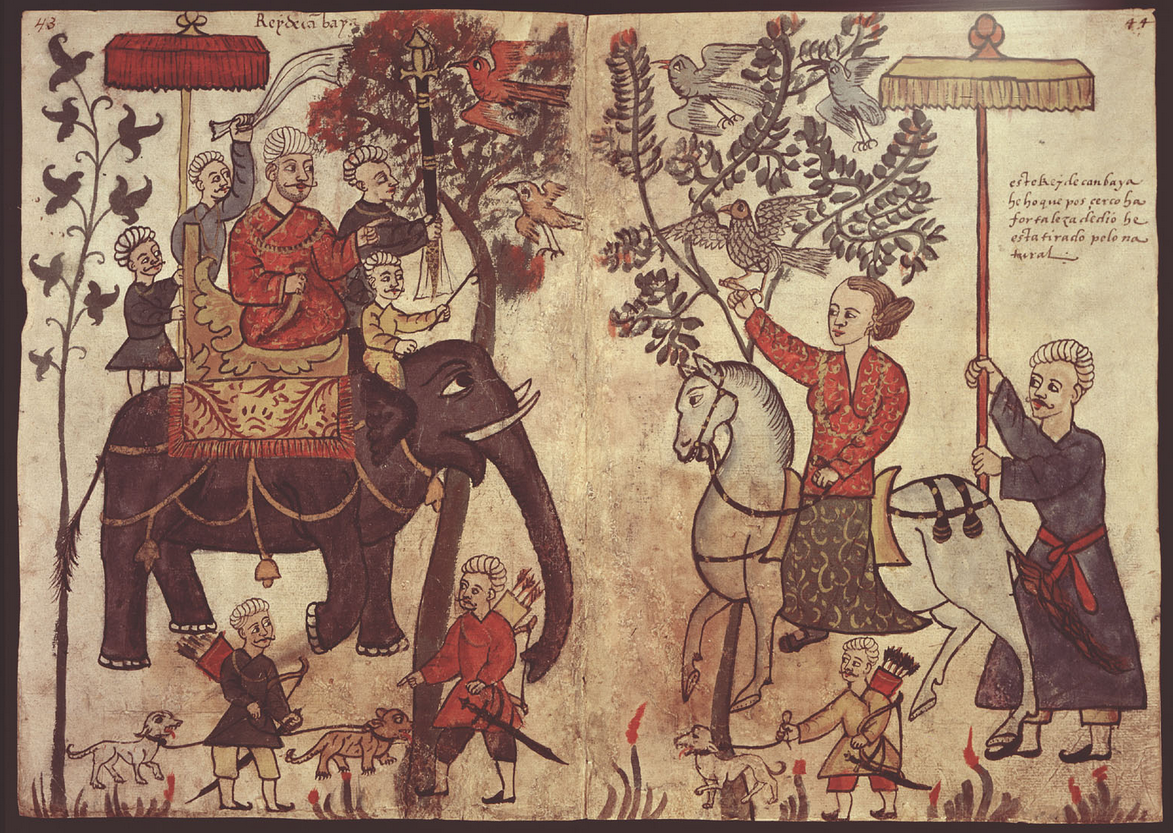
"ملك كامباي"، سلطان ولاية گجرات.
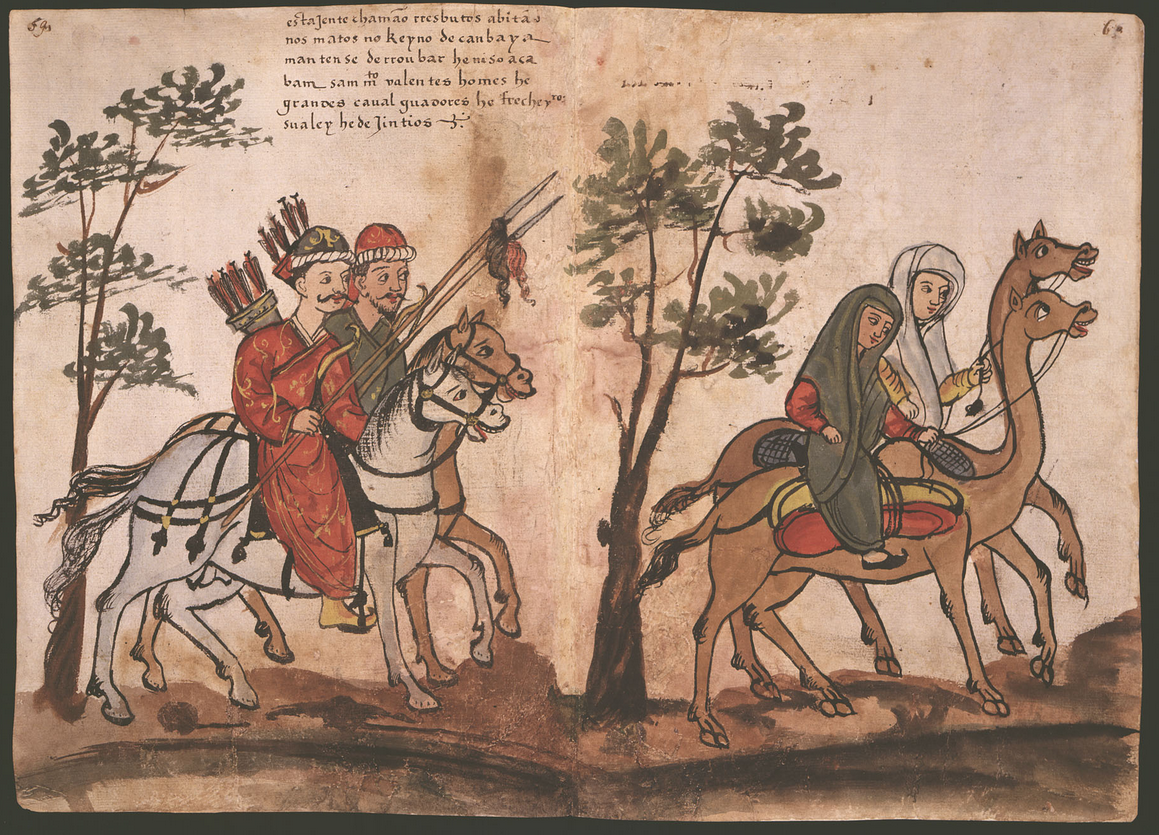
راجبوت، "الذين يسكنون غابات كامباي الخلفية"
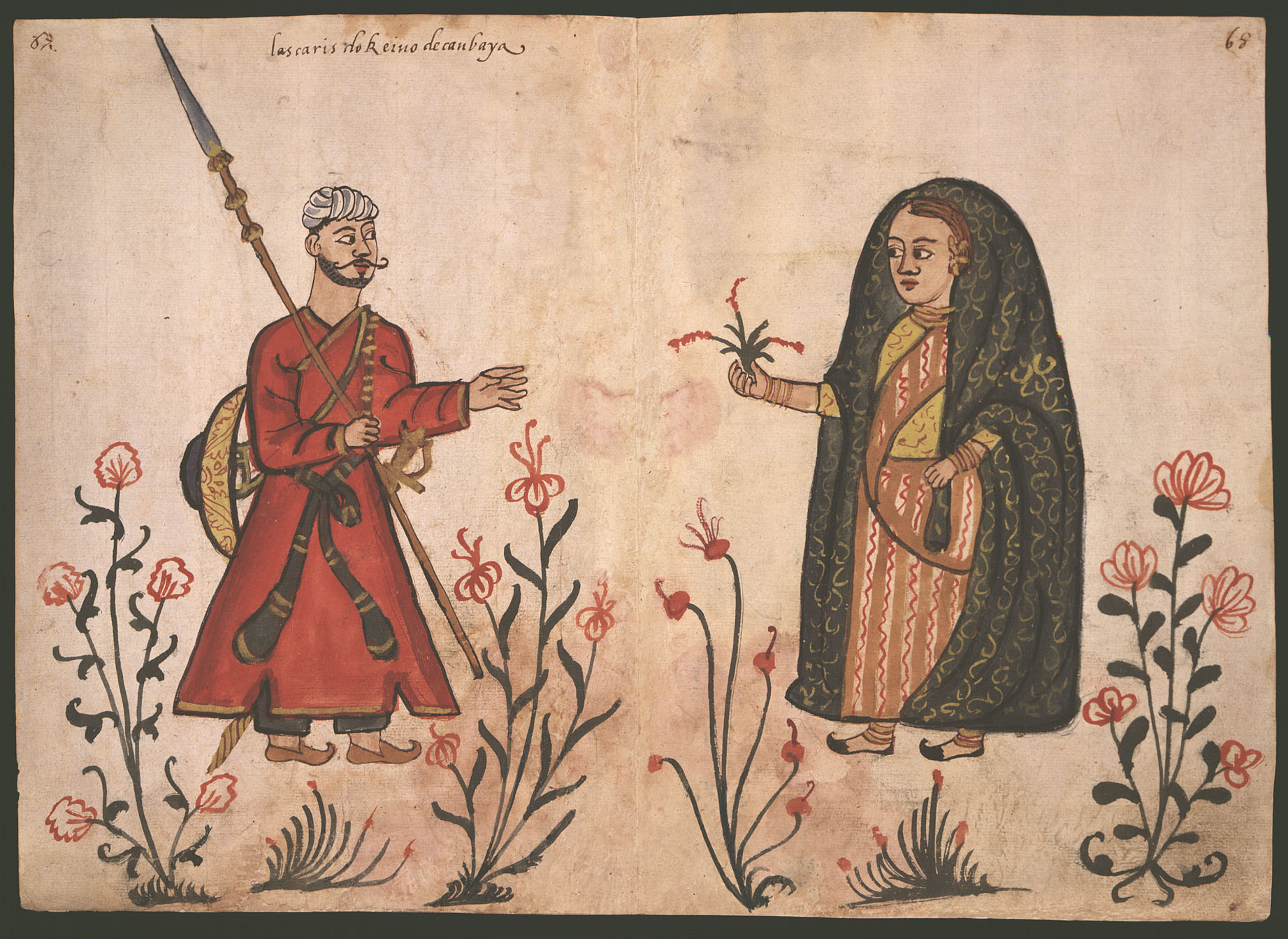
محارب گجري مع زوجته
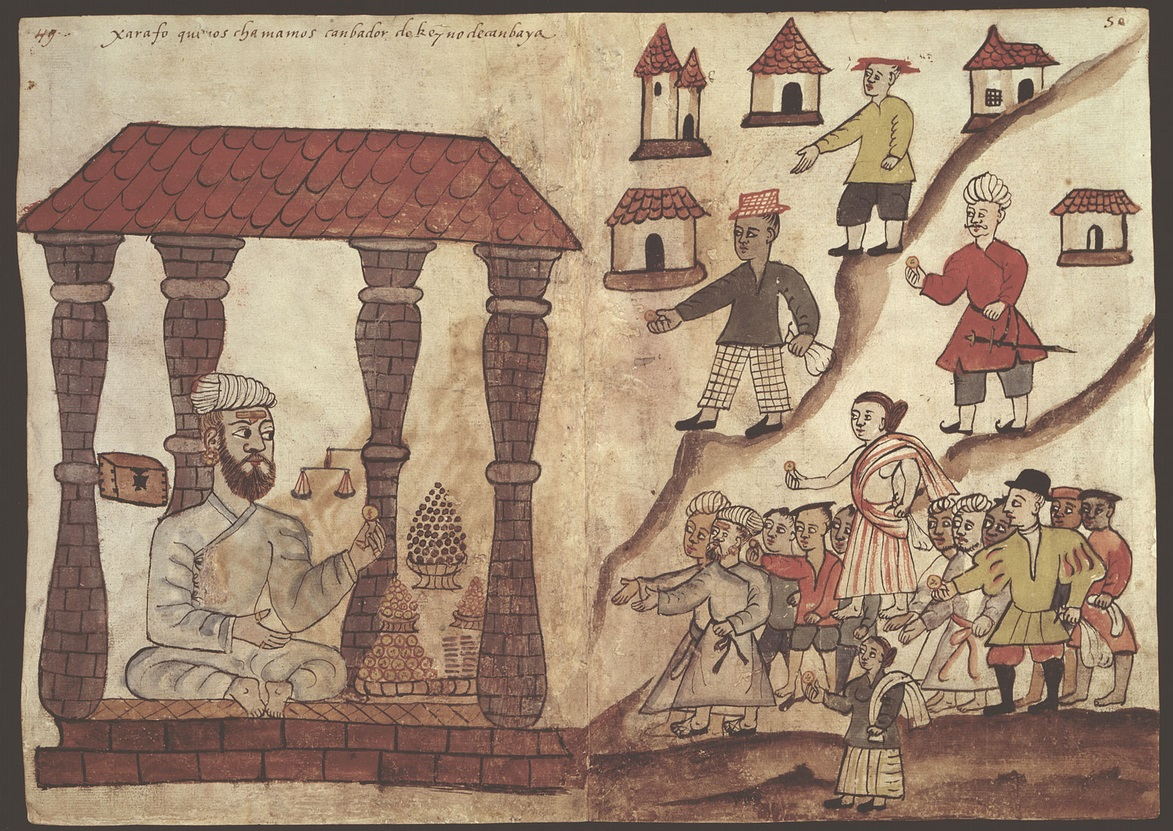
صراف ولاية گجرات
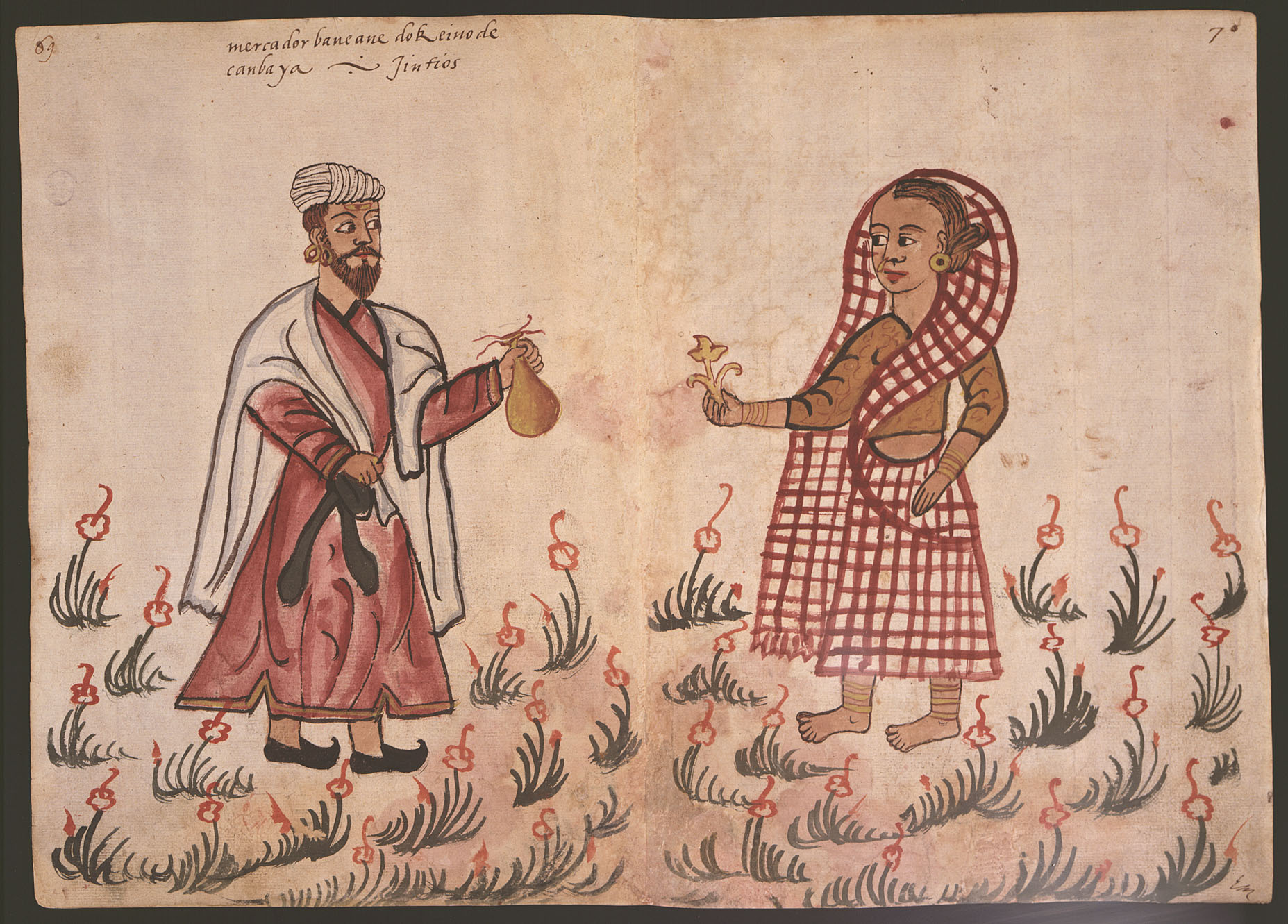
تُجار گجرات
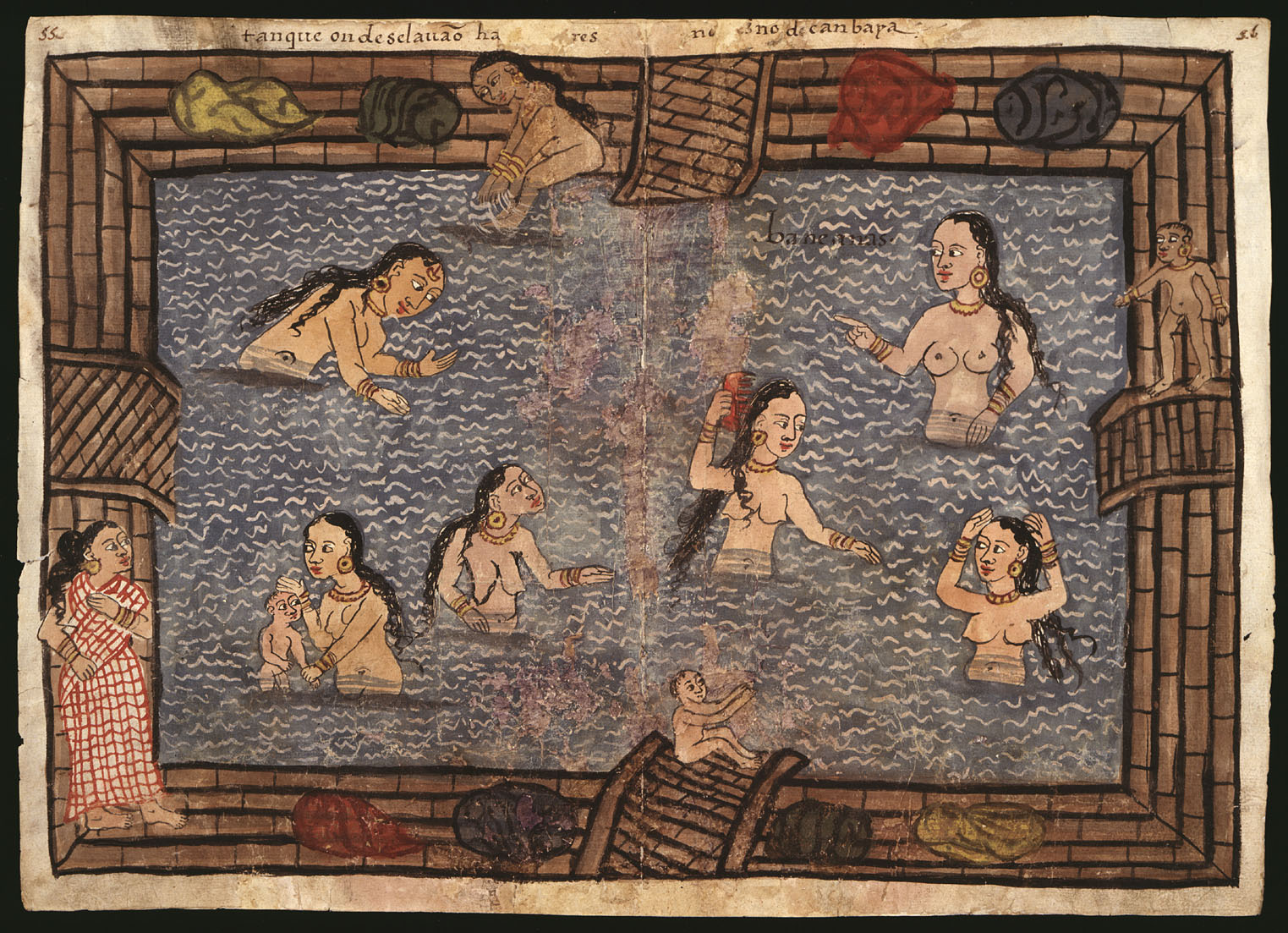
خزان مياه في گجرات
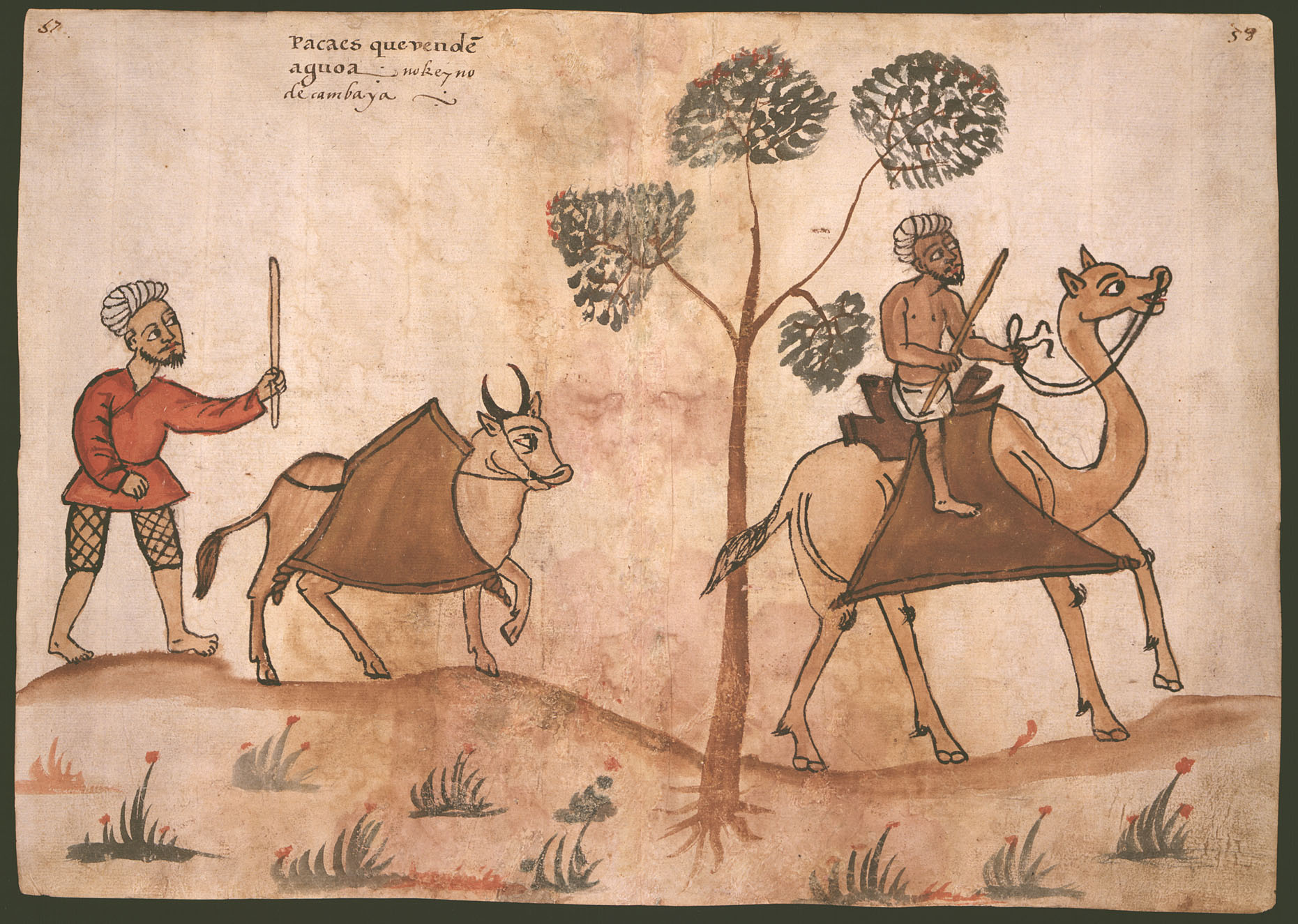
بائعي المياه في گجرات
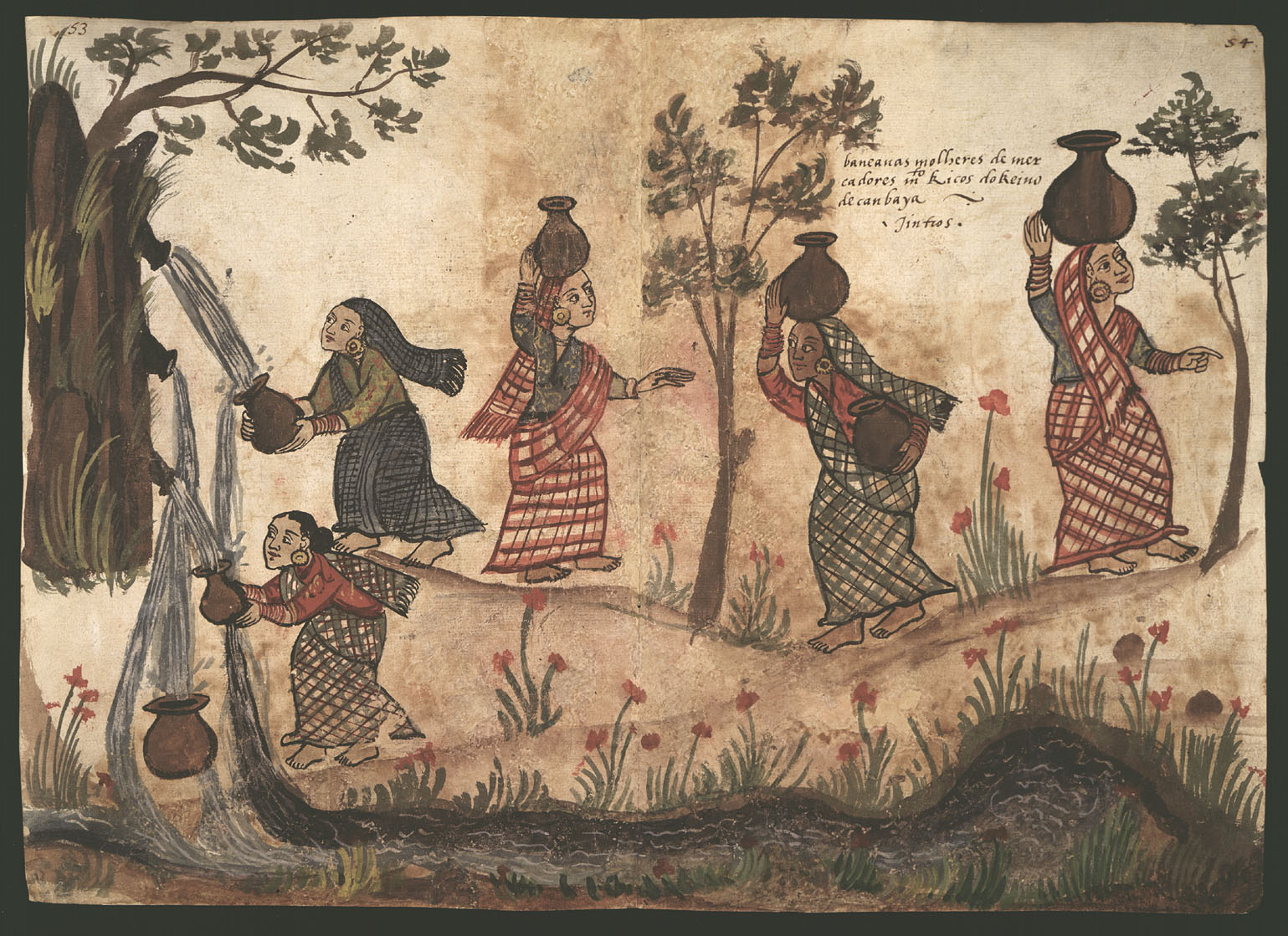
نساء گجرات
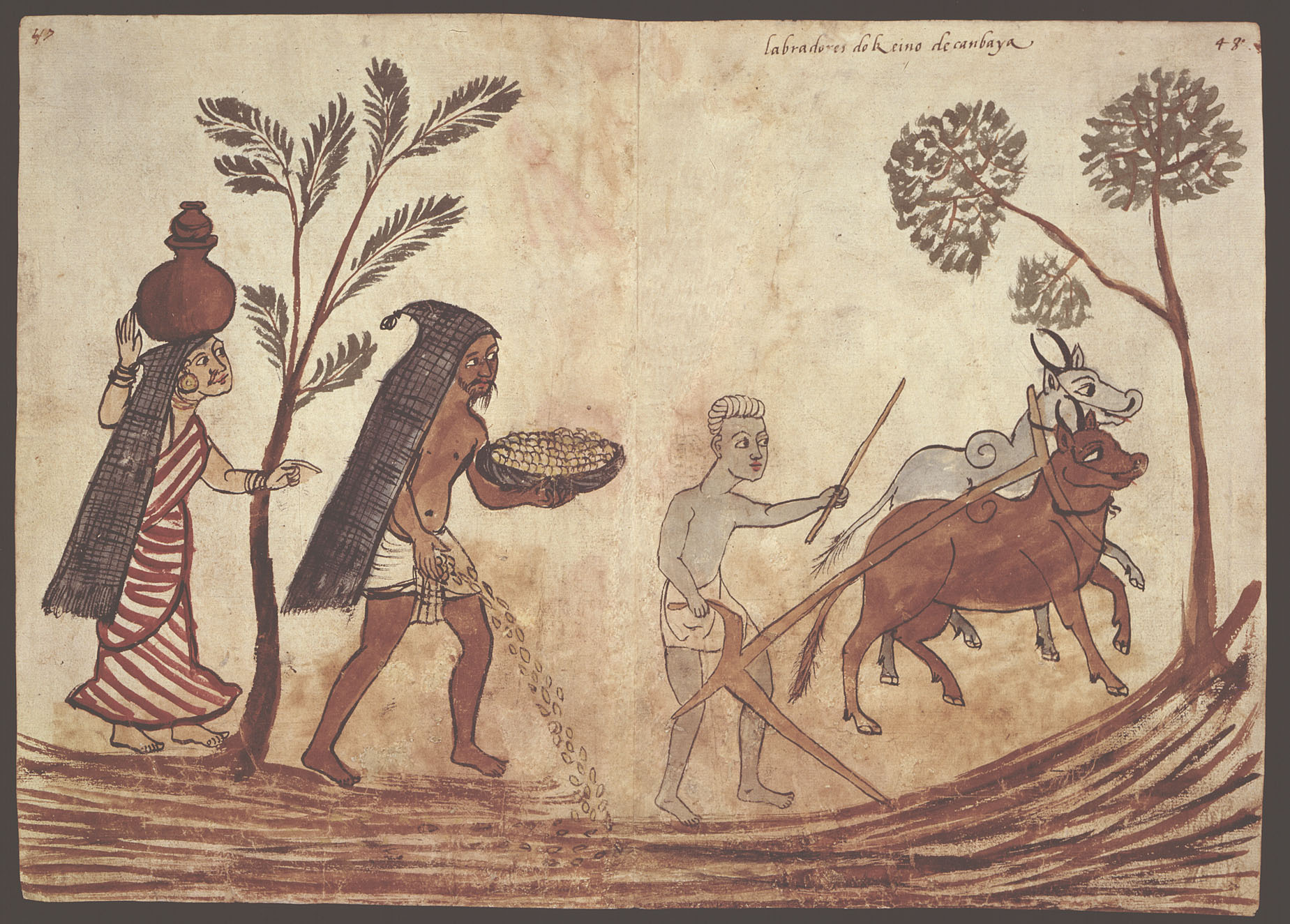
المُزارعين في گجرات
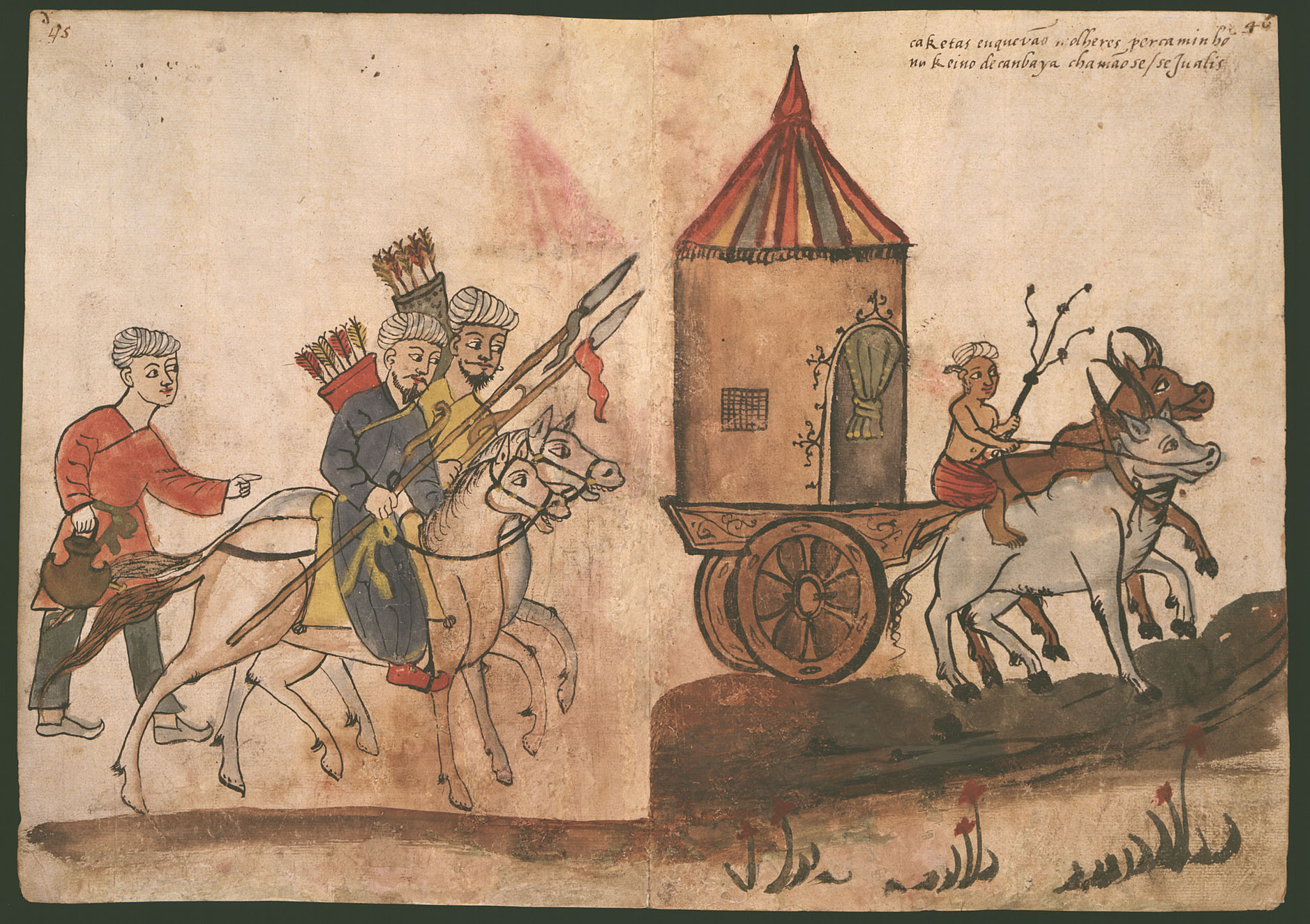
عربه حمل في گجرات

### شمالوشمال شرق الهند

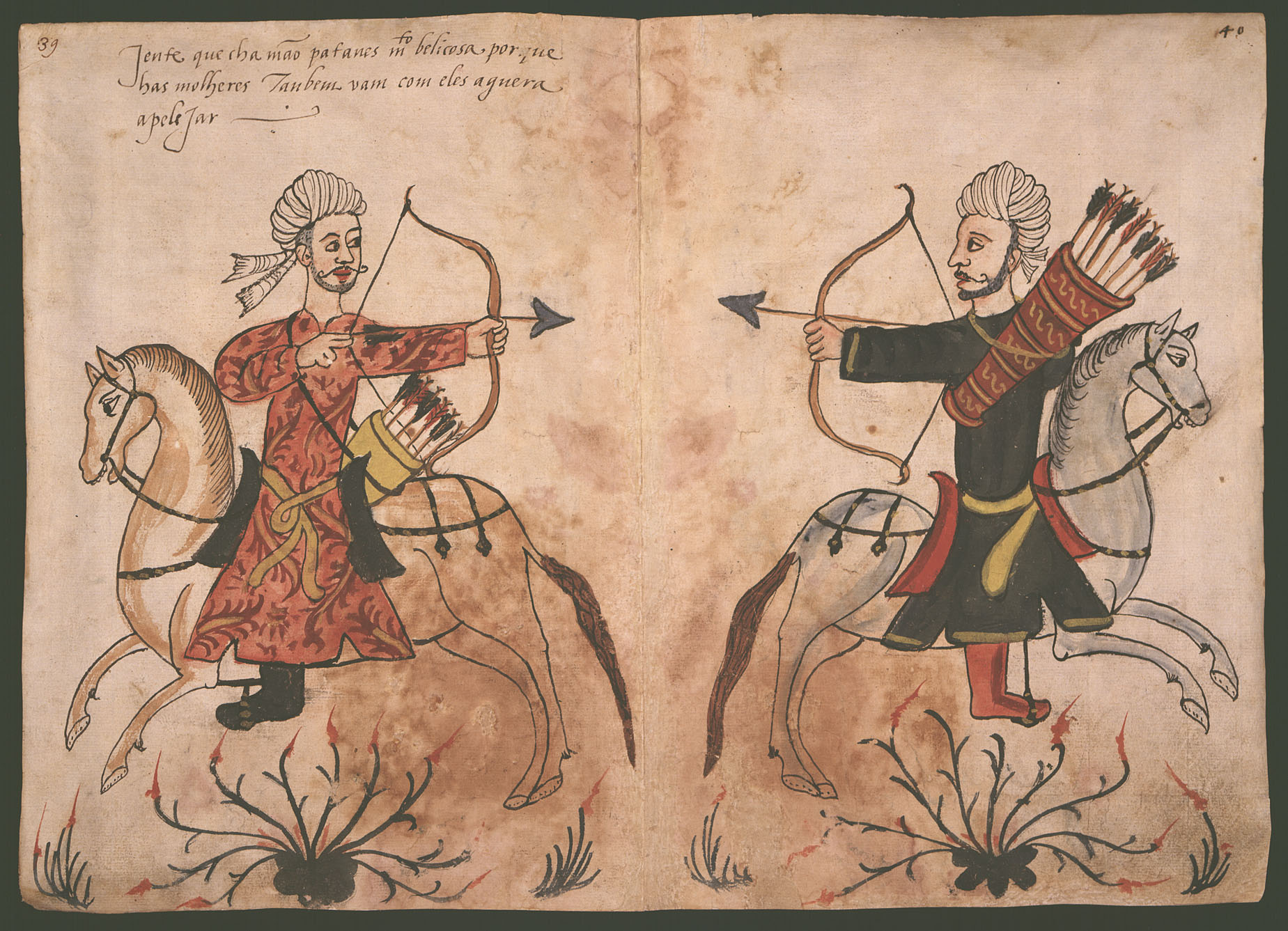
فُرسان من باتنا
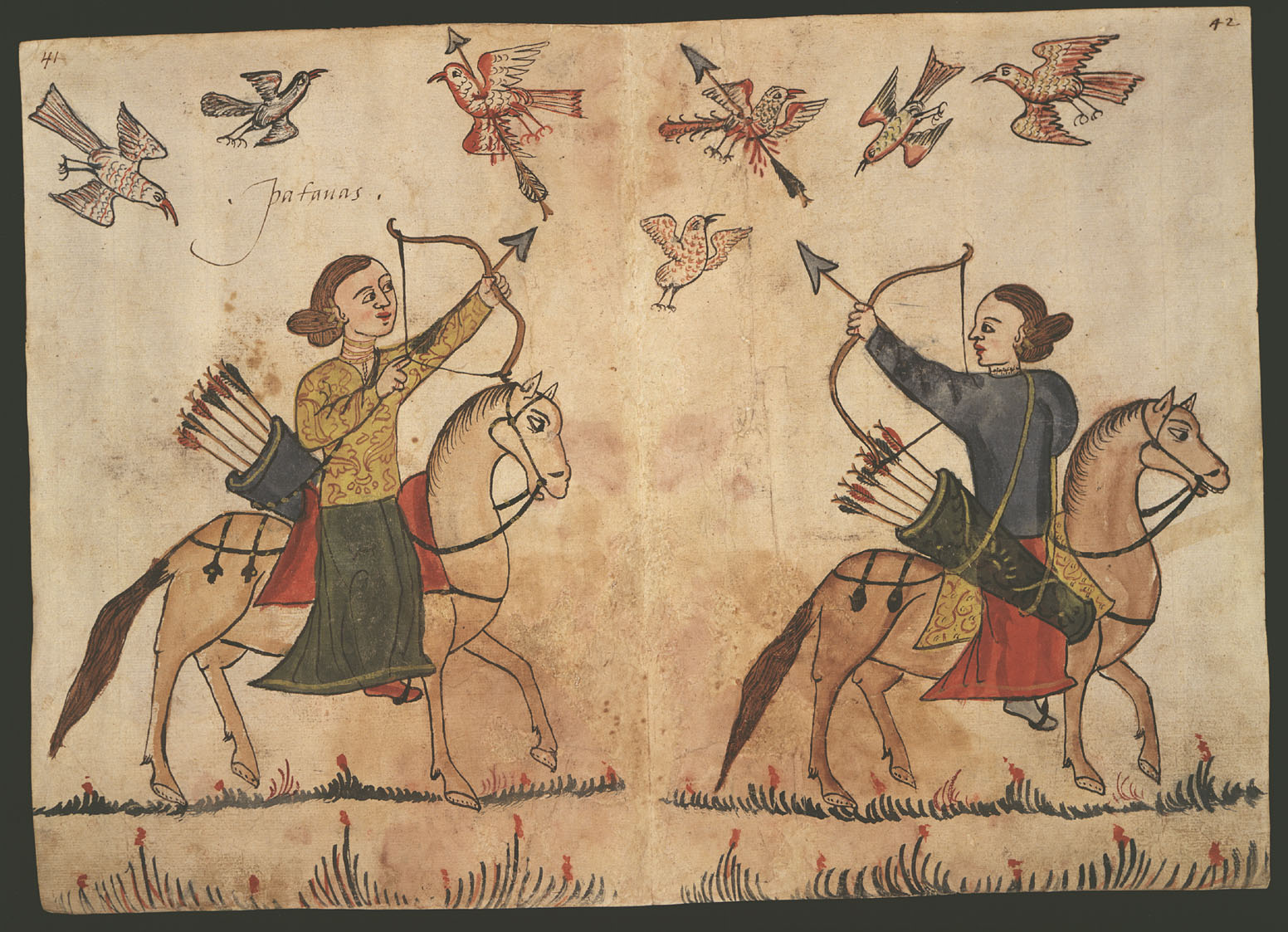
فُرسان من باتنا (مُكررة)
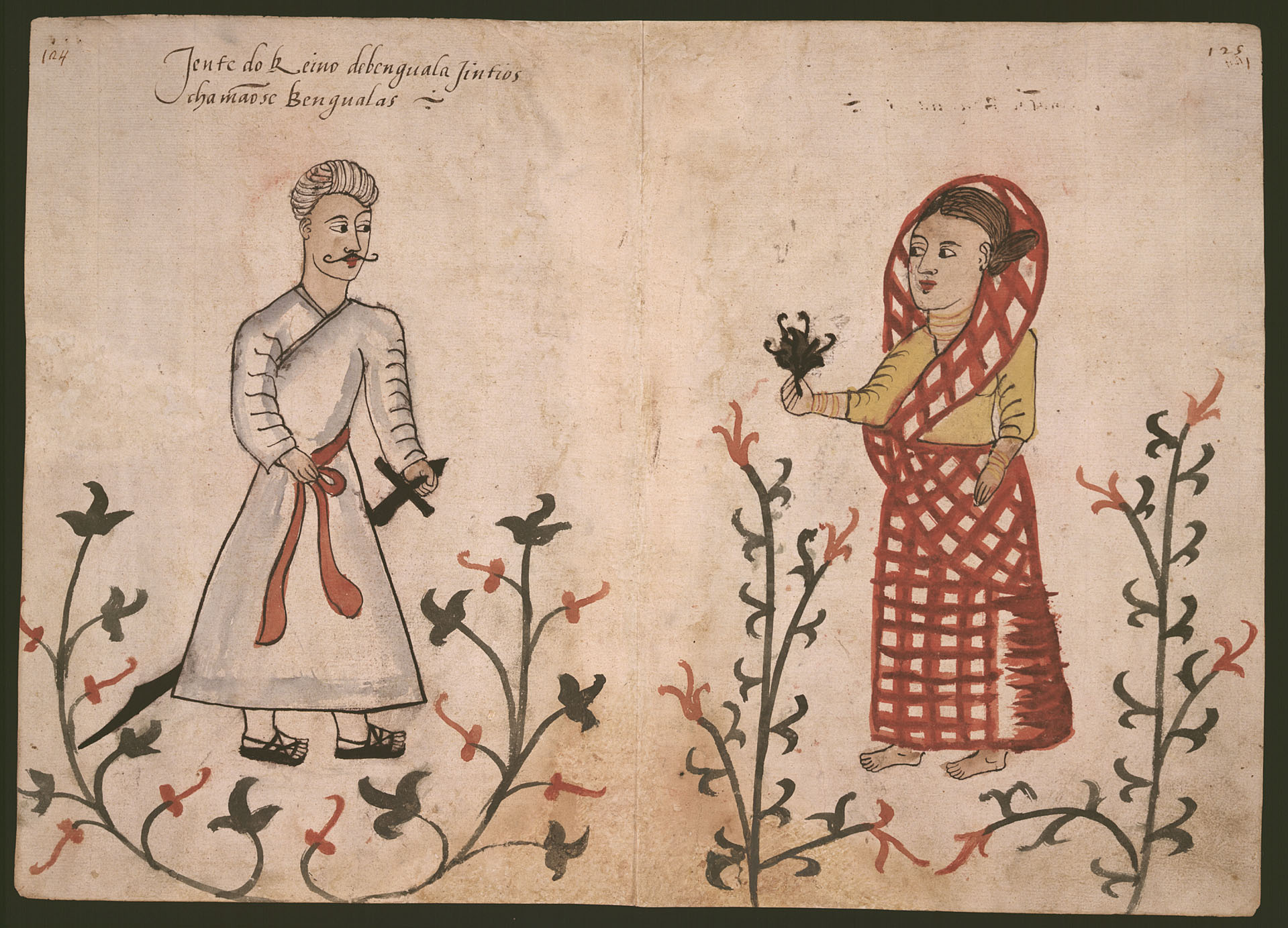
بنغال

### غوا

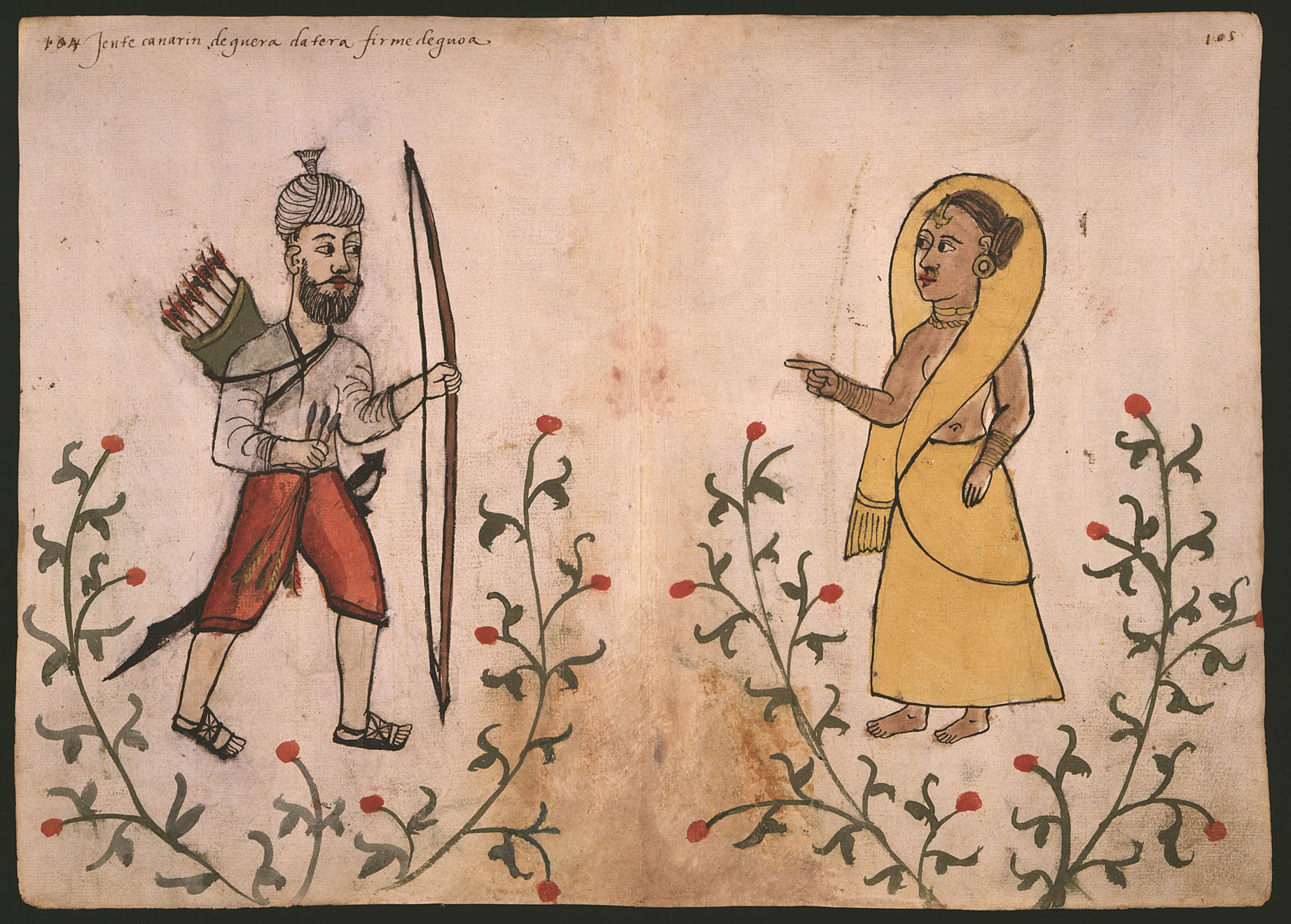
جُندي غواني، كانوا معروفين باستخدام الأقواس الطويلة.
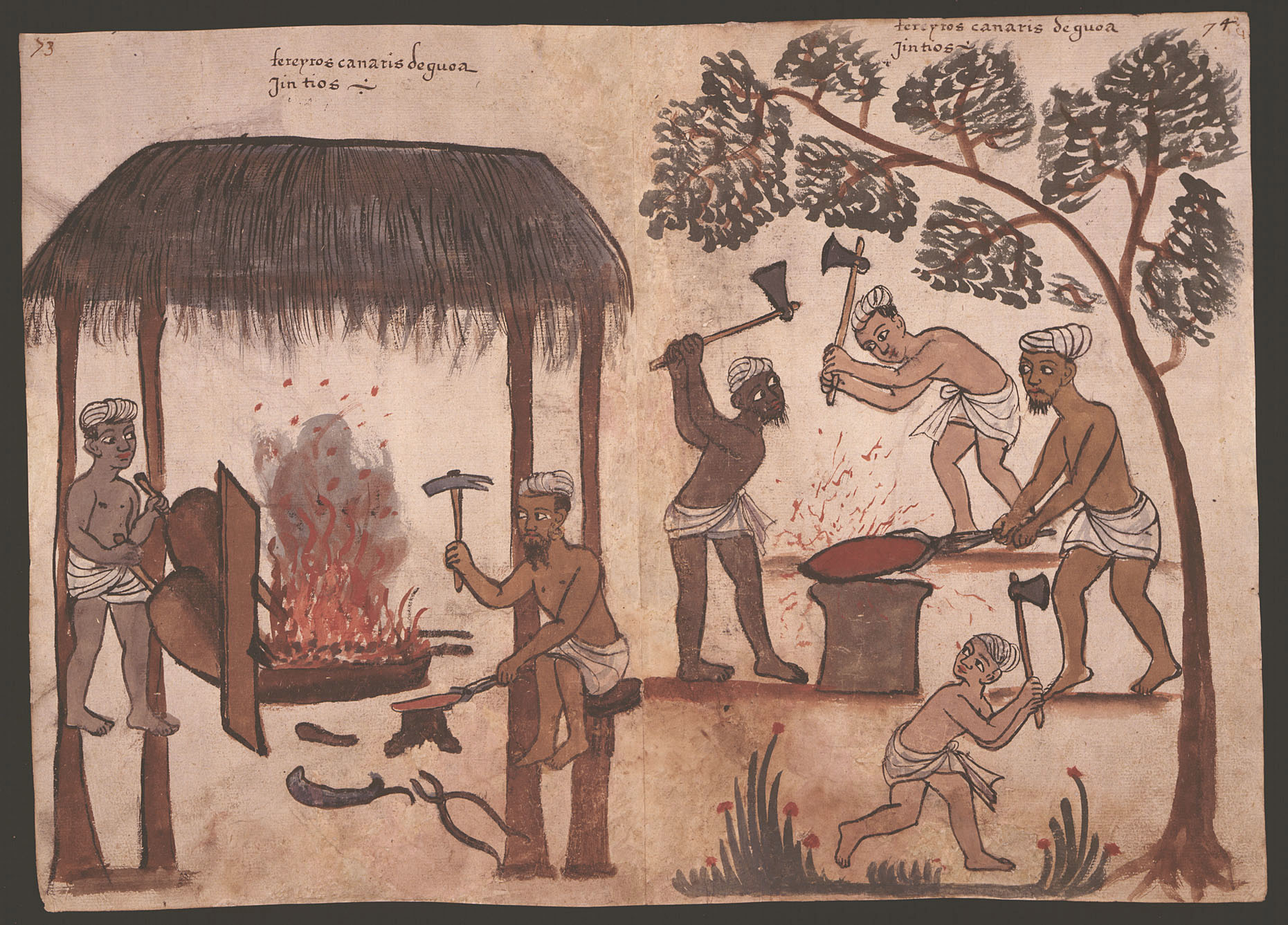
حدادون غوانيون
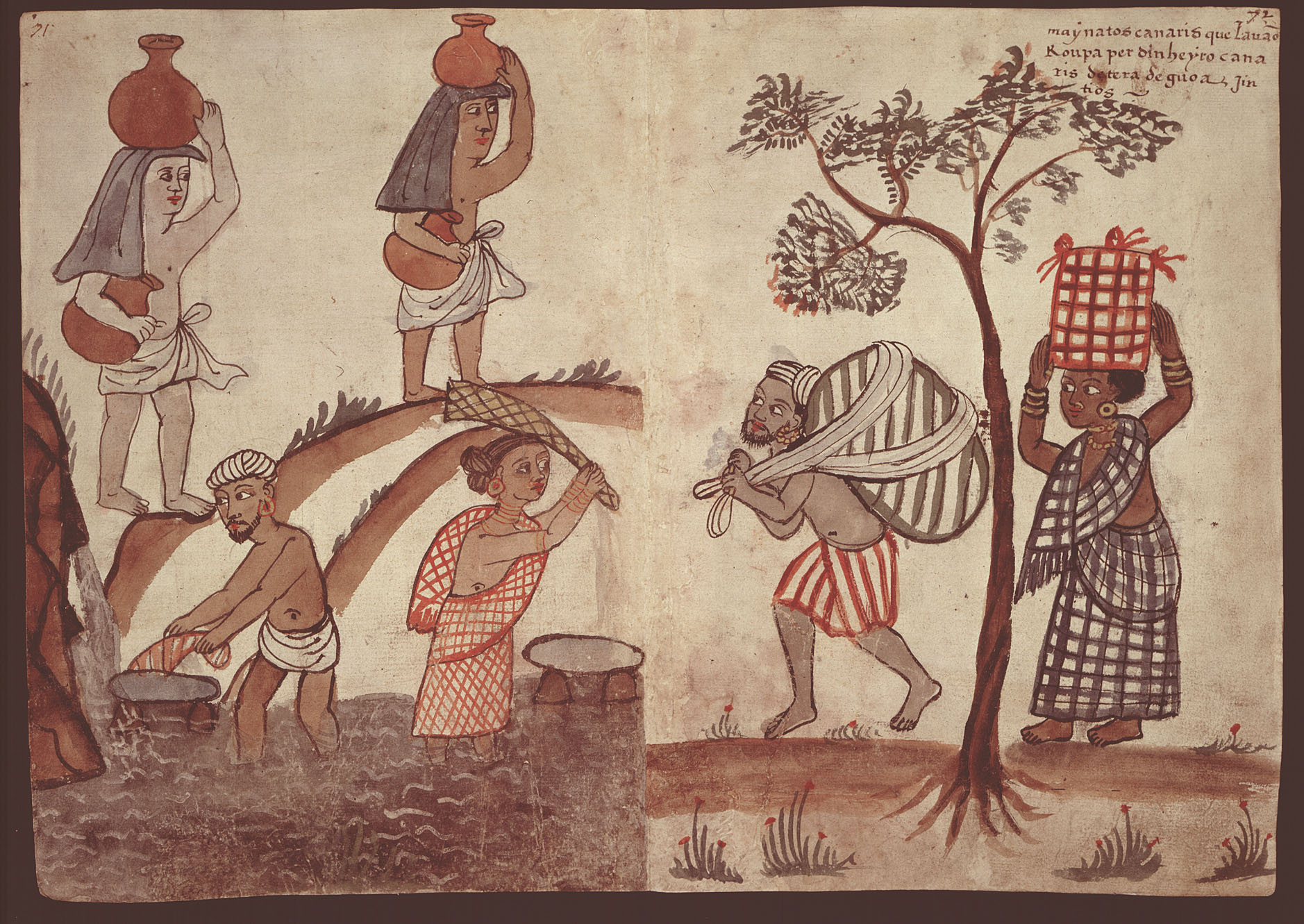
غاسلوا الملابس، عرفوهم البرتغاليون بـ"مايناتوس"
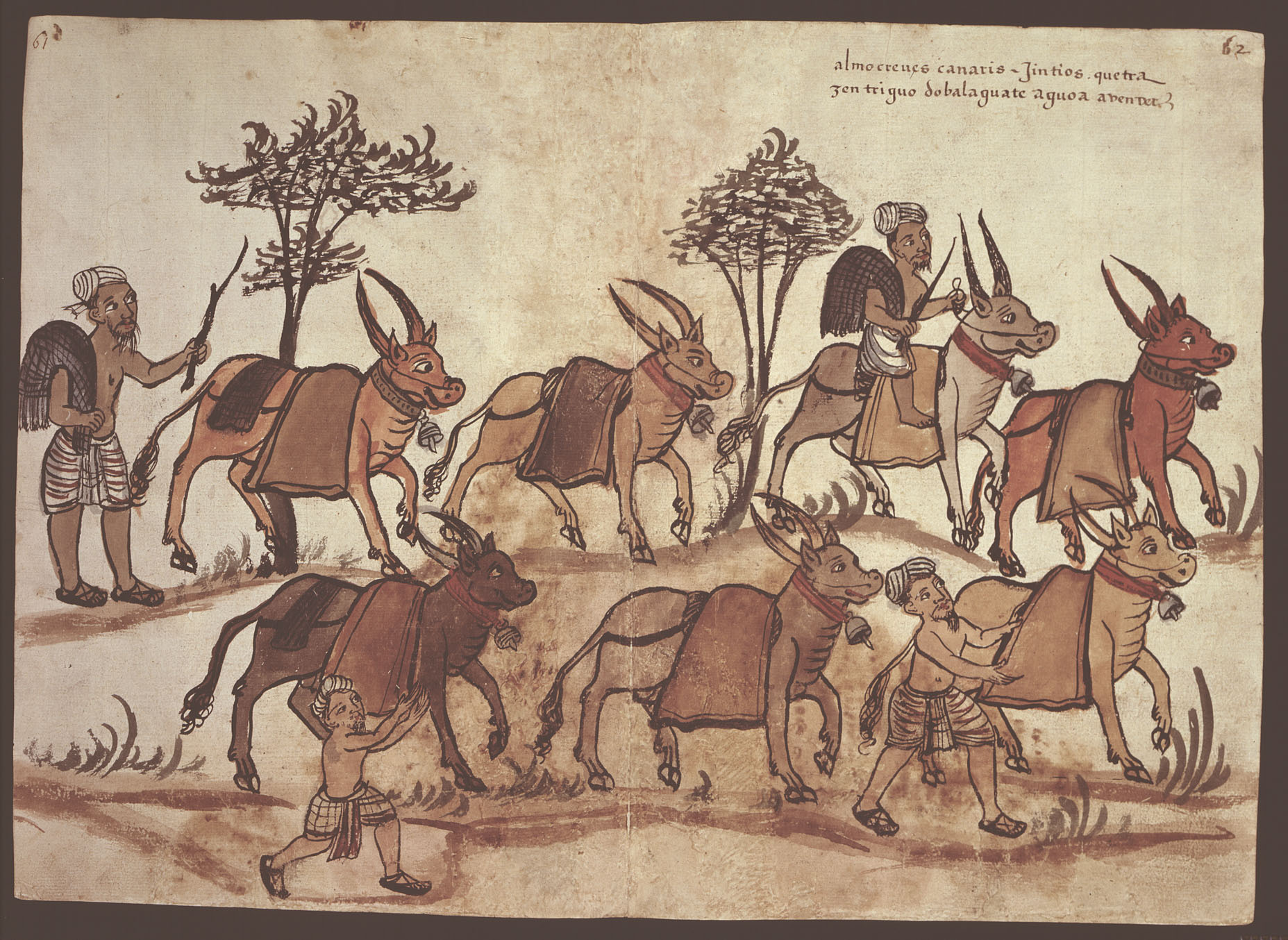
باعة قمح في غوا
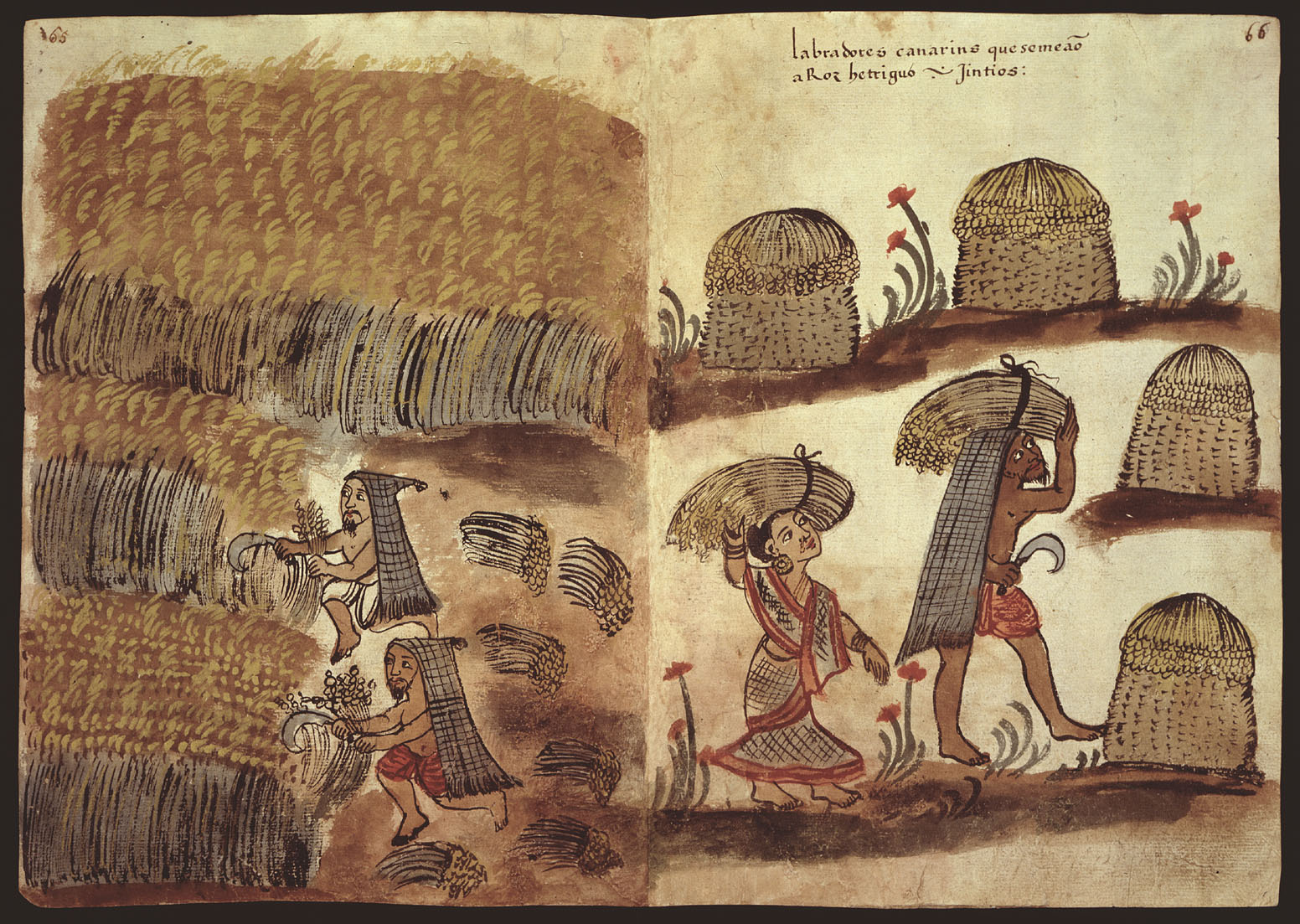
مزارعوا غوا
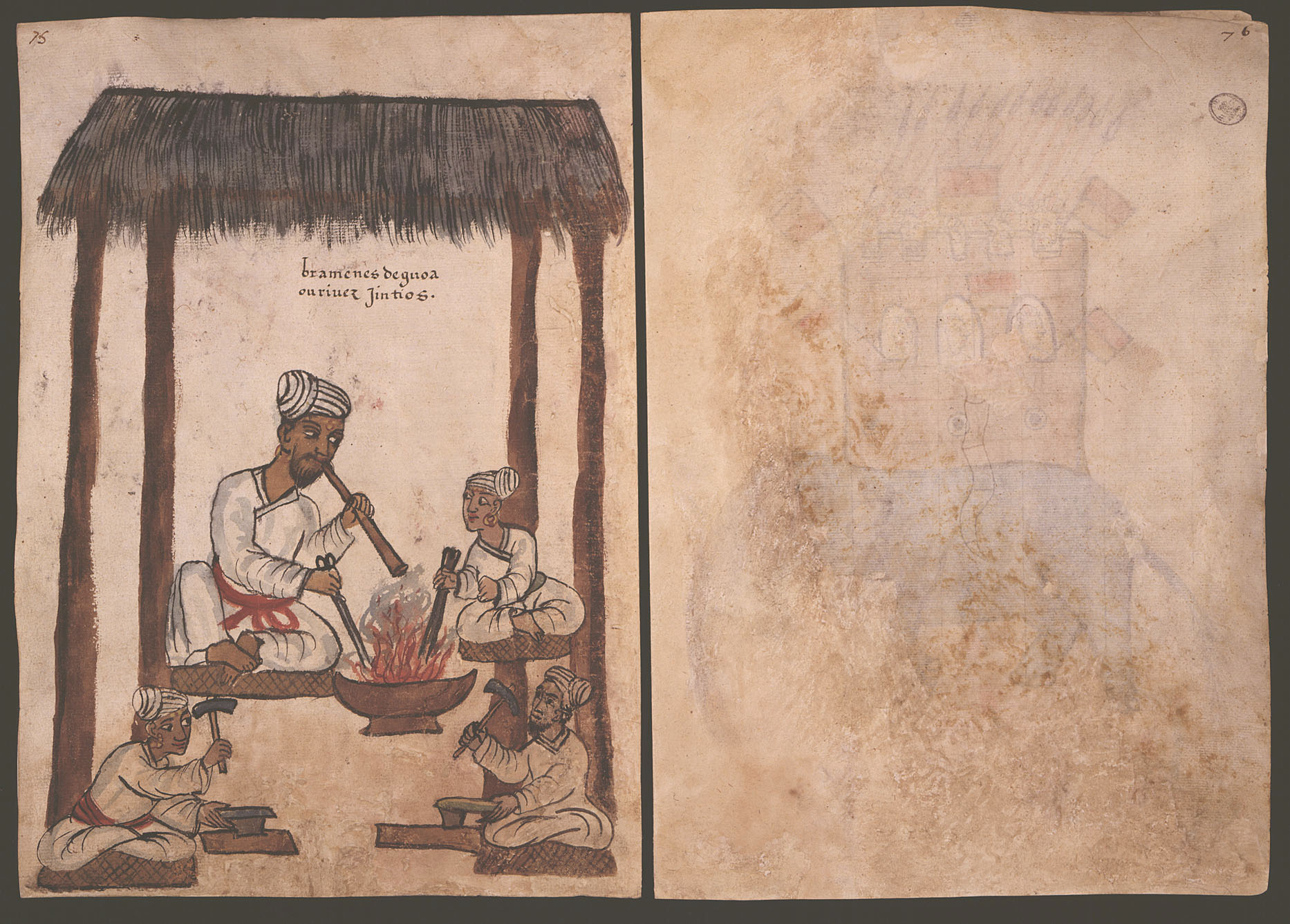
صائغ براهمين من غوا
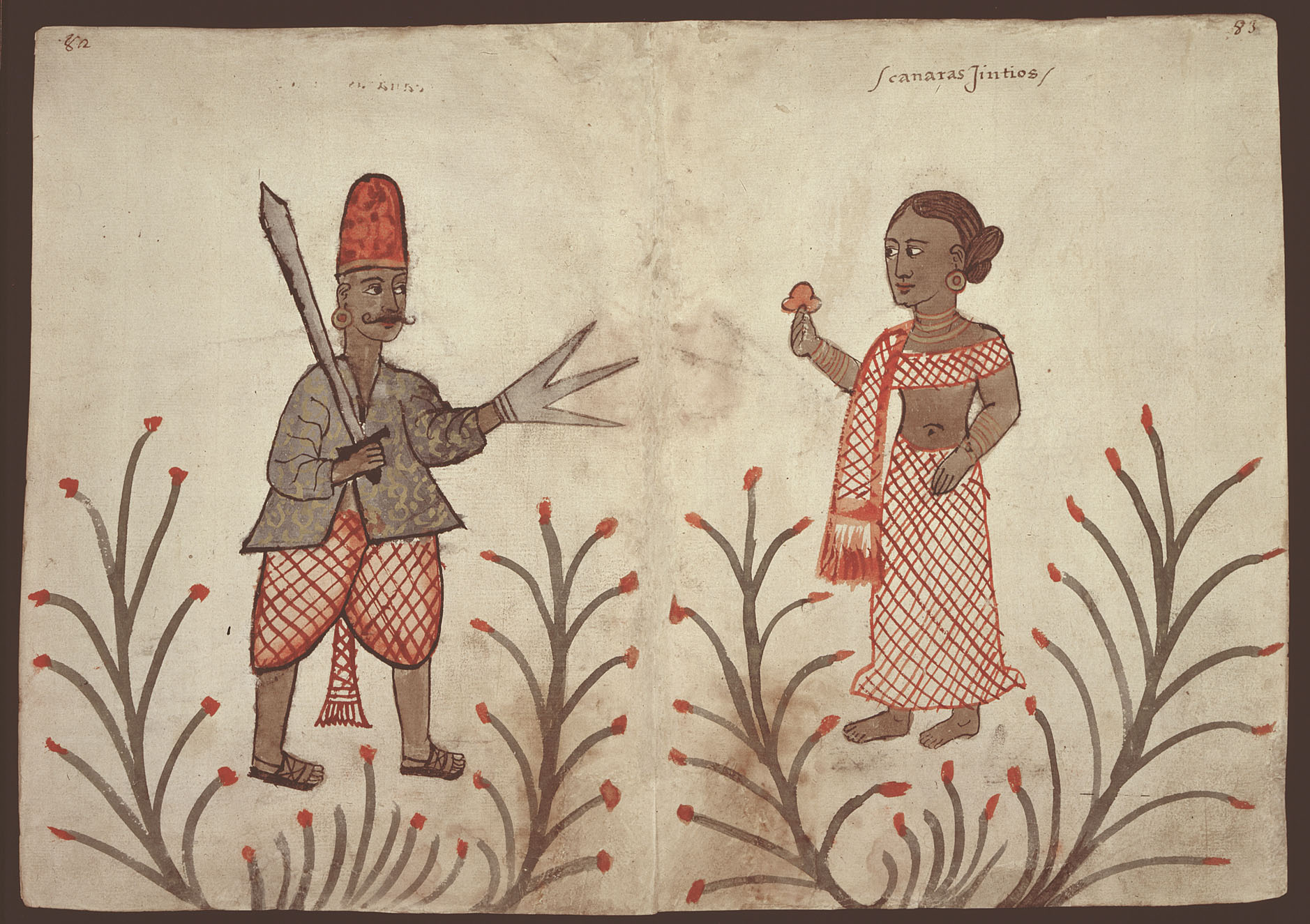
كناريون هندوسيون، يُسميهُم البرتغاليون "جنتايل".

### ساحل مليبار

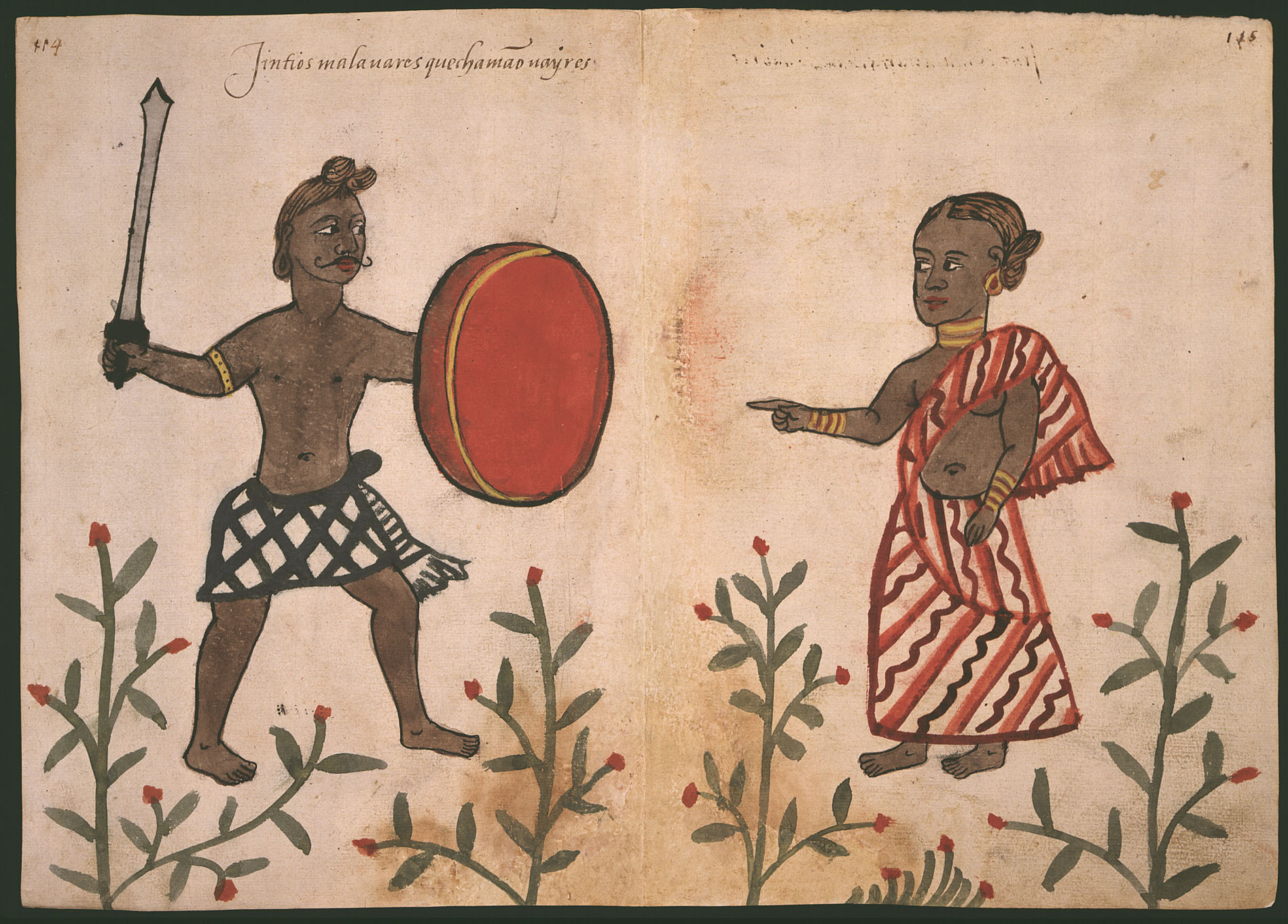
"الناياريس"، طائفة "المُحاربين" الهندوسية لساحل ماليبار
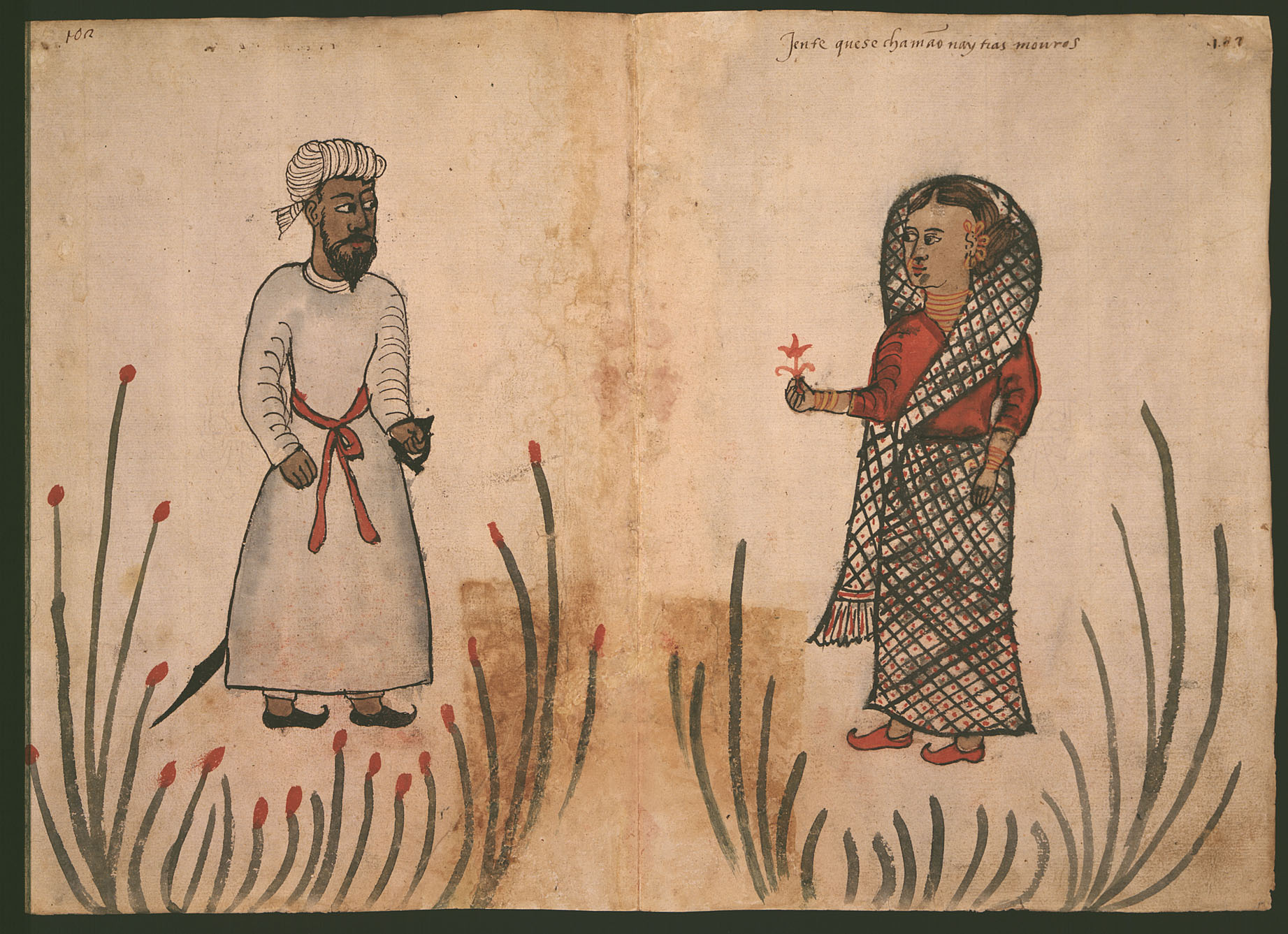
قبيلة من نسل المُسلمين متزوجين من نساء هنديات، يطلق عليهم البرتغاليون ("نافياتس").
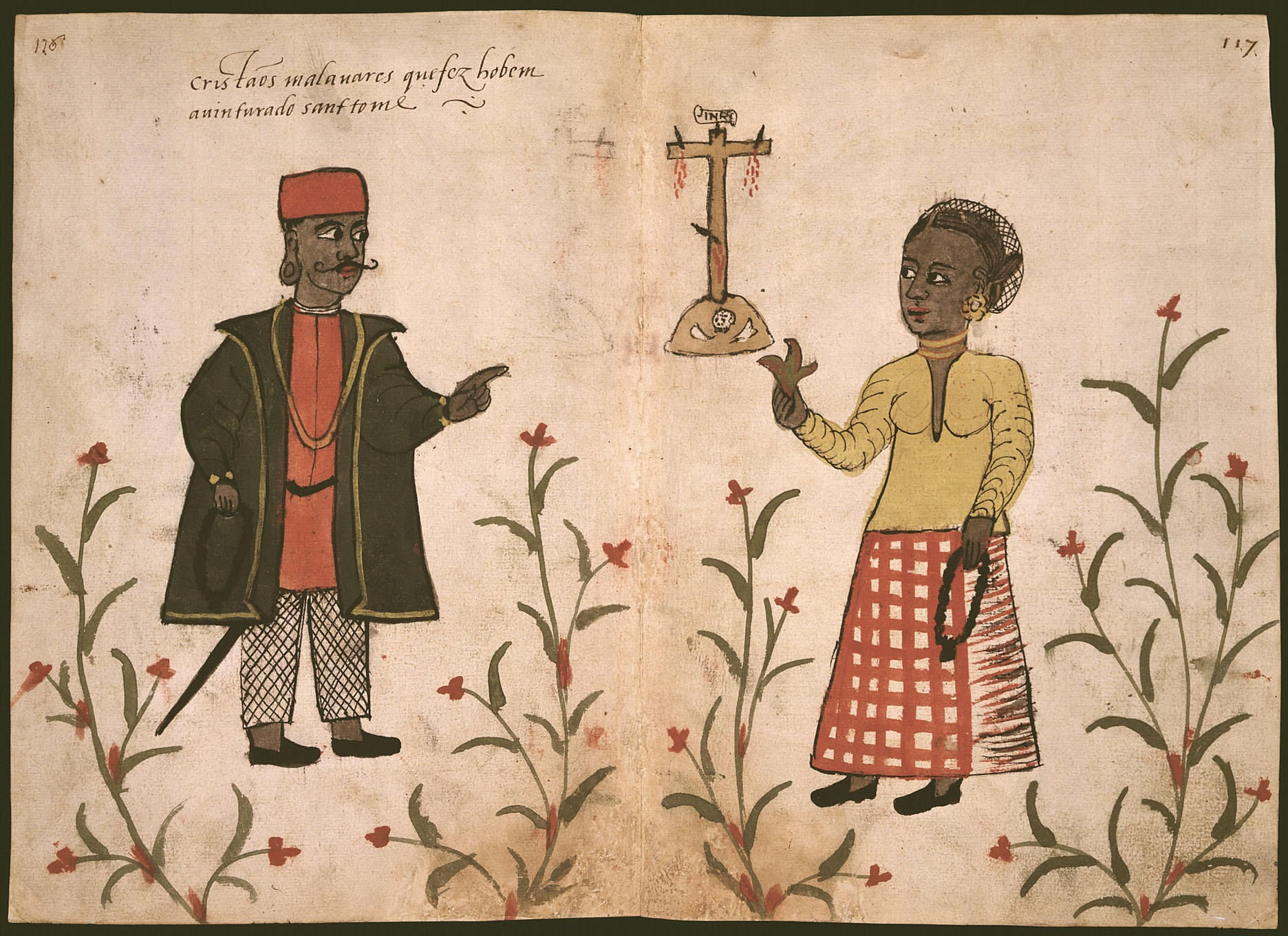
مسيحيون مالاباريون
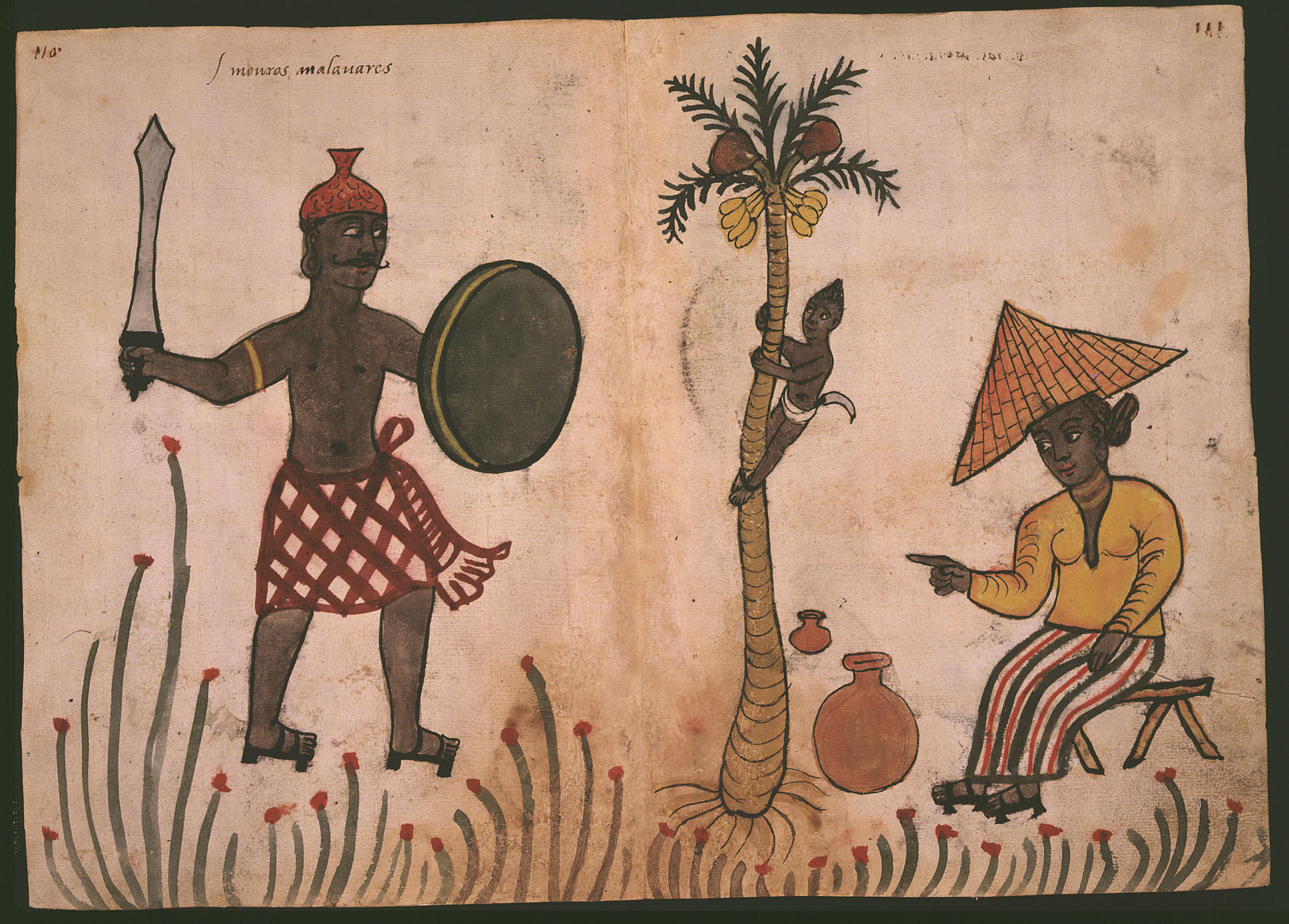
مسلمون مالاباريون
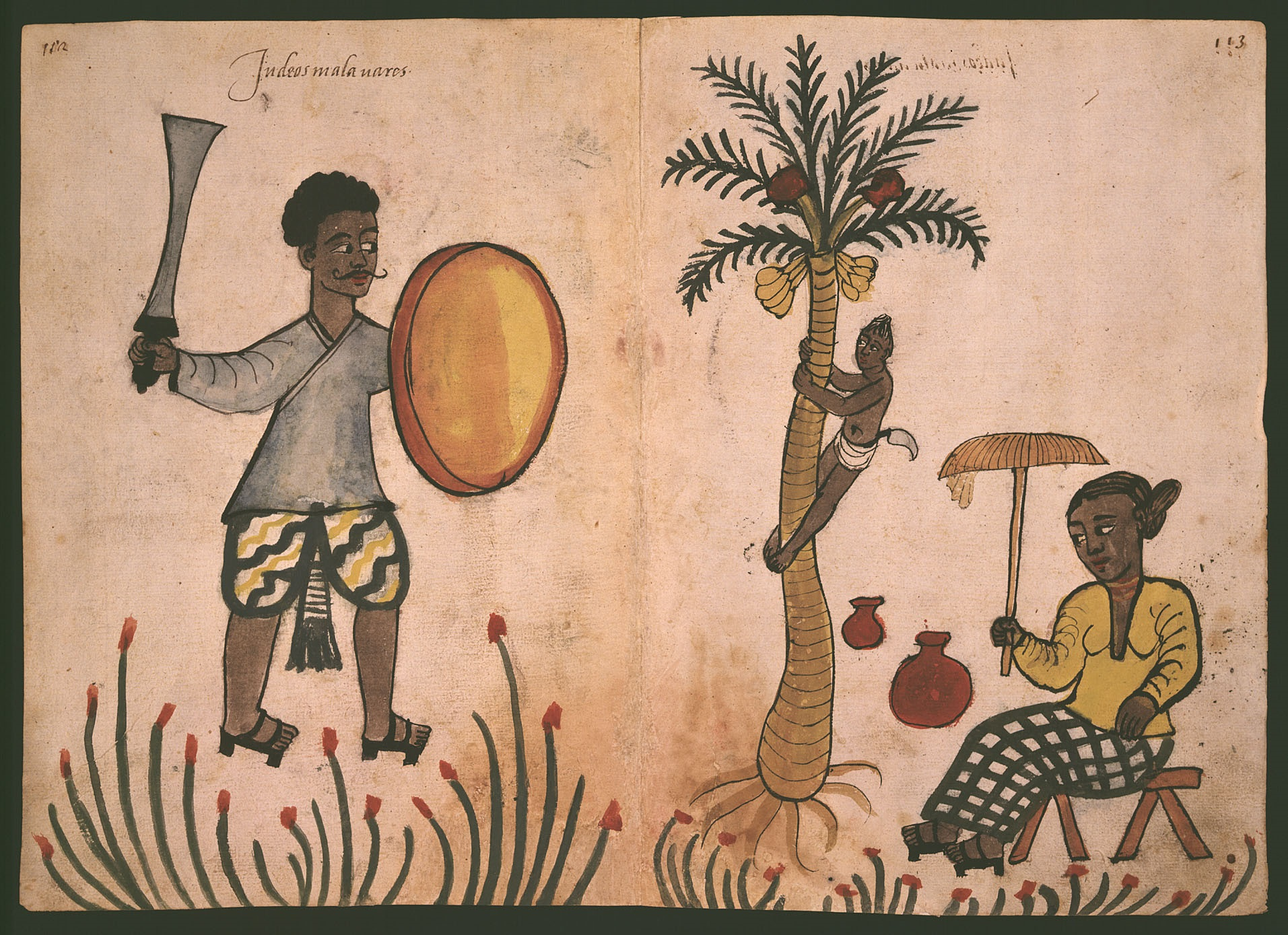
يهود مالاباريون

### مالديفز

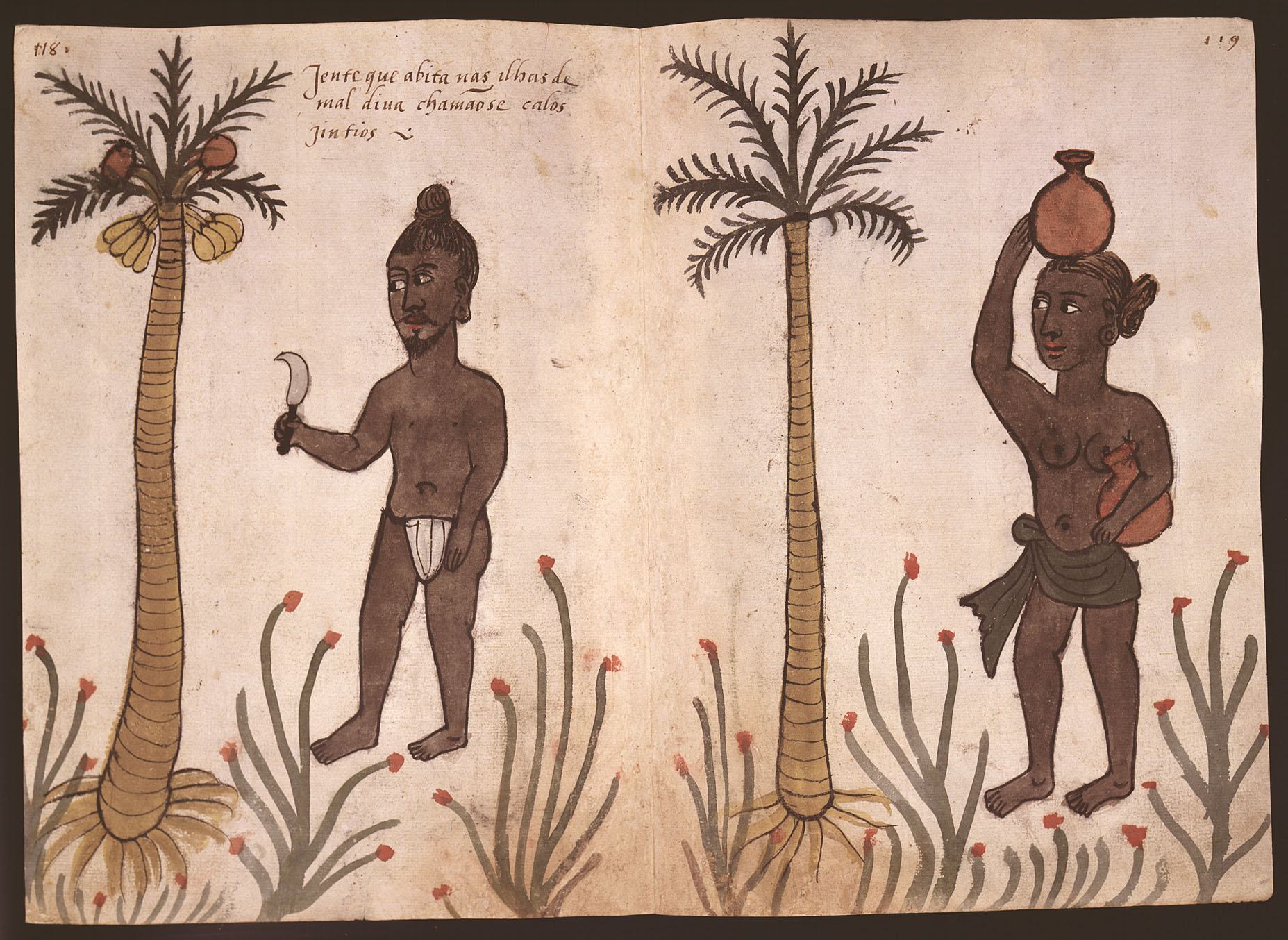
مالديفيون

### ساحل كورومانديل

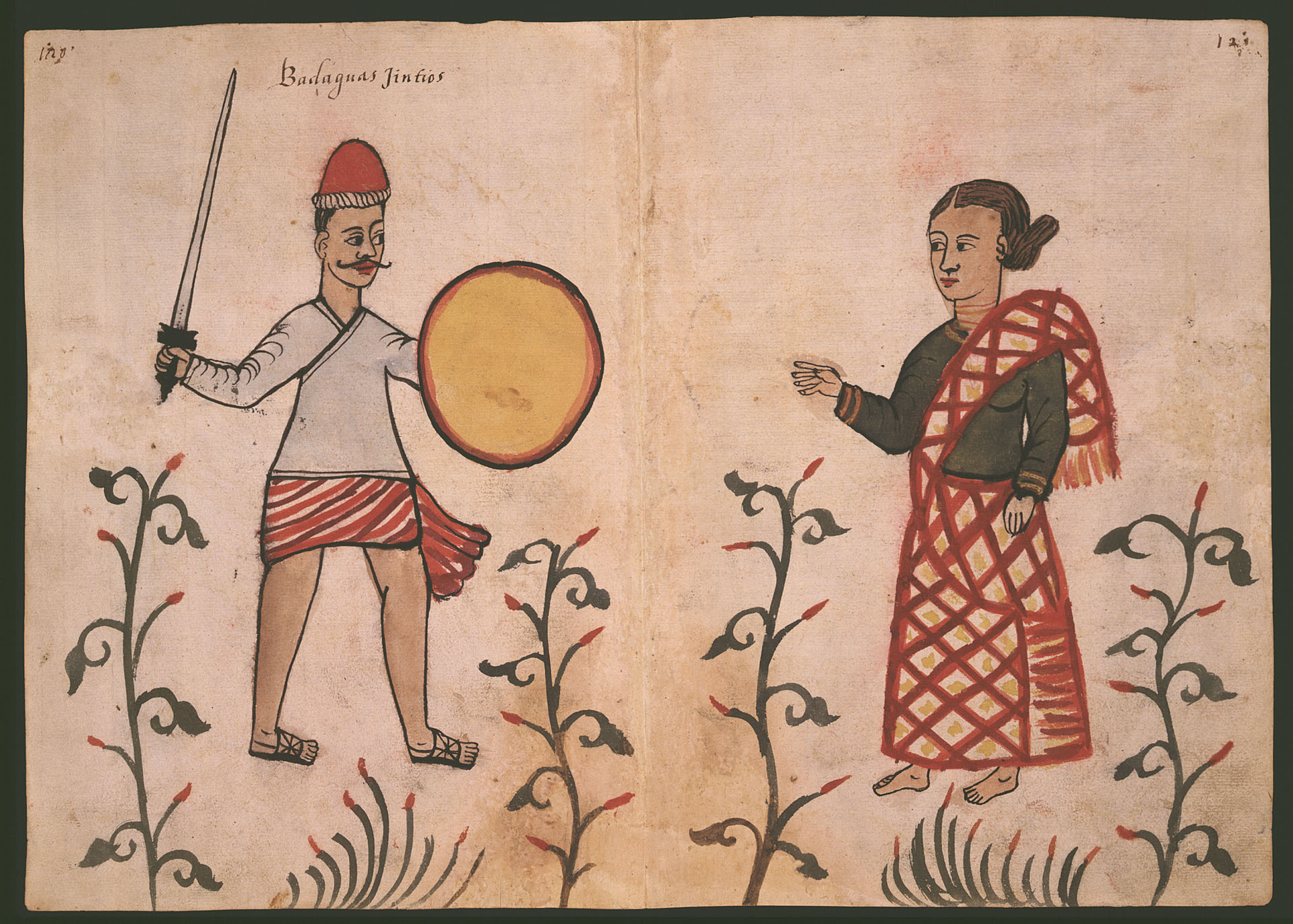
بدغاس، الذين سكنوا الساحل الجنوبي الشرقي للهند.
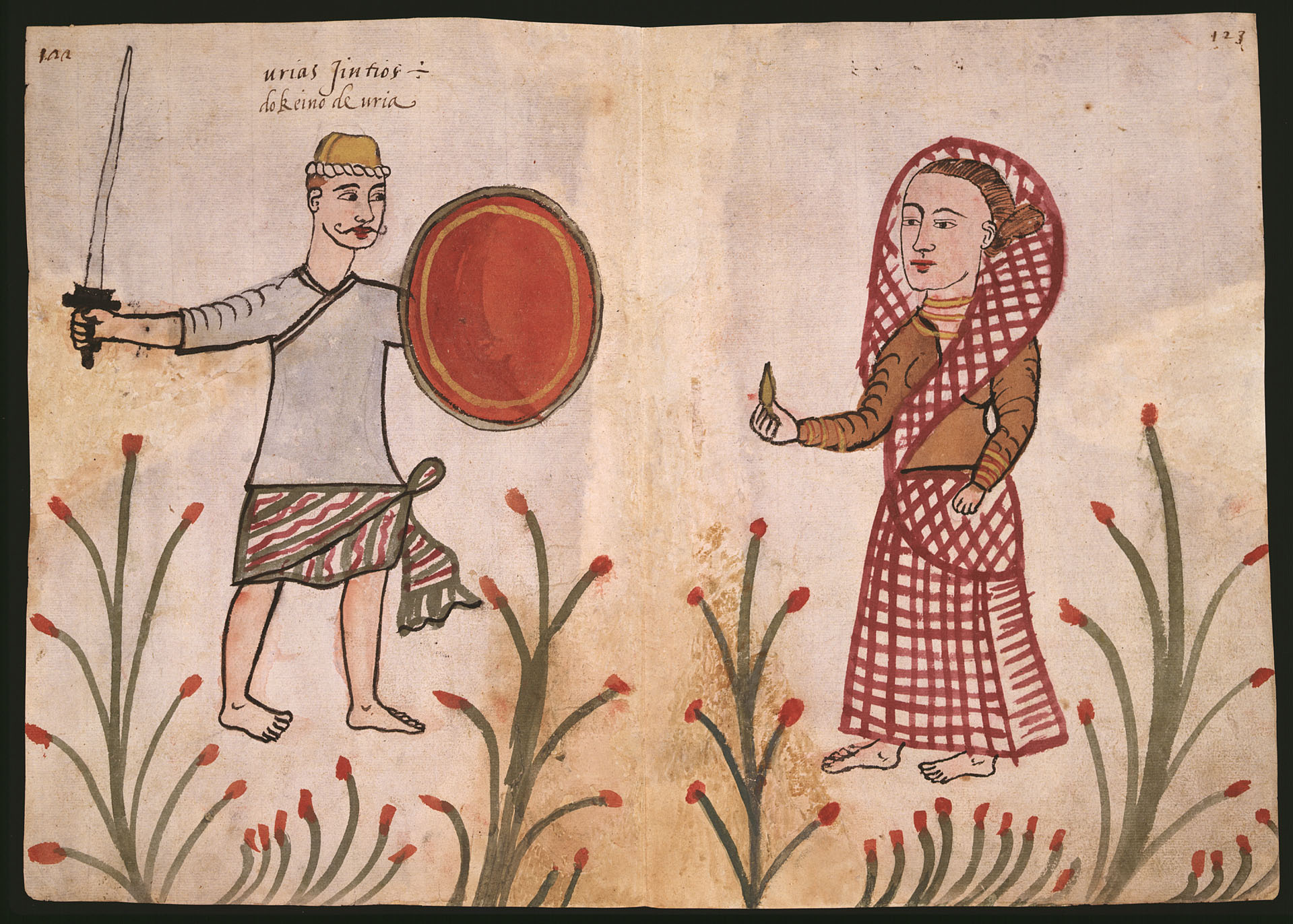
أناس من أوديشا في الساحل الشرقي للهند.

### سريلانكا

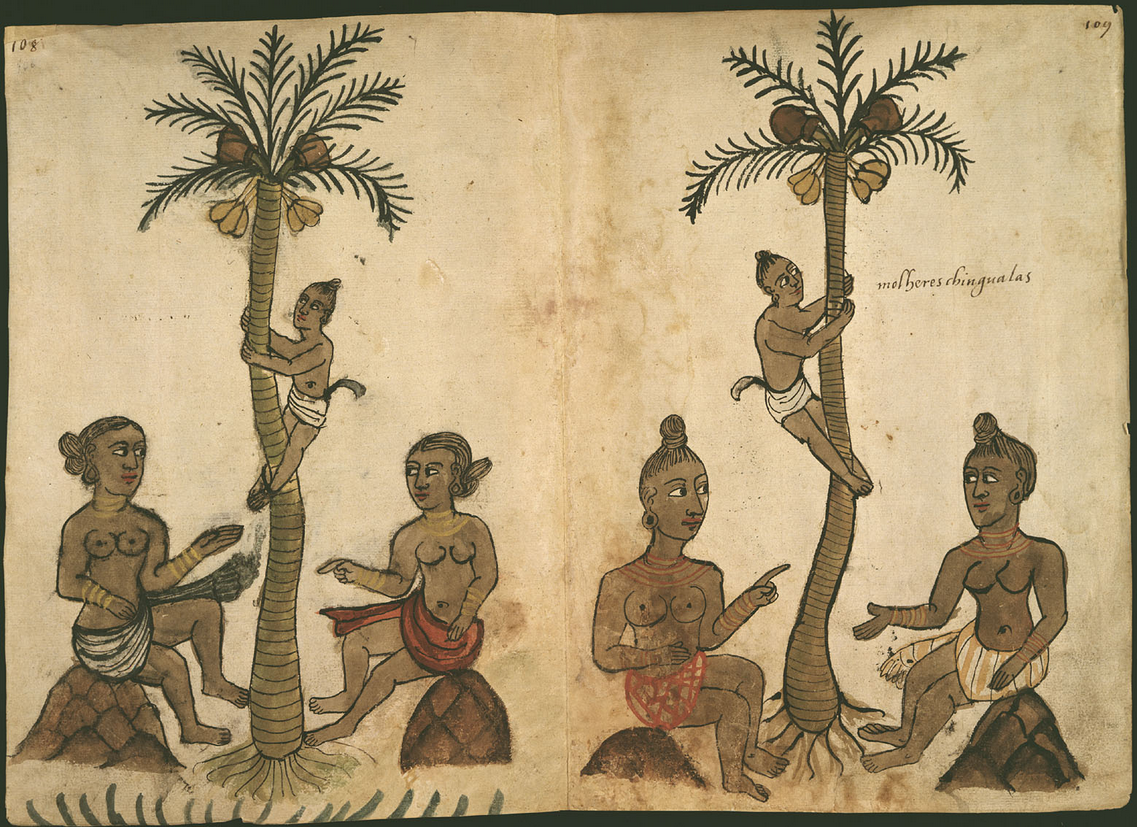
نساء سريلانكا
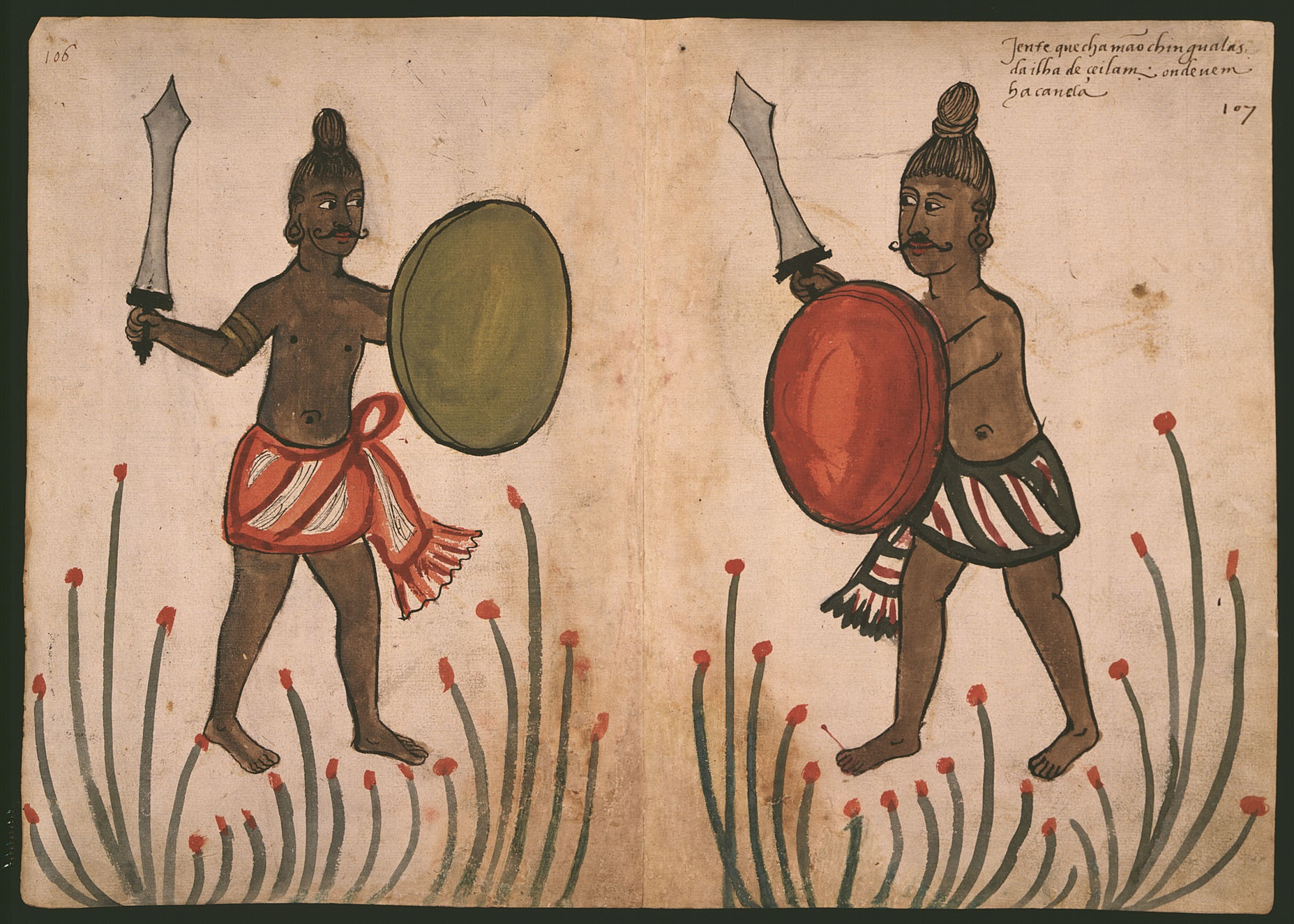
"شنغالاس"، محاربوا سريلانكا.

### بورما

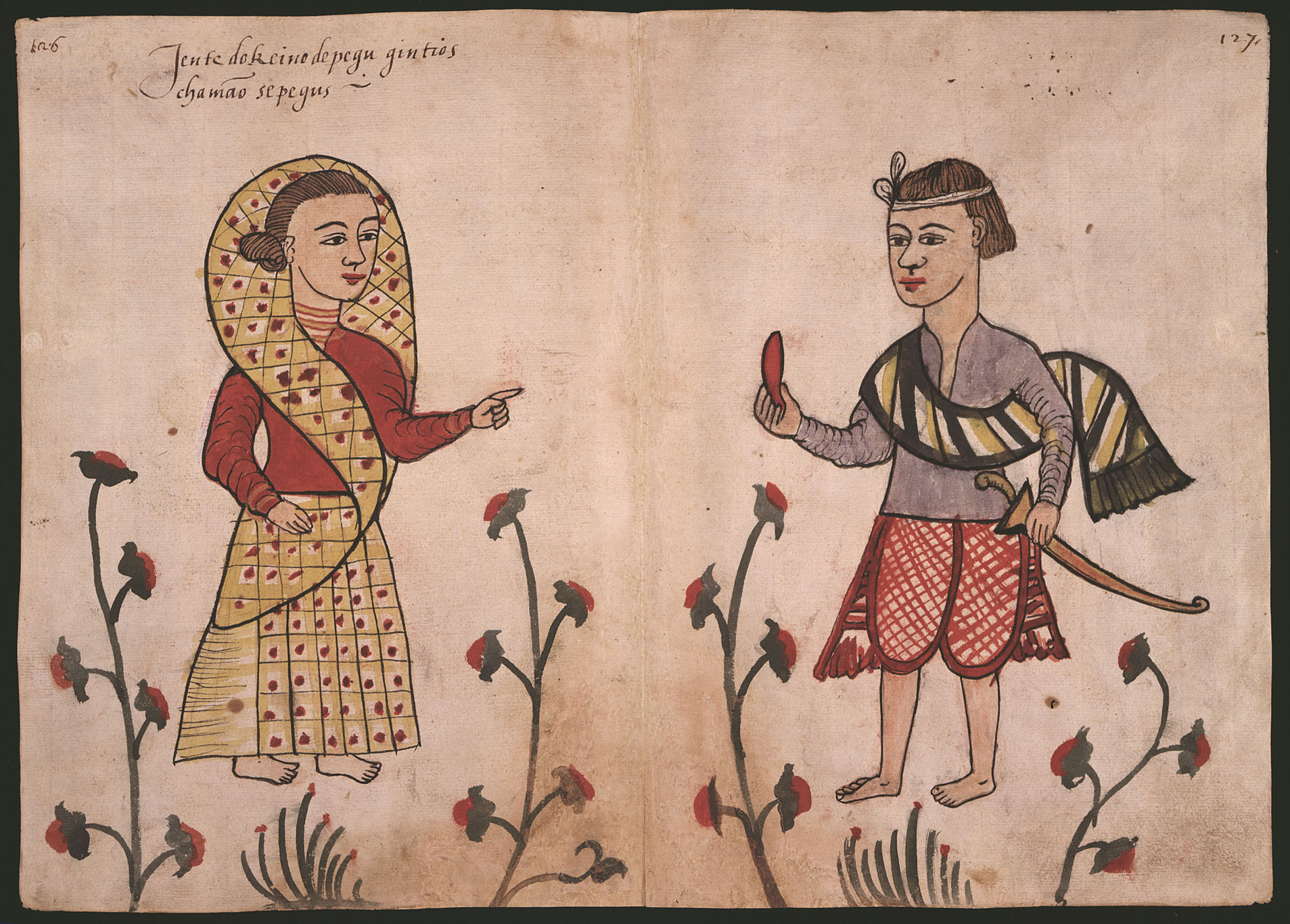
سُكان مملكة باغان

### ملقا

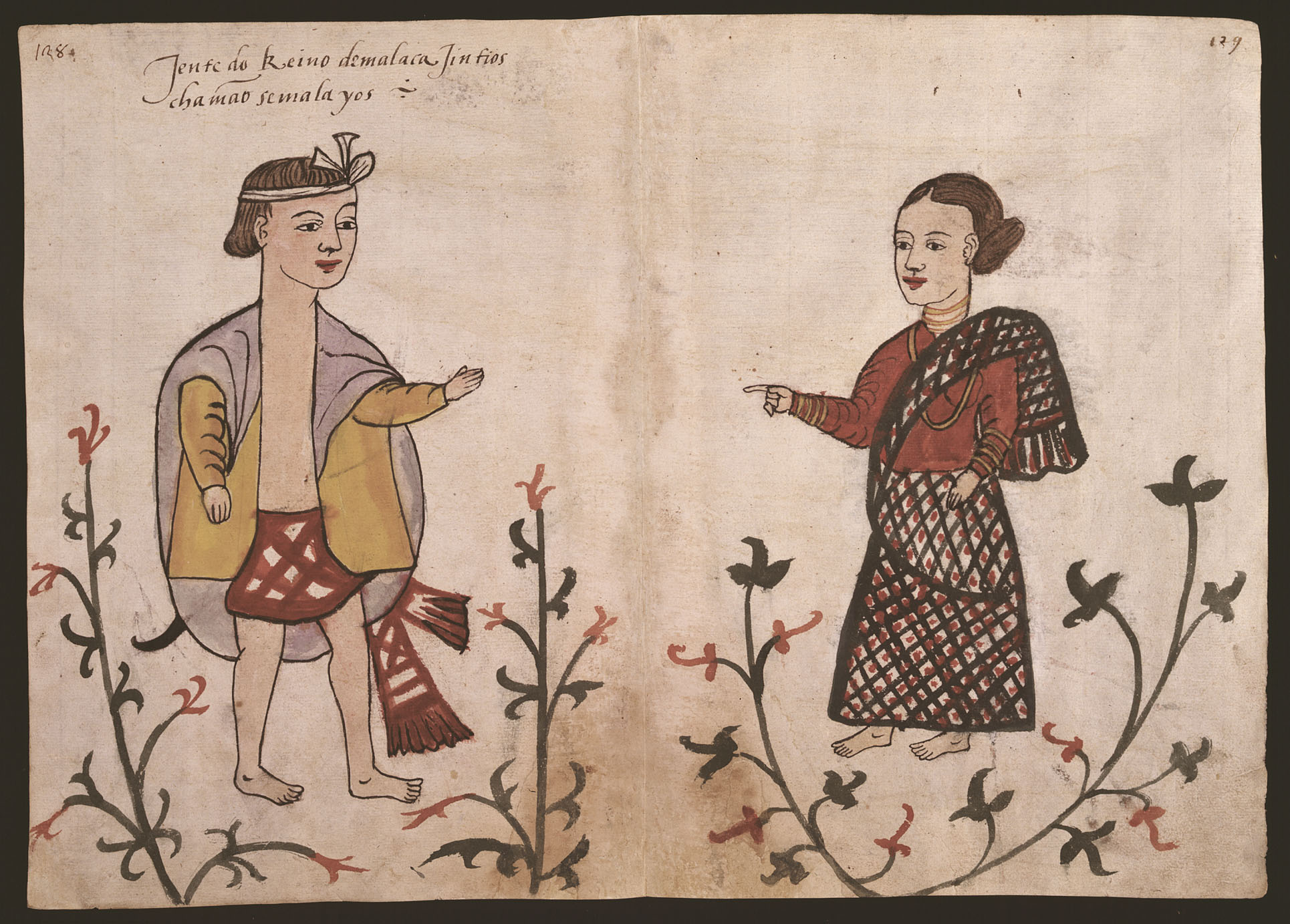
الملايو "جنتايل" في مملكة ملقا.

### إندونيسيا

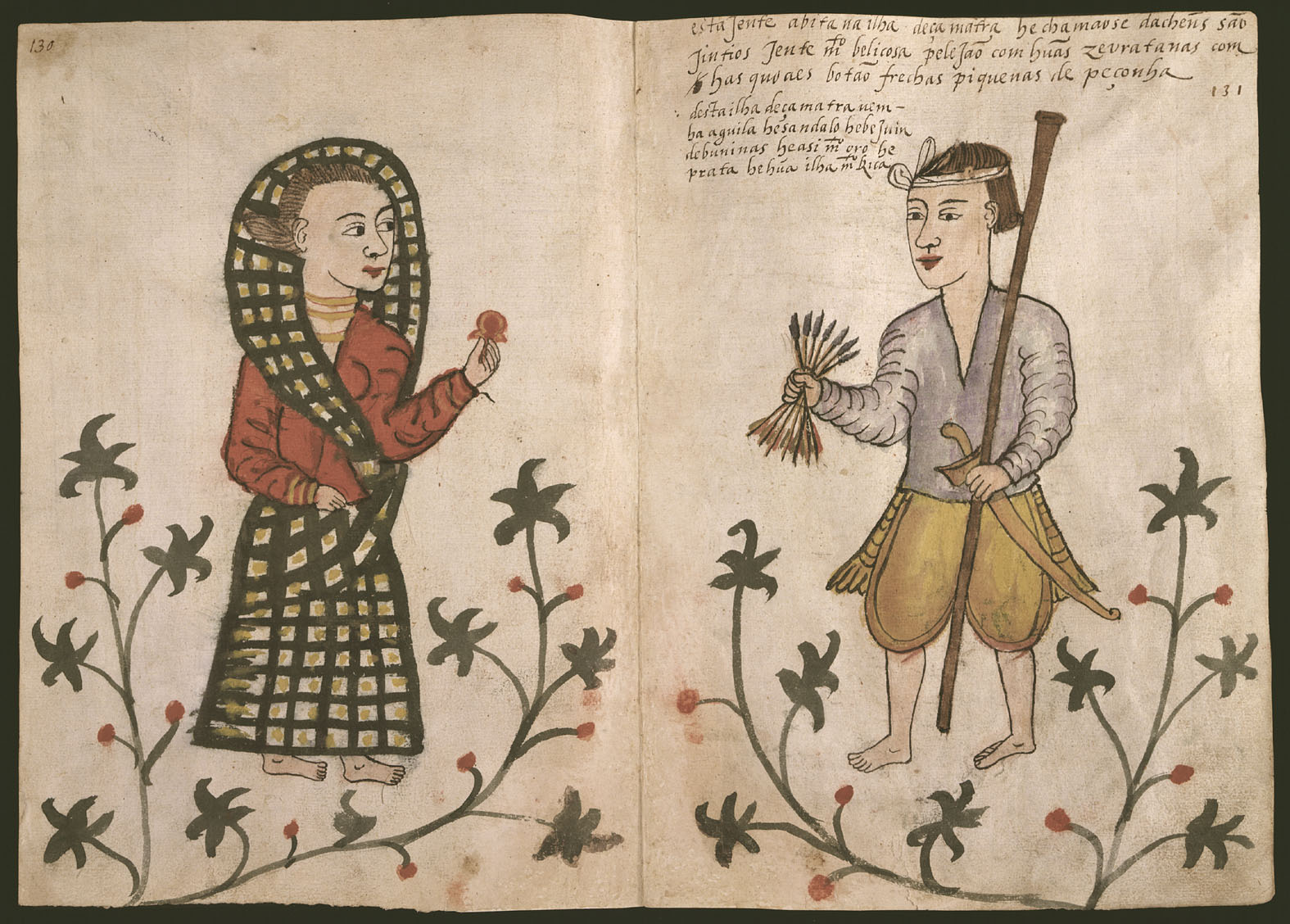
أتشيهيون
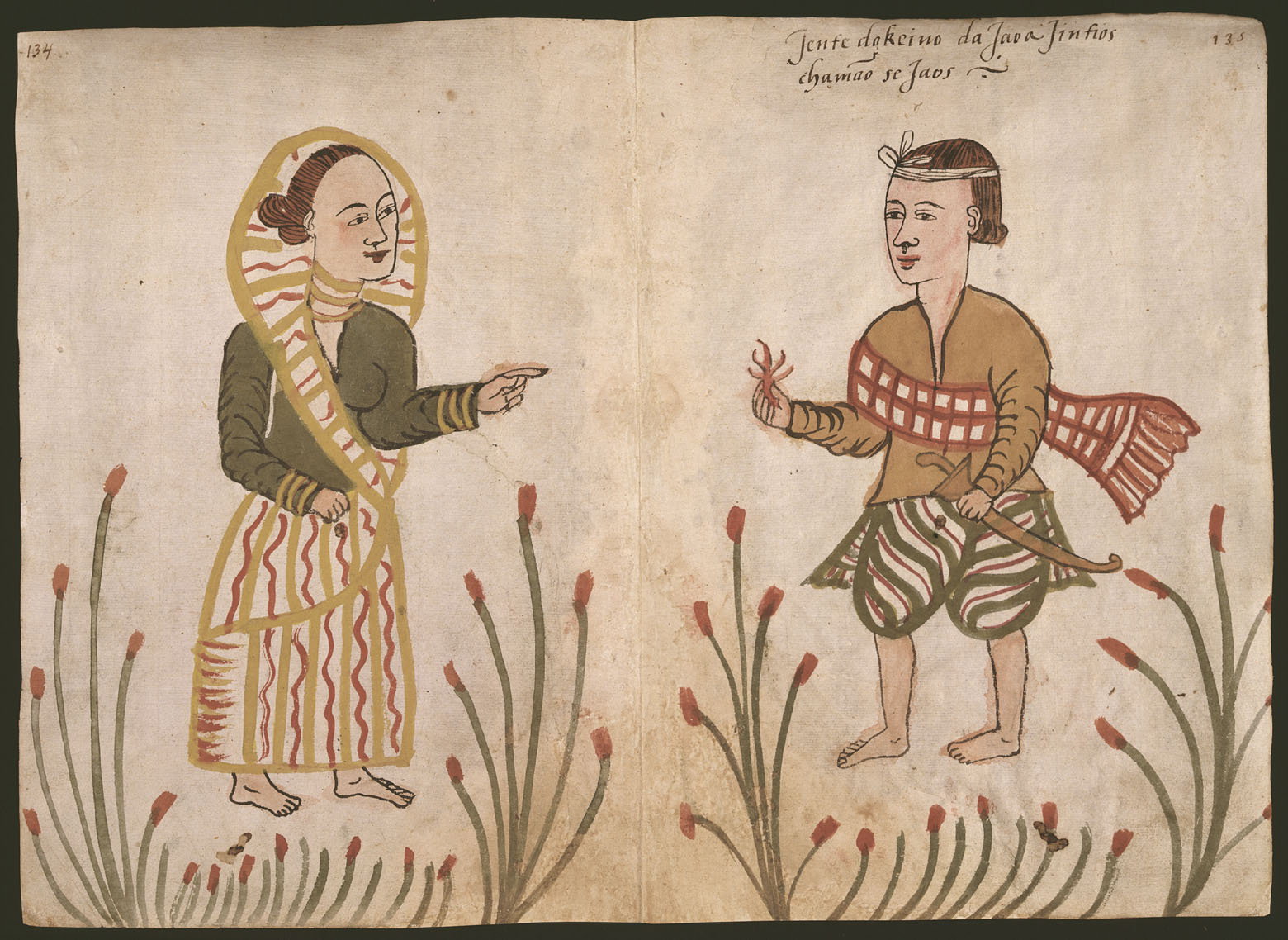
جاويون
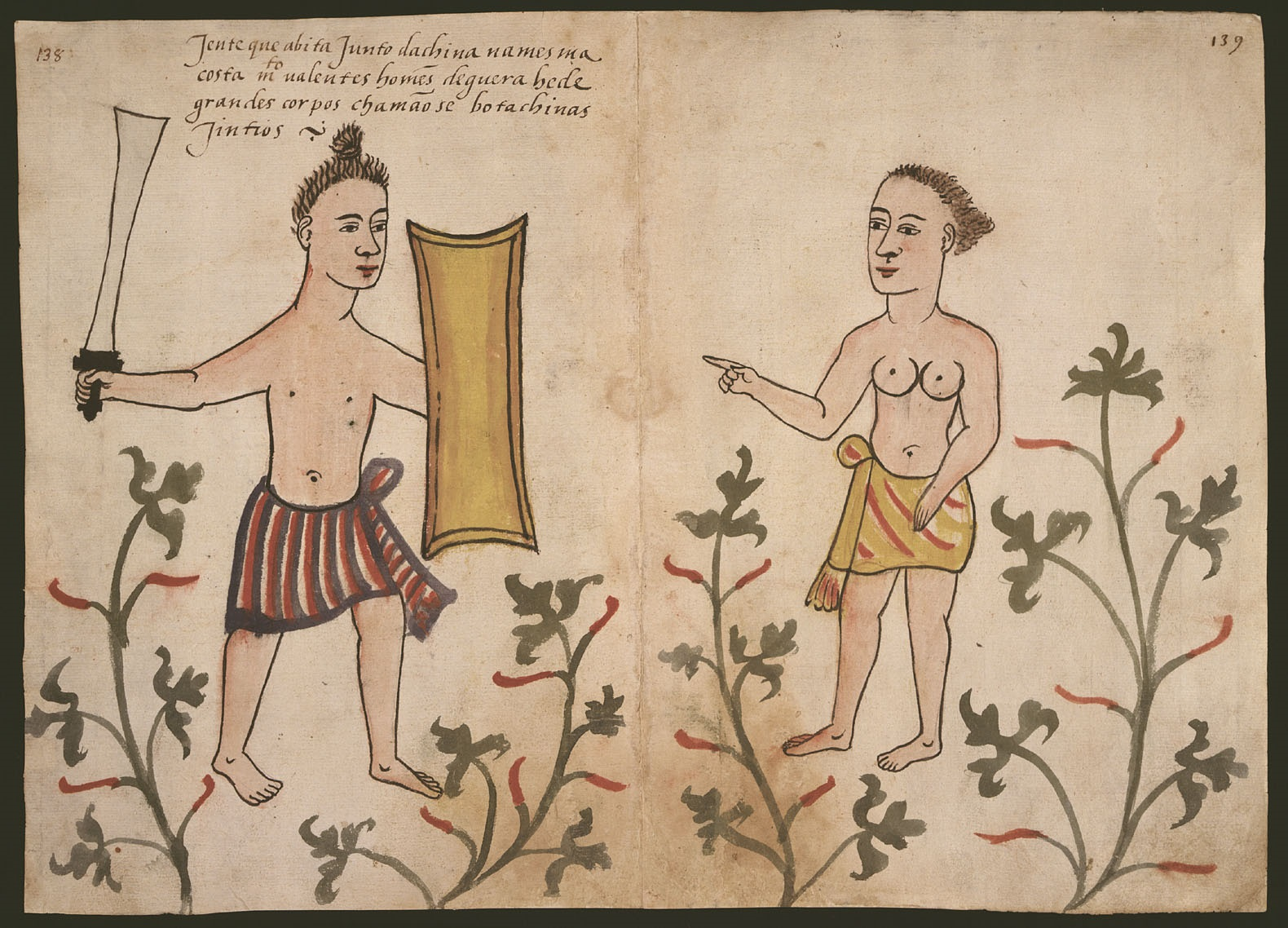
سُكان جزر هالماهيرا
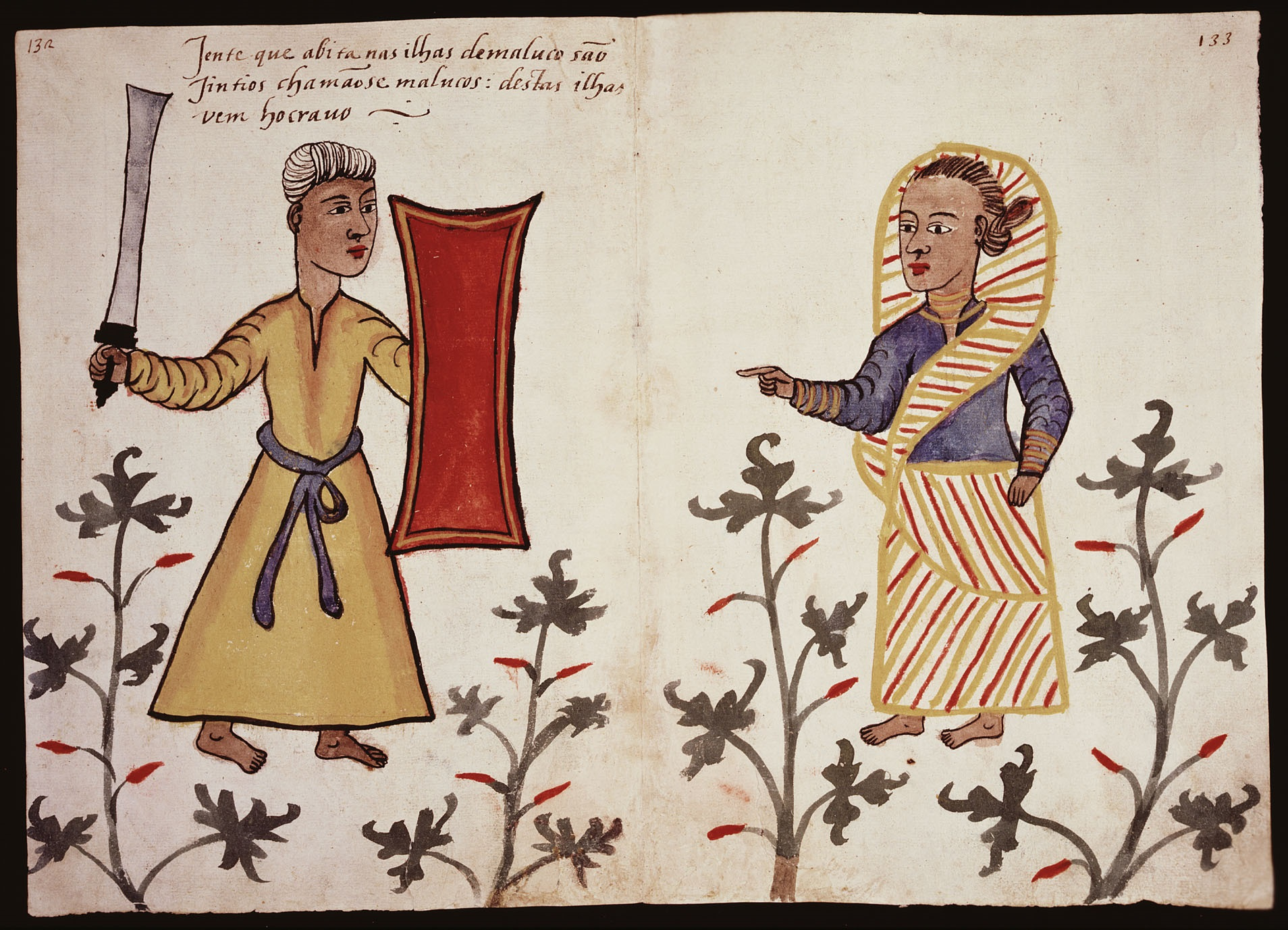
سُكان جزر الملوك
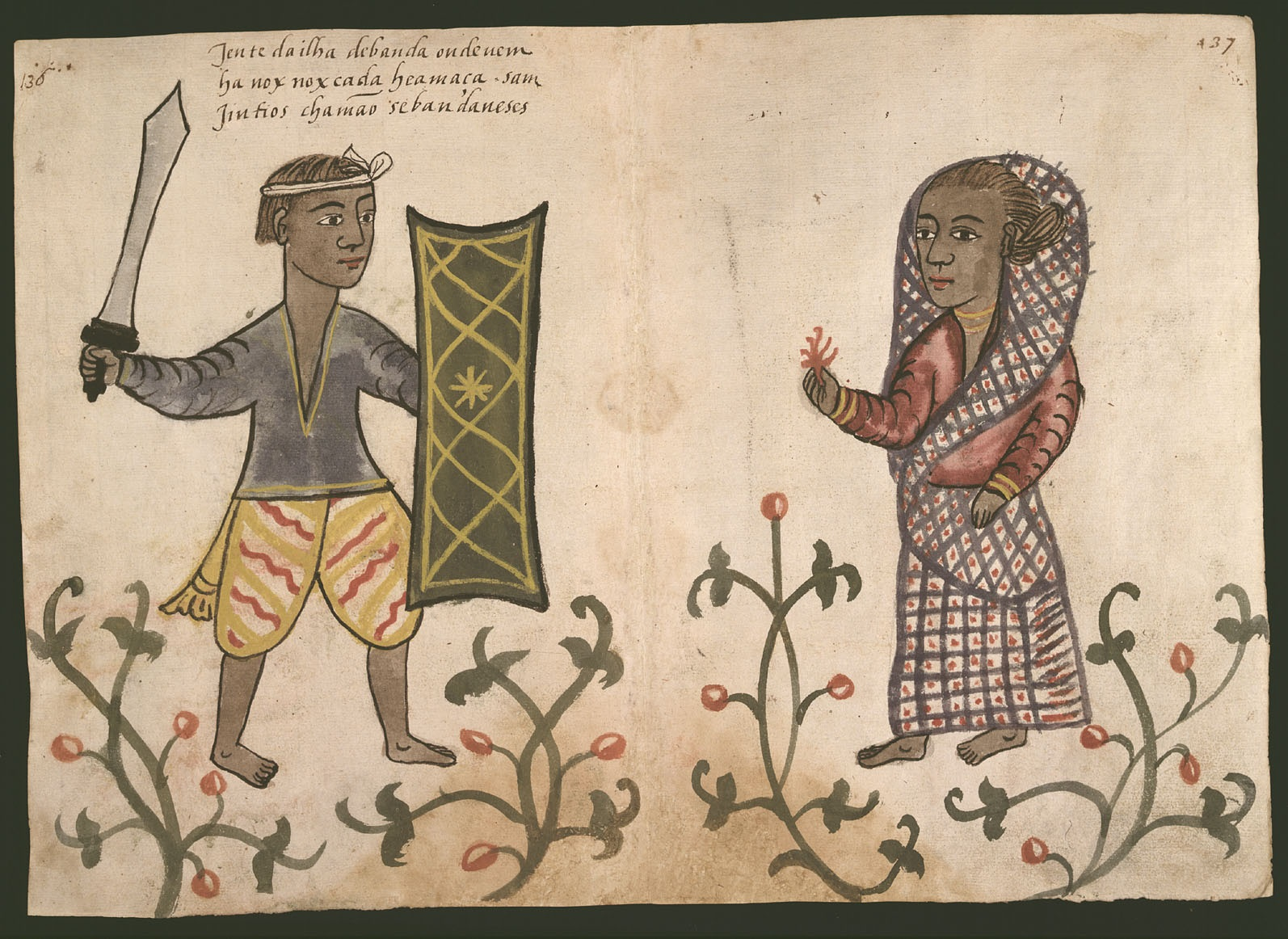
سُكان جزر باندا

### الصين

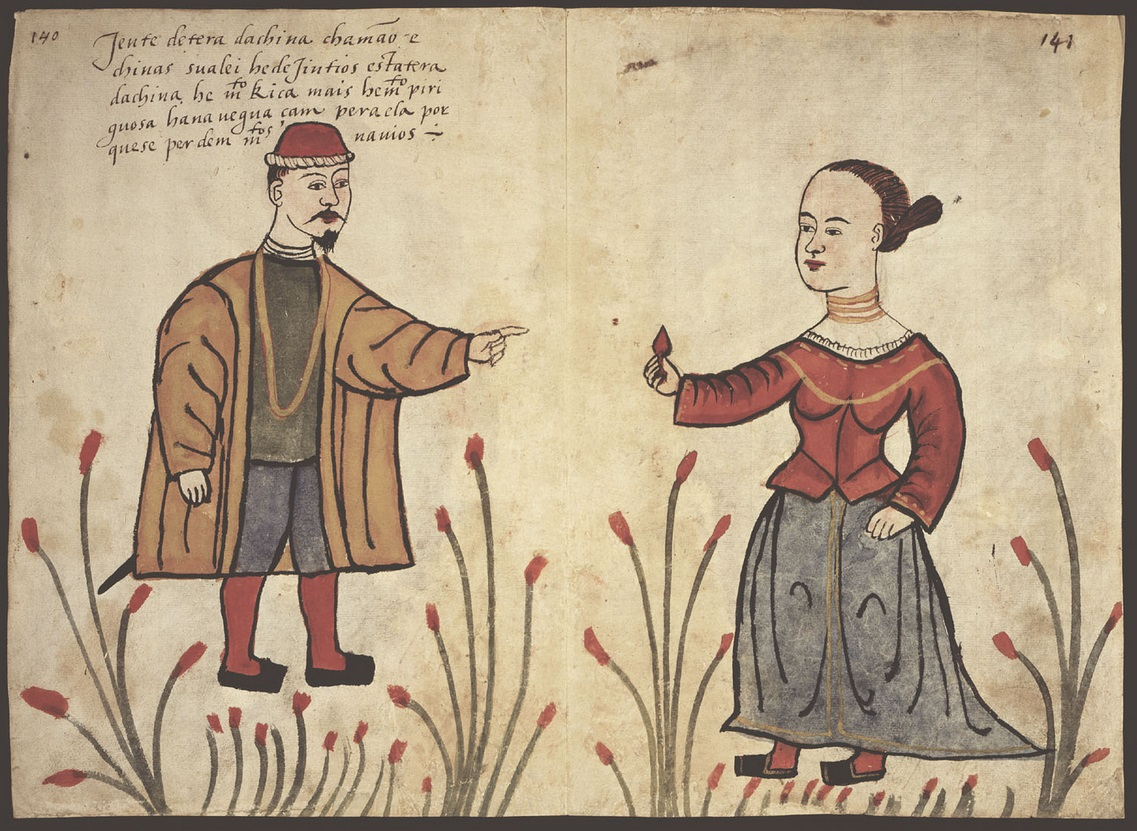
صينيون

## مُتفرقات

### الطقوس الهندوسية

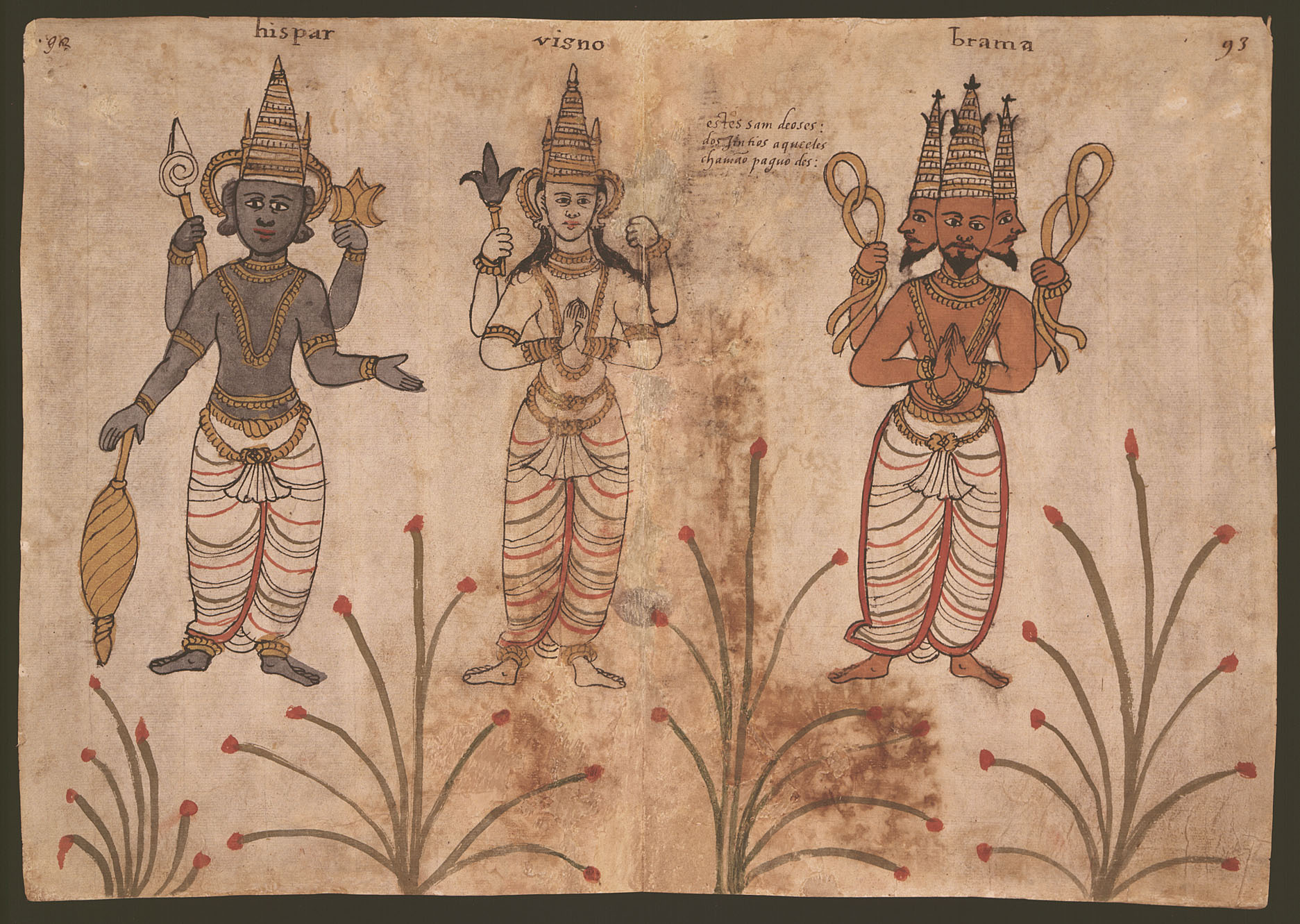
رسم توضيحي لآلهة الهندوس الثلاثة.
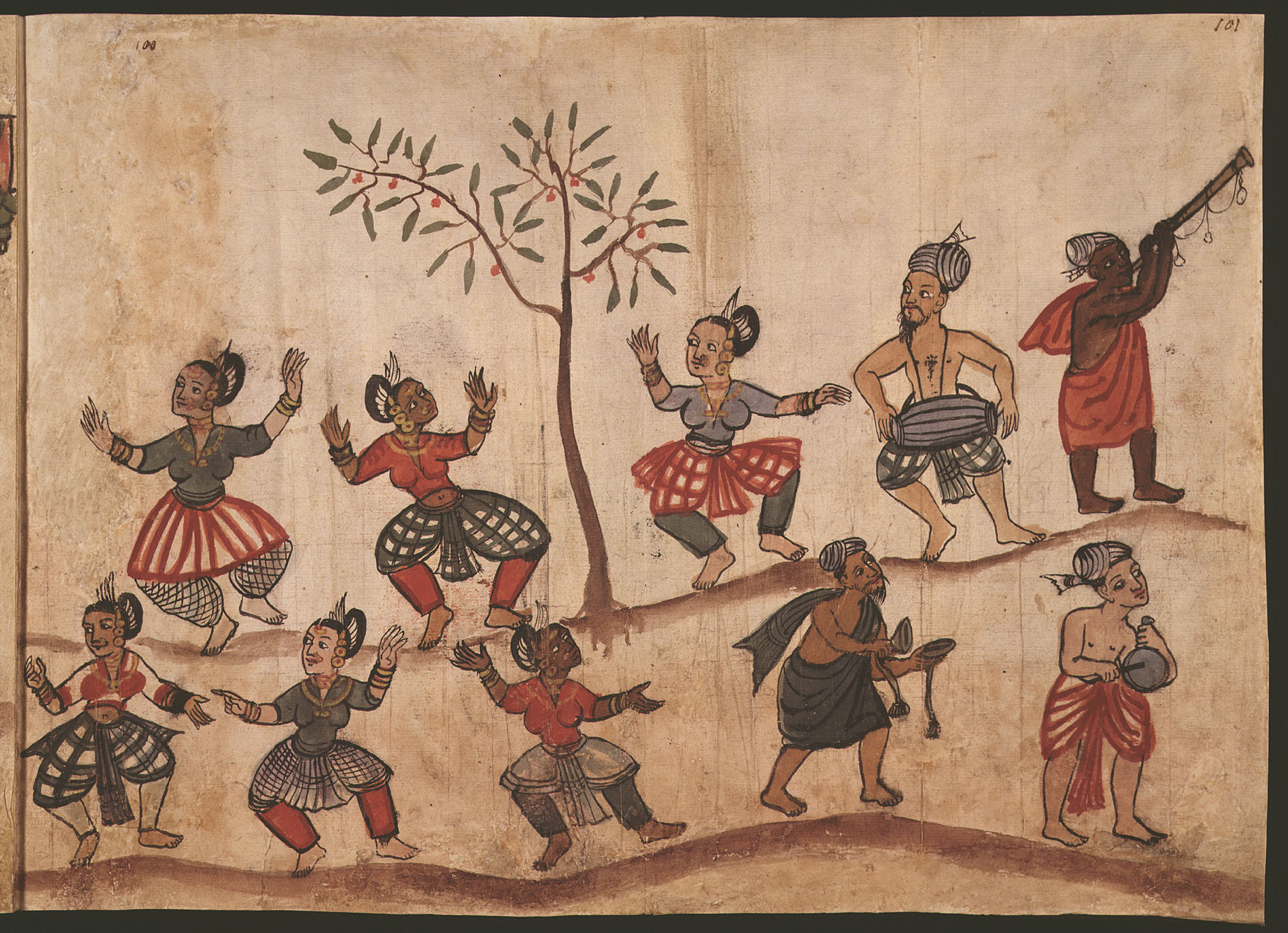
زواج هندوسي (يمين)
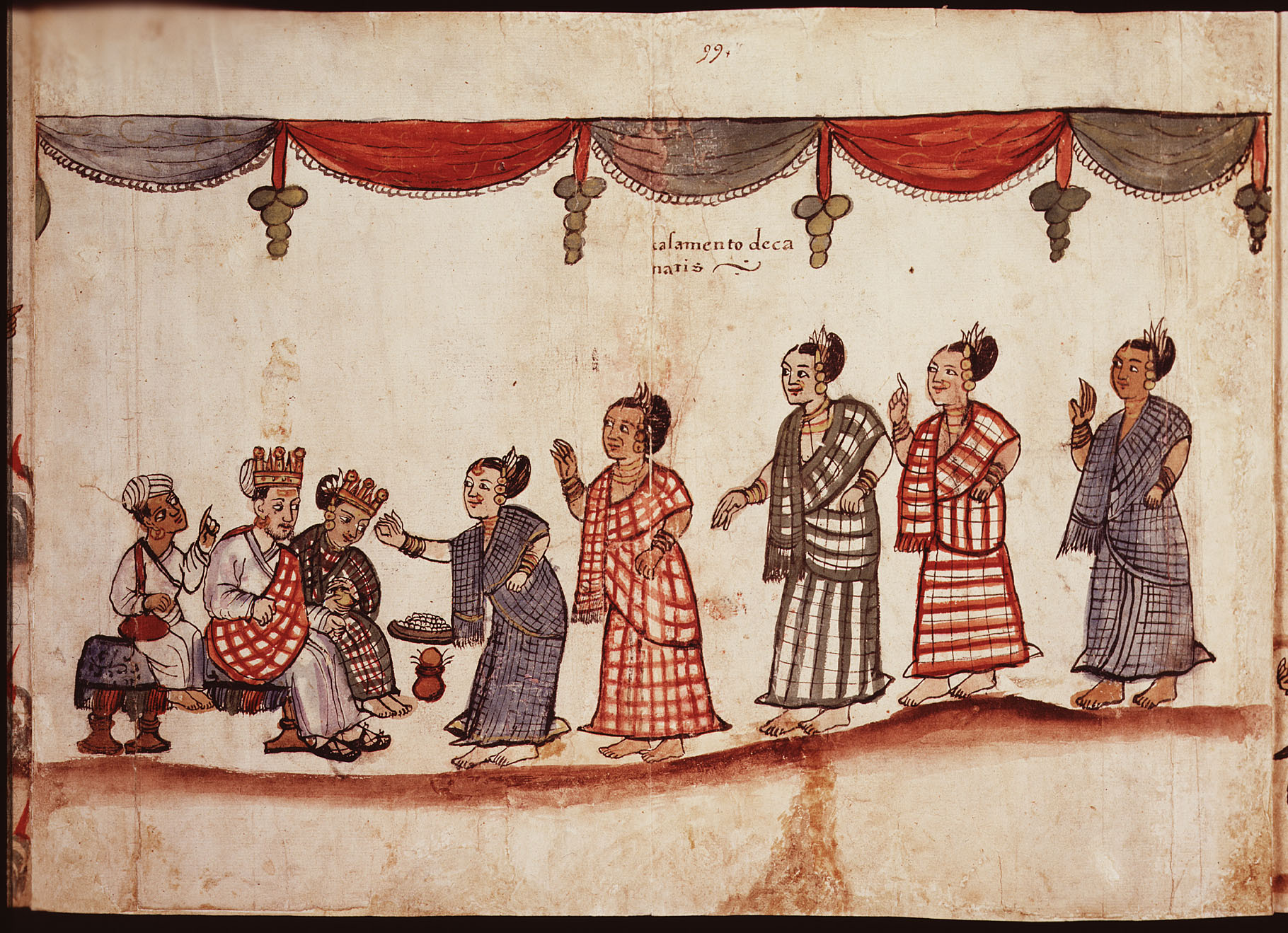
زواج هندوسي (وسط)
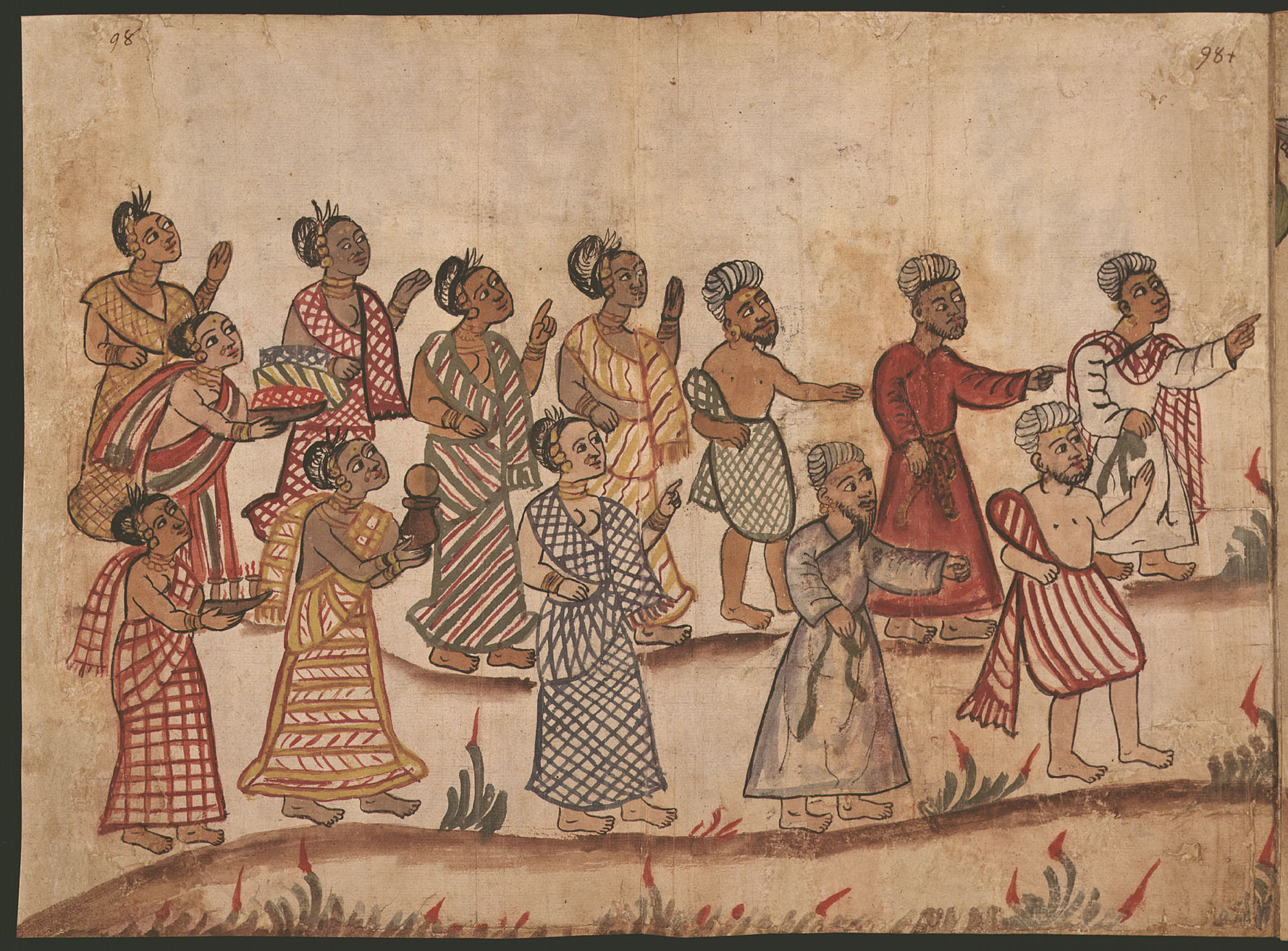
زواج هندوسي (يسار)
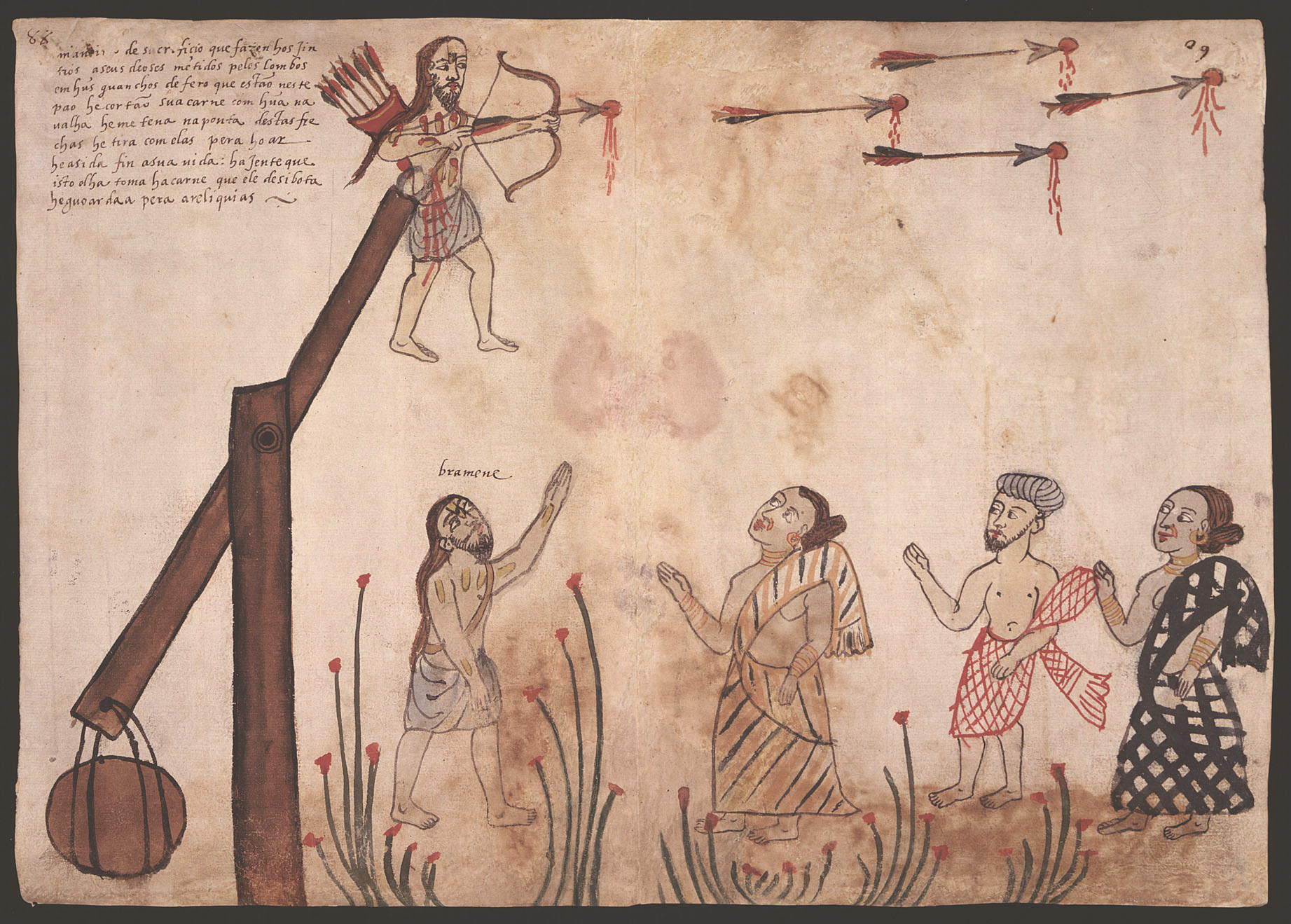
الطقوس الهندوسية لتأرجح الخطاف.
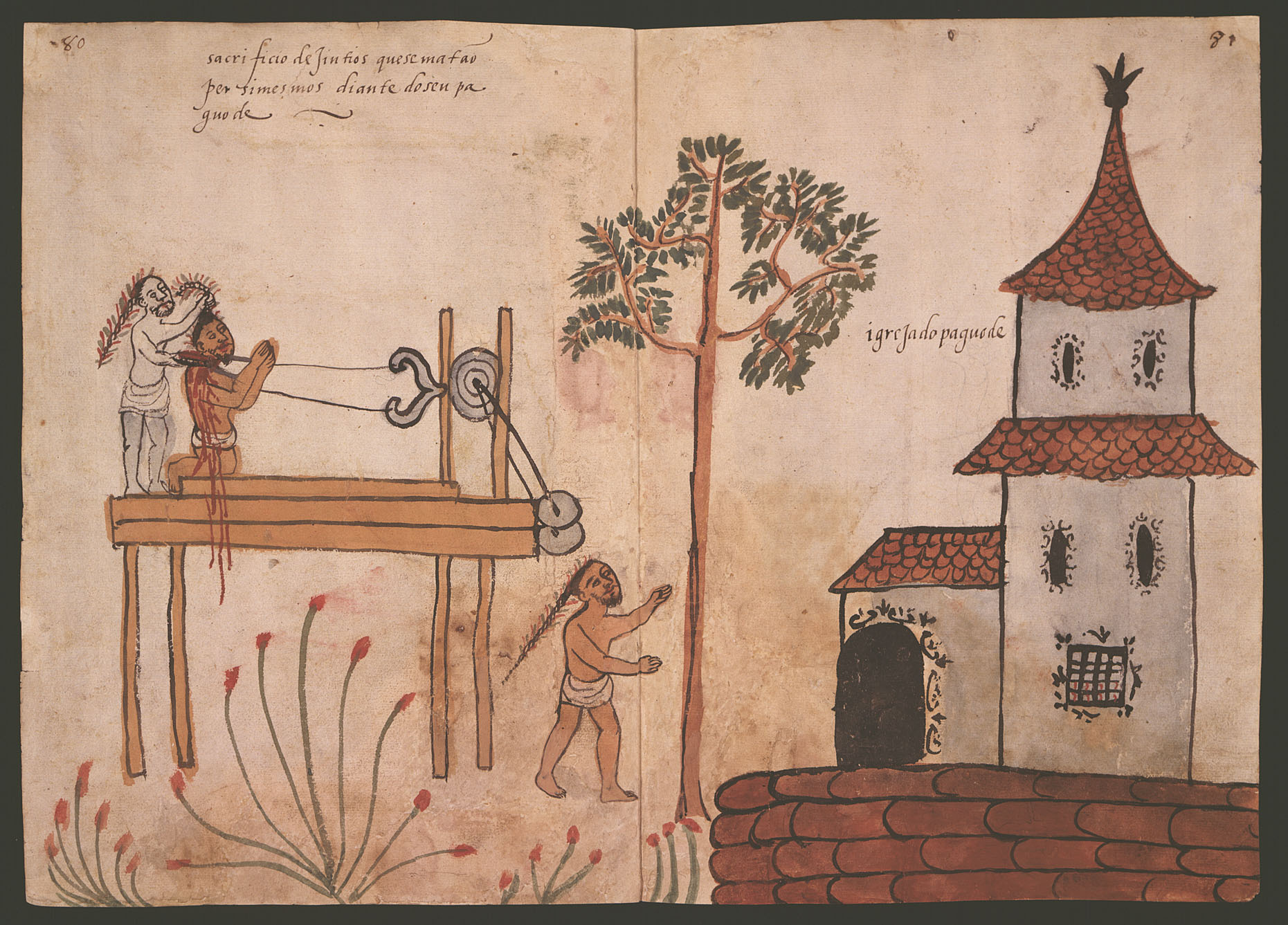
التضحية بالنفس الهندوسية
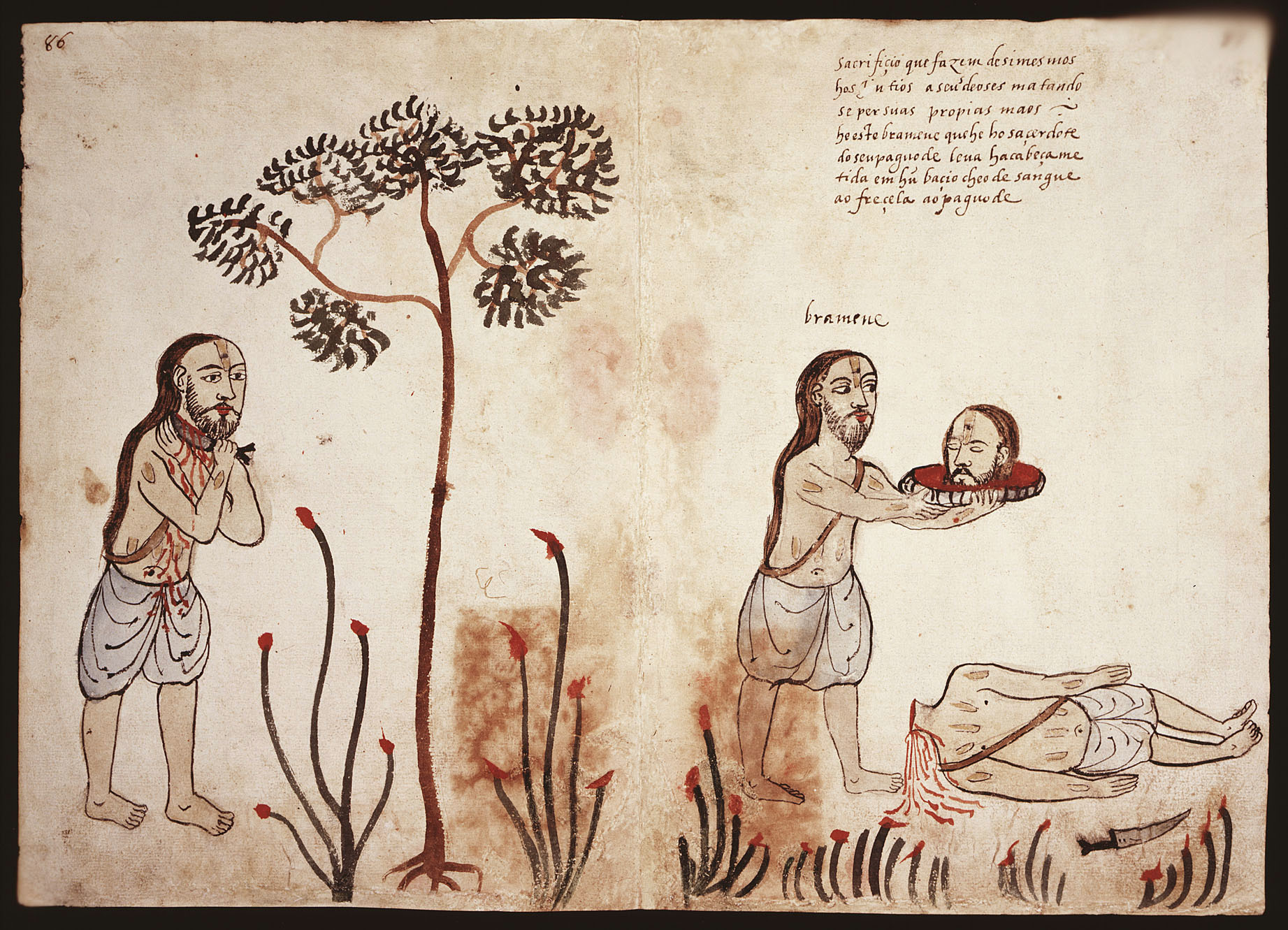
التضحية بالنفس الهندوسية
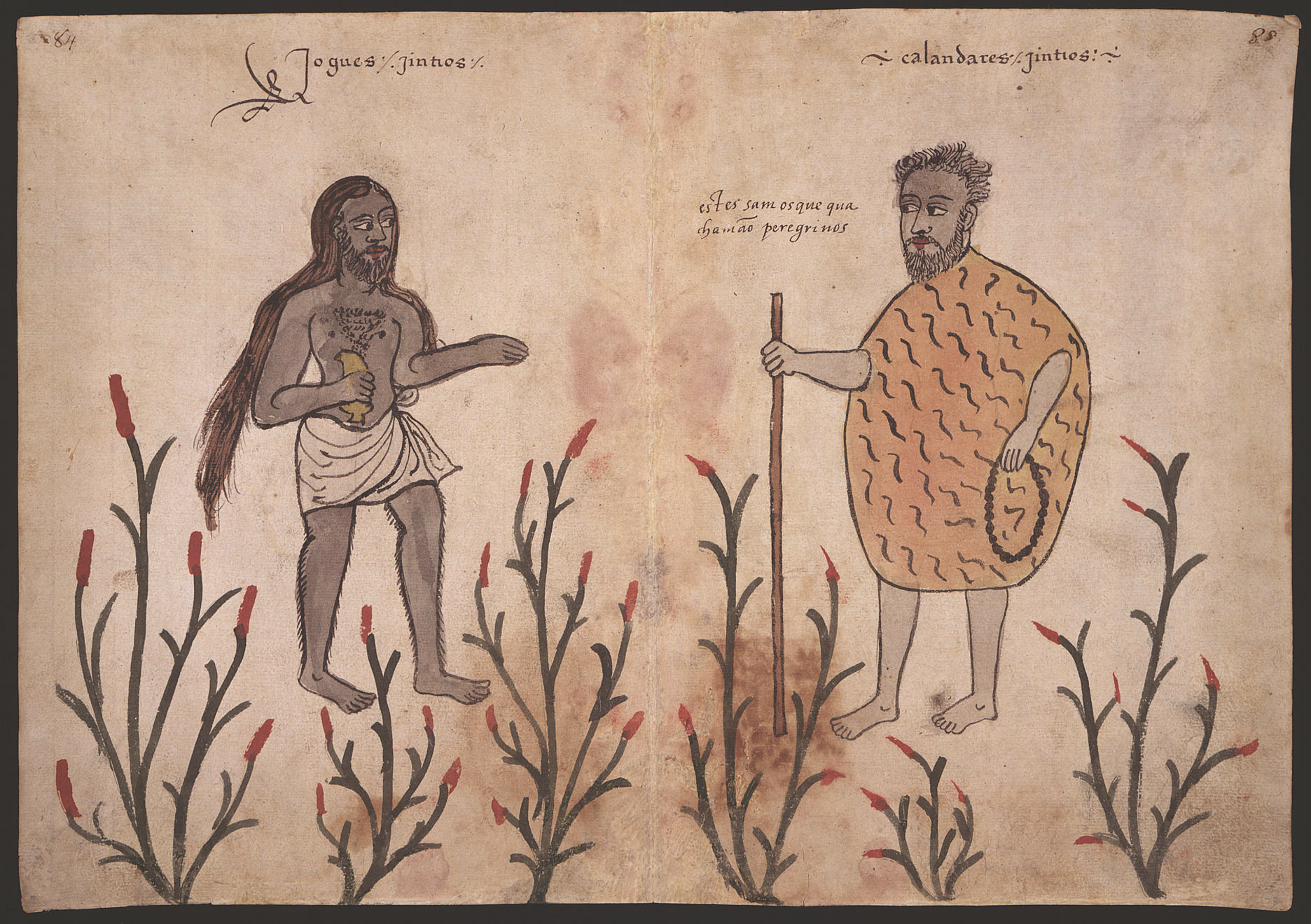
الحجاج الهندوس ورجال الدين المتجولون
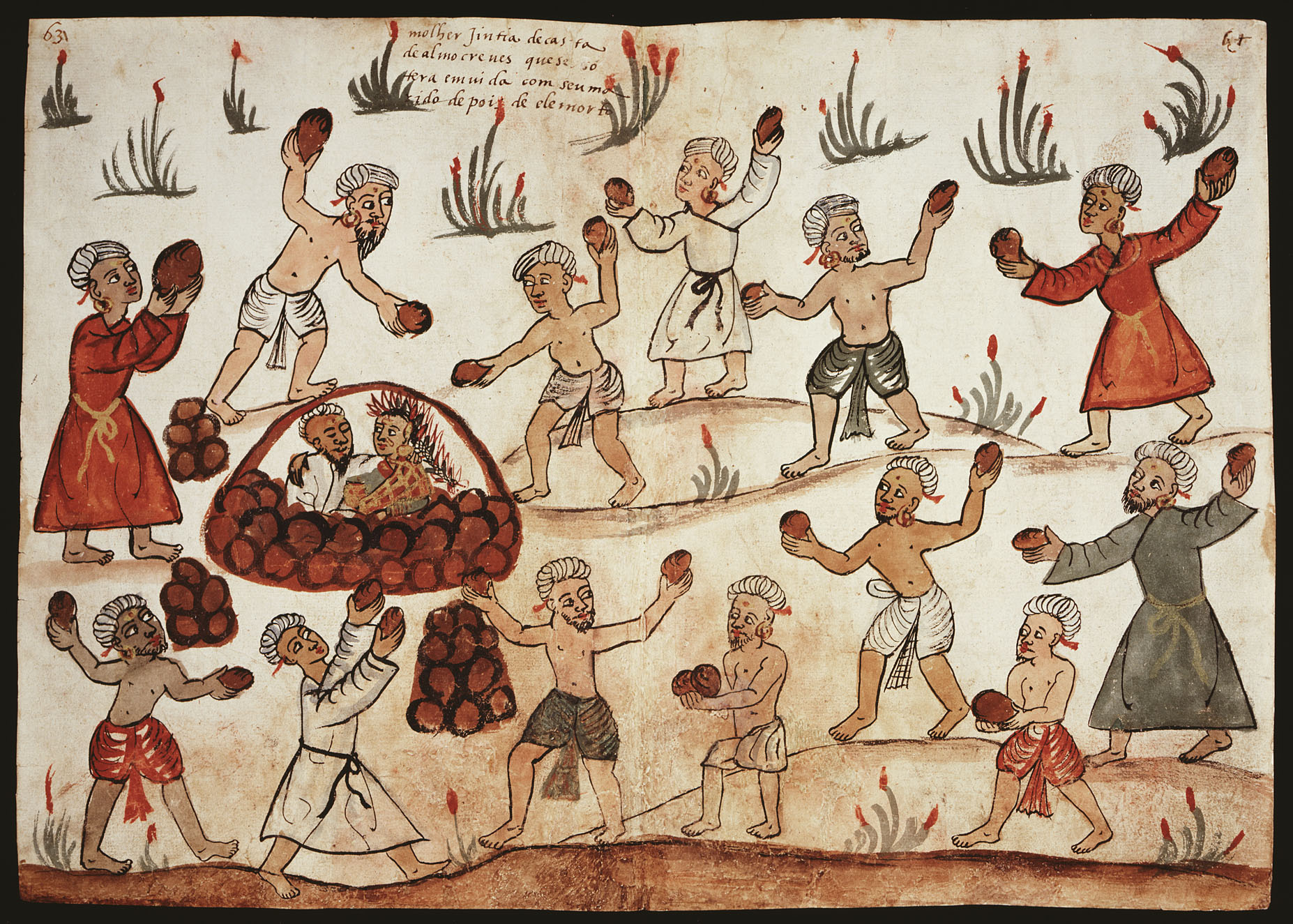
دفن ارملة على قيد الحياة
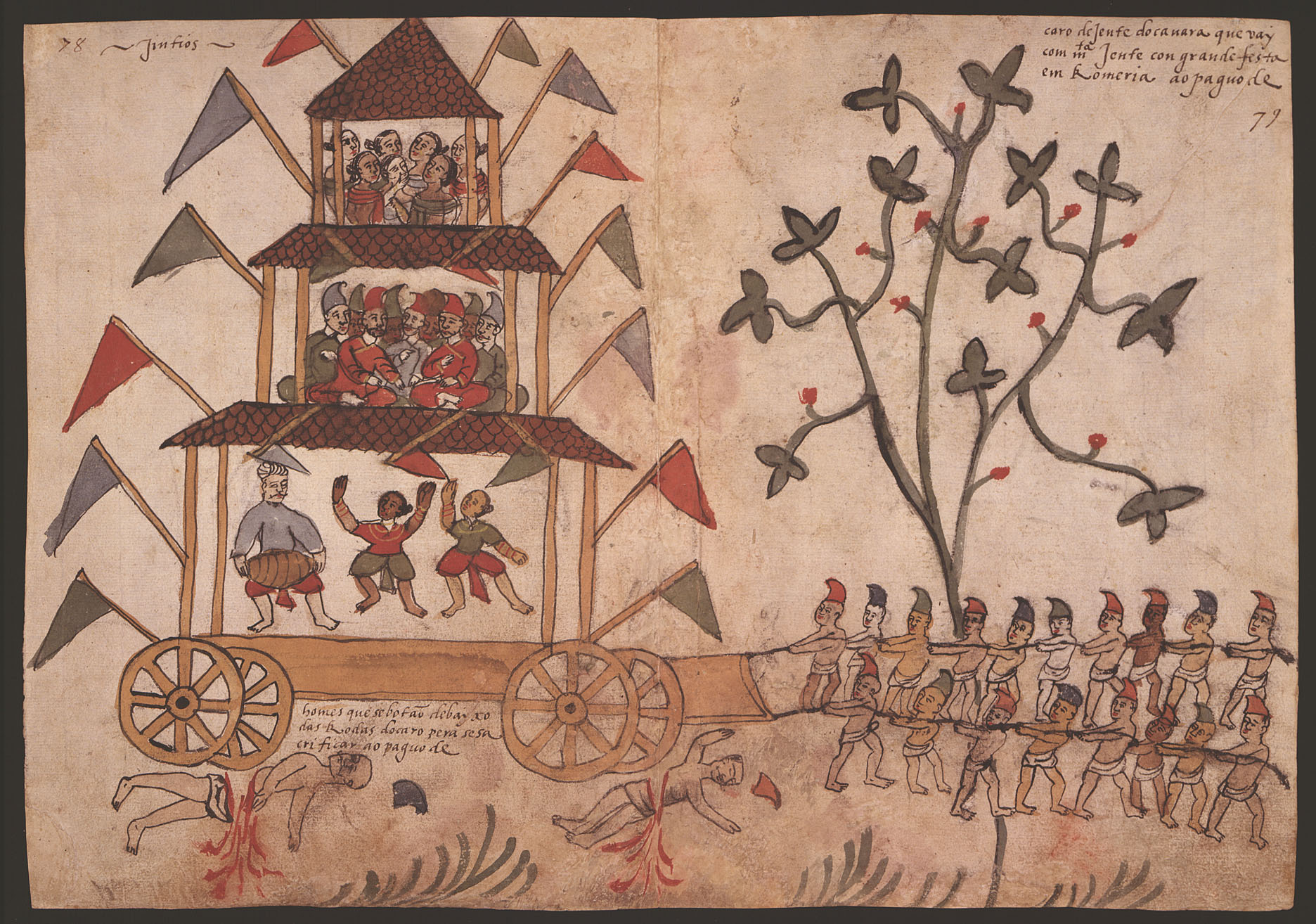
معبد هندوسي مُتنقل يسحق أحد المُصلين.

### البرتغاليون في آسيا

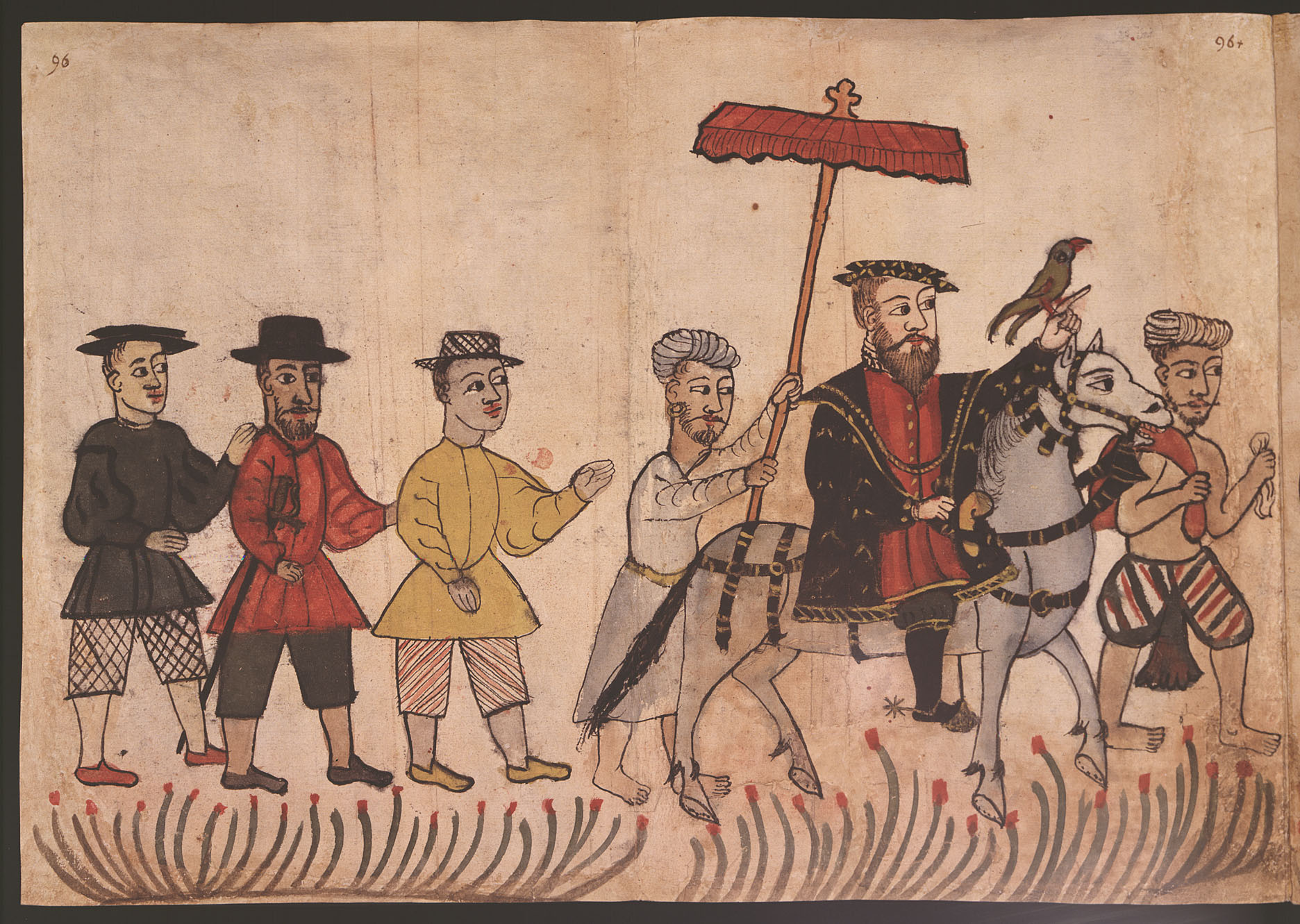
نبيل برتغالي مع حاشيته في الهند.
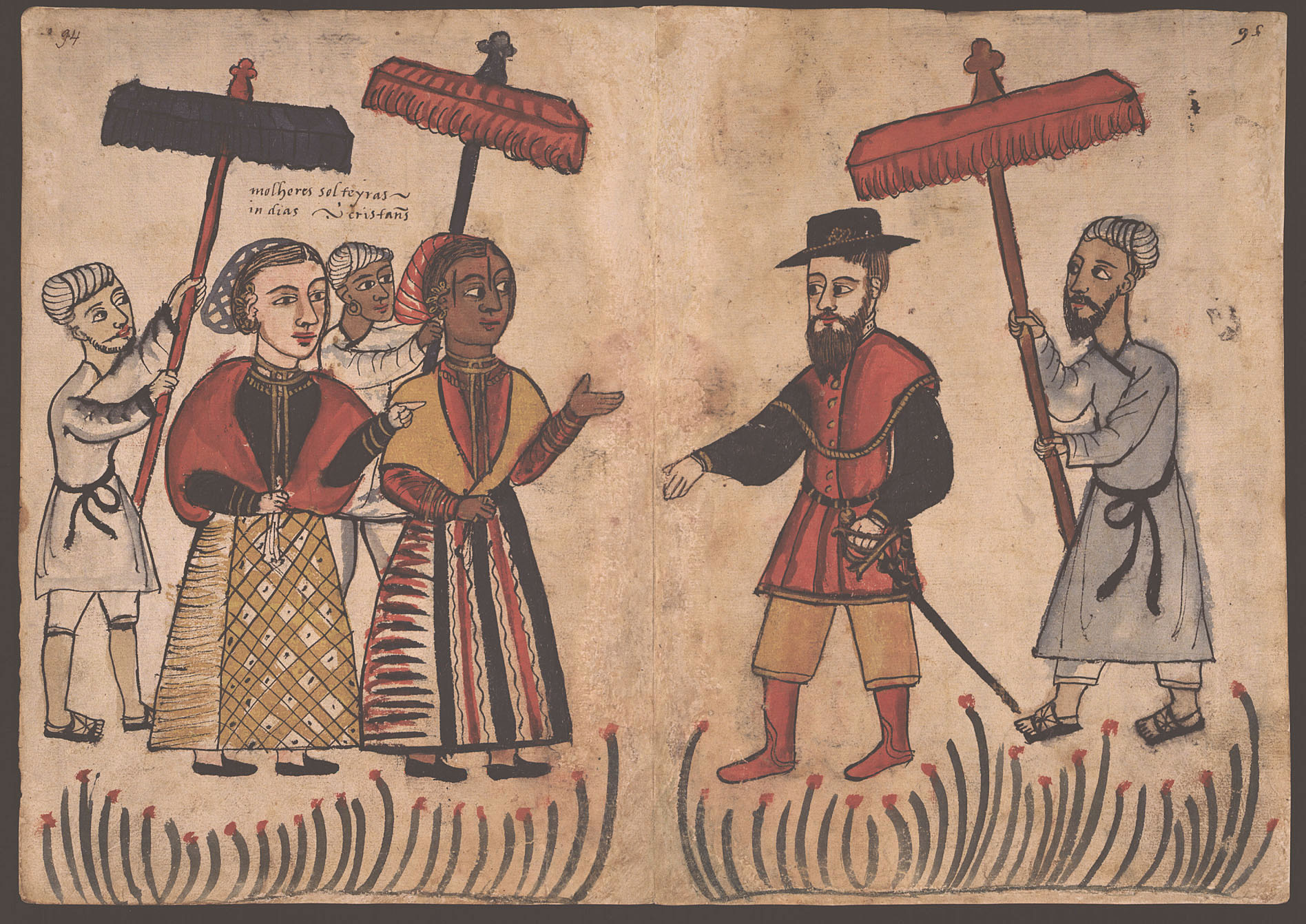
"النساء المسيحيات غير المتزوجات في الهند" يرتدين أزياء أوروبية، ونبيل برتغالي، يُفترض أنه المُتقدم للزواج.
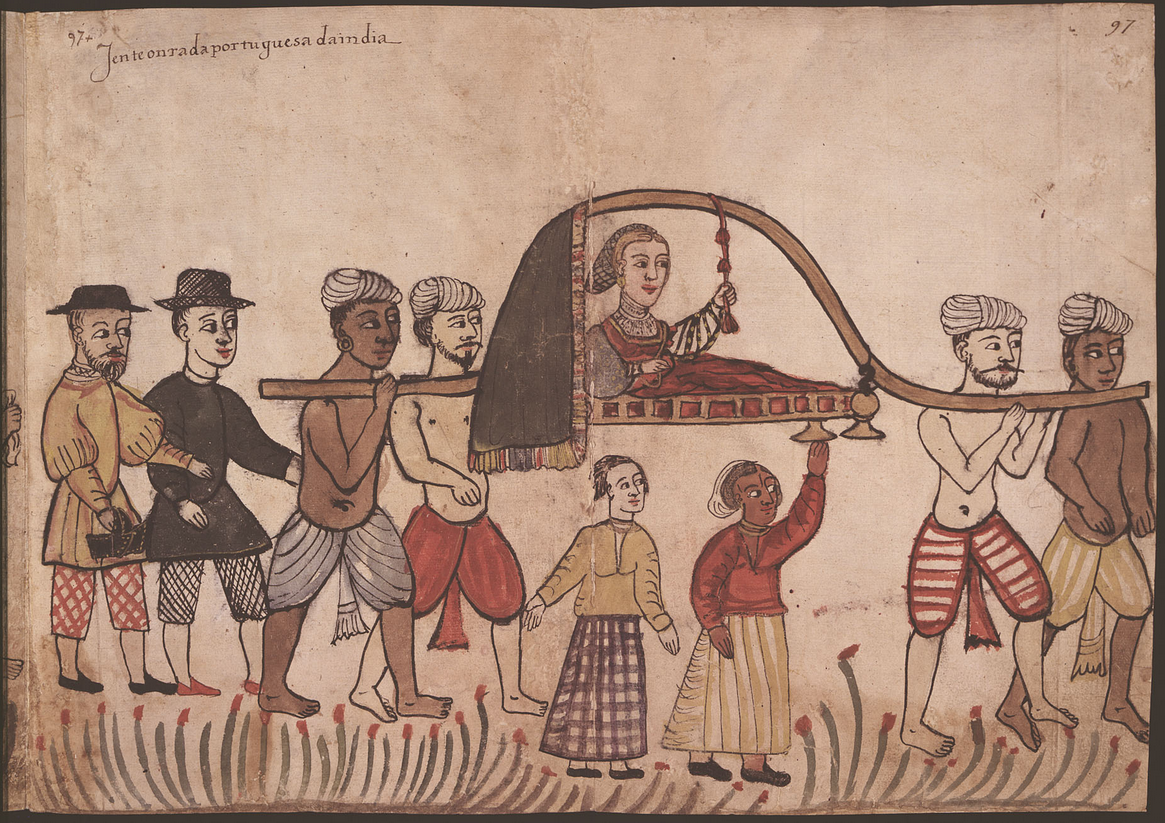
نبيلة برتغالية على مِحفة.

### حيوانات ونباتات

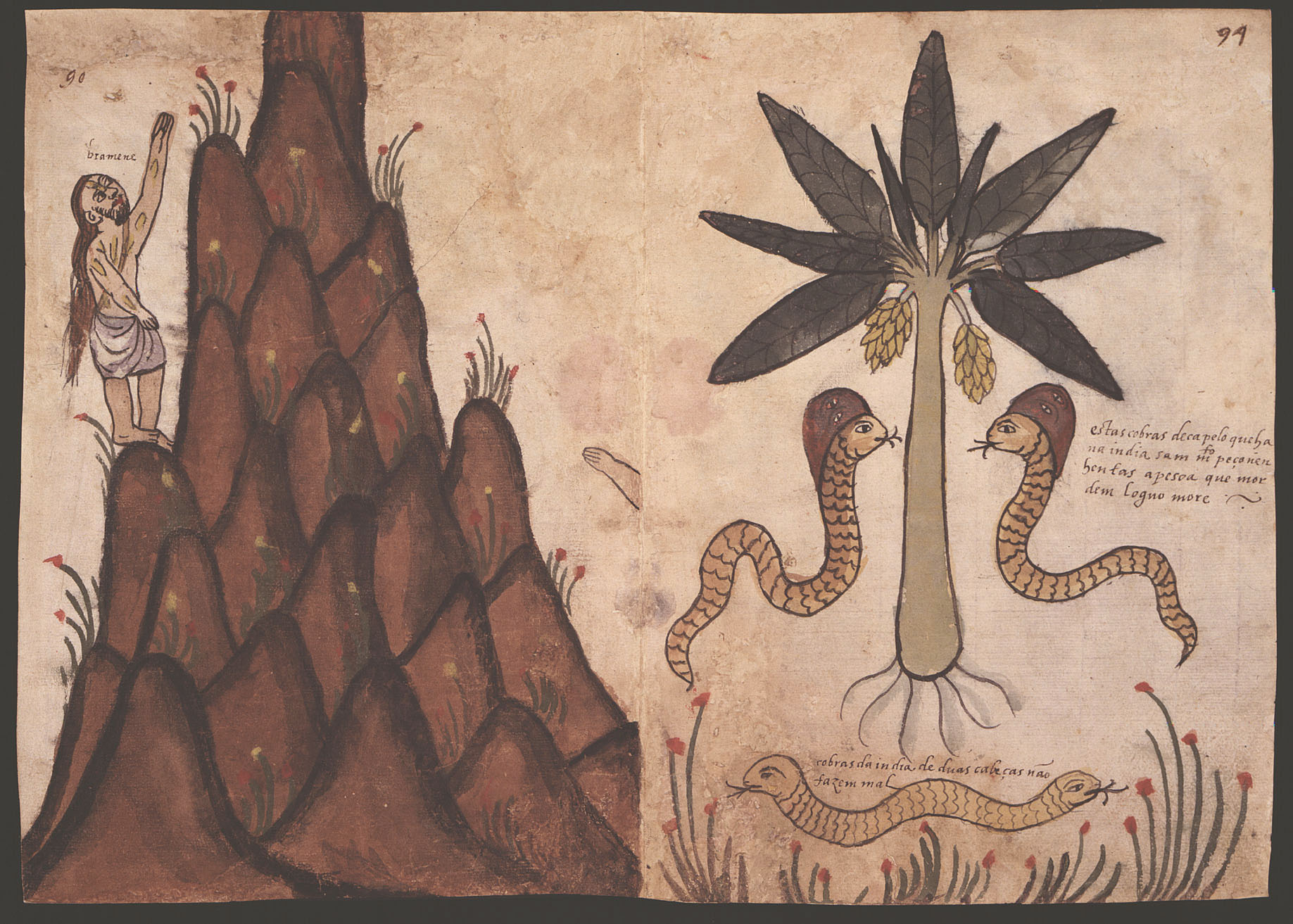
رسم توضيحي لثعبان الكوبرا وثعبان غامض ذو رأسين.